# Sampierdarena
Sampierdarena (un tempo San Pier d'Arena, San Pê d'Ænn-a o Sanpedænn-a in genovese, pronuncia [saŋˈpeˈdɛŋa]) è uno dei più popolosi quartieri di Genova.
Comune autonomo dal 1798 fino al 1926, quando insieme con altri diciotto comuni del genovesato fu inglobato nel comune di Genova, era un'importante cittadina industriale alle porte del capoluogo ligure; nella ripartizione amministrativa del comune fu dal 1969 una "delegazione" e dal 1978 una "circoscrizione". Nella nuova ripartizione in vigore dal 2005 fa parte del Municipio II Centro Ovest, assieme al quartiere di San Teodoro.

## Geografia fisica
L'ex circoscrizione di Sampierdarena comprende le unità urbanistiche di Belvedere, Campasso, Sampierdarena, San Bartolomeo del Fossato e San Gaetano, che insieme hanno una popolazione di 43 028 abitanti (dato aggiornato al 31 dicembre 2022)

### Territorio

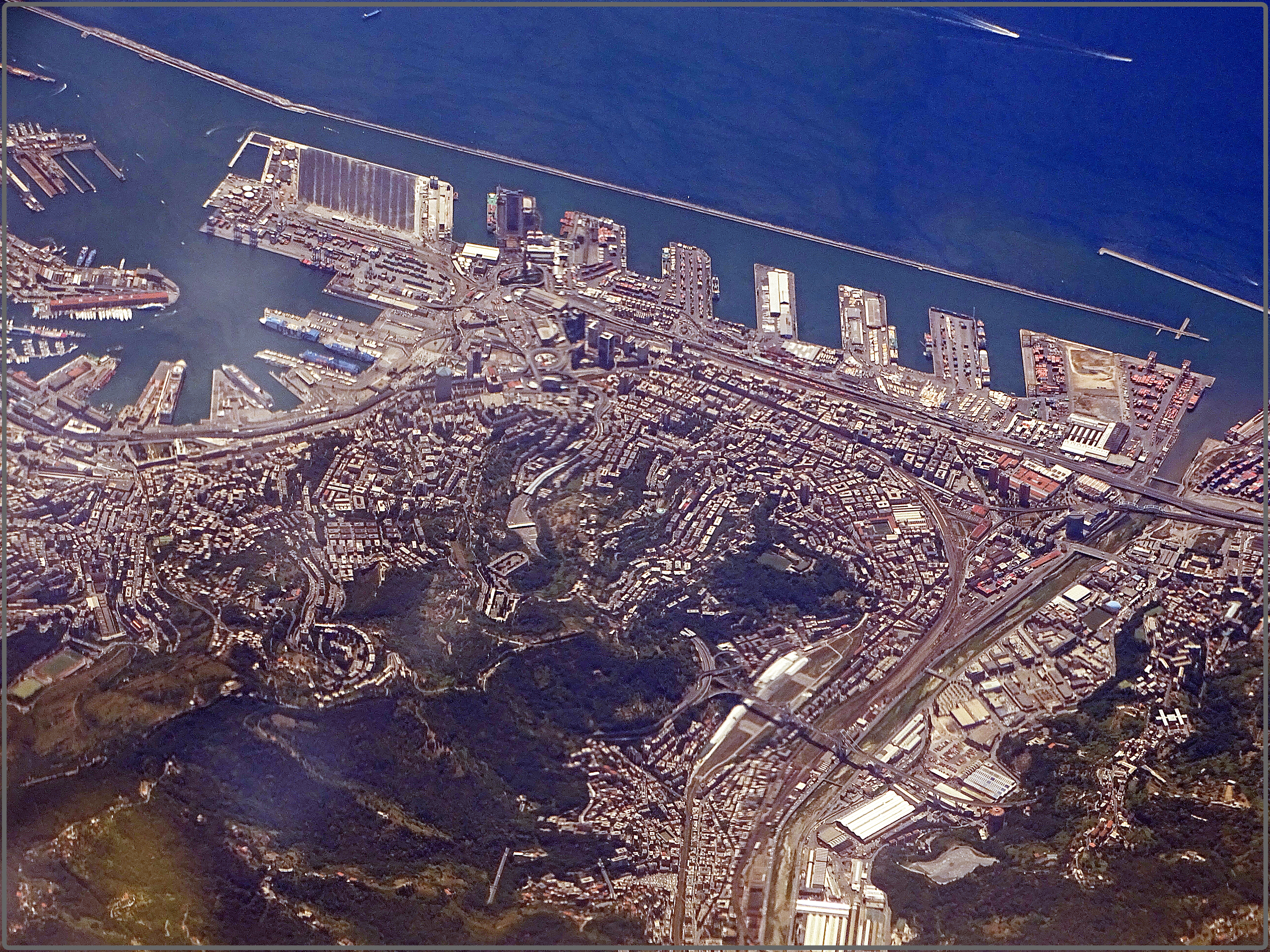
Veduta aerea del quartiere (al centro dell'immagine) con l'antistante area portuale. Nella fotografie si distinguono anche i quartieri di San Teodoro, a sinistra, e la zona di Campi, alla destra, oltre il torrente Polcevera. In basso a destra è presente il viadotto Polcevera, crollato nel 2018 e sostituito dal nuovo viadotto Genova San Giorgio

Sampierdarena confina a levante con San Teodoro, a nord con Rivarolo, a ponente con Cornigliano e a sud con l'area portuale.
Primo centro del ponente genovese, esterno alla cerchia delle seicentesche Mura Nuove, Sampierdarena comprende il tratto di litorale, oggi interamente occupato da infrastrutture portuali, tra il promontorio di Capo di Faro (dove sorge la Lanterna) a levante e la foce del torrente Polcevera a ponente. Verso l'interno, il tratto finale del Polcevera delimita il quartiere verso Cornigliano; a levante, il limite verso San Teodoro, un tempo nettamente definito dal crinale del colle di San Benigno, sul quale correvano le mura di Genova, dopo lo sbancamento del colle operato negli anni trenta del Novecento appare meno facilmente individuabile: è comunque costituito da una linea che partendo dal piazzale della "Camionale", attraverso il cosiddetto ponte elicoidale raggiunge la Lanterna, ricalcando il percorso delle scomparse mura. Nella zona a monte, quella di Promontorio, il limite tra Sampierdarena e San Teodoro è definito dalle mura degli Angeli, ancora ben conservate. L'imponente viadotto Polcevera dell'autostrada A10, con i suoi svincoli ai piedi del forte Crocetta, delimitava, prima del crollo, Sampierdarena dal quartiere di Rivarolo.
Il territorio all'interno del quartiere comprende due crinali che culminano alla sommità del colle di Promontorio, delimitando i bacini di due piccoli rivi, il fossato di San Bartolomeo e quello di Promontorio; il crinale di ponente, quello di Belvedere, si affaccia sulla parte del quartiere in sponda sinistra del Polcevera, comprendente le "unità urbanistiche" Campasso e San Gaetano.

### Clima
Sampierdarena assieme a Voltri è una delle zone dell'area urbana genovese maggiormente esposte alla tramontana durante i mesi invernali: per la sua posizione al termine della val Polcevera, il quartiere è frequentemente investito, specialmente in autunno e in inverno, dai venti settentrionali che si incuneano attraverso il Passo dei Giovi dalla Pianura padana. Pertanto, il clima in queste giornate risulta decisamente più freddo rispetto al centro della città, al levante cittadino e alle zone adiacenti del ponente genovese.

## Origini del nome
Centro di origine antica, borgo di pescatori e agricoltori, deriva il suo nome dall'antica chiesa di San Pietro dell'Arena, intitolata a Sant'Agostino dal 725, dopo che il re longobardo Liutprando, durante il trasferimento dalla Sardegna a Pavia, vi aveva deposto le ceneri del santo all'interno di una piccola "cella" (da cui il nome dell'attuale chiesa, Santa Maria della Cella). La denominazione di "San Pier d'Arena" rimase quella ufficiale del comune autonomo e poi della "delegazione" fino al 1936, quando con la riforma toponomastica del comune di Genova fu definitivamente adottato il toponimo "Sampierdarena".

## Storia

Antico stemma del comune di Sampierdarena

Sampierdarena nei suoi oltre mille anni di storia è stata al centro di trasformazioni che hanno visto l'originario borgo di pescatori divenire luogo di villeggiatura dei ricchi genovesi, poi il cuore dell'industria genovese e infine area strategica per lo sviluppo del porto.

### Le origini
Fino al XII secolo nella zona dell'attuale quartiere esistevano solo piccoli nuclei abitati da pescatori e contadini, tra i quali il borgo sorto attorno a una piccola cappella, dove secondo la tradizione nel 725 sarebbe transitato il re longobardo Liutprando con le reliquie di Sant'Agostino. Si ritiene che questa chiesetta fosse in origine dedicata a San Pietro, in seguito intitolata Sant'Agostino e oggi compresa all'interno del complesso di Santa Maria della Cella, costruito nel 1253.
Con l'aumentare della popolazione, il 2 febbraio 1131 il borgo, con il nome di "Sancto Petro de Arena", ottenne dignità di centro urbano e una certa autonomia amministrativa, con la costituzione del Comune, retto da tre consoli, restando comunque di fatto sotto la giurisdizione della vicina Genova.
Altri nuclei abitati nel territorio sampierdarenese erano quello della Coscia, con un approdo riparato a ridosso del promontorio di San Benigno, quello formato dalle poche case attorno all'antica pieve di San Martino, nella zona del Campaccio (attuale Campasso), il Canto, a ponente, che comprendeva anche la zona allora disabitata detta "Sciummæa", alla foce del Polcevera (oggi Fiumara) e i piccoli nuclei rurali sulle colline di Promontorio e Belvedere.
Dalla fine del XII secolo alla tradizionale attività della pesca si affiancò quella delle costruzioni navali, che diede un grande impulso allo sviluppo dell'economia locale; i cantieri navali sampierdarenesi, che potevano usufruire di "una piaggia lunga un grosso miglio, tanto comoda al varar delle navi, che non potrebbe esser più", come ricordato nei suoi "Annali" (1537) dal Giustiniani, raggiunsero un alto livello di specializzazione nella costruzione delle galee. In questi cantieri vennero costruite numerose navi su commissione delle famiglie Doria, Gattilusio, Lomellini, Mallone e Usodimare, tra cui alcune di quelle utilizzate per la crociata indetta nel 1248 dal re Luigi IX di Francia e molte di quelle che presero parte alla battaglia della Meloria, nel 1284.
Al successivo sviluppo contribuì anche l'insediamento nella zona di ordini religiosi: agostiniani a S. Maria della Cella e S. Maria di Belvedere, benedettini nella vicina abbazia di San Benigno, vallombrosani a S. Bartolomeo del Fossato e S. Bartolomeo di Promontorio.

#### Le torri di guardia

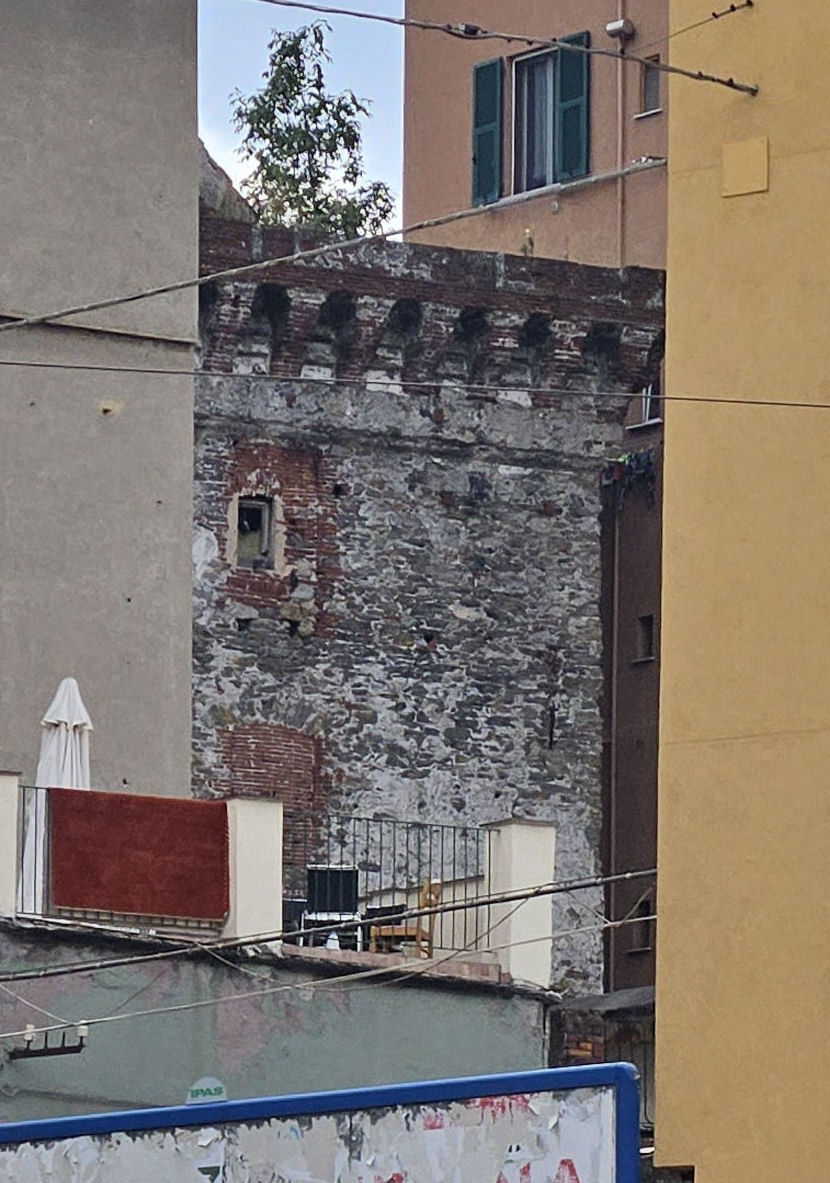
La torre del Labirinto, seminascosta tra le superstiti case dell'antico quartiere della Coscia

Il borgo e la spiaggia di Sampierdarena erano particolarmente vulnerabili a incursioni dal mare da parte dei pirati saraceni. L'intera area di Sampierdarena rimase sempre esterna alle mura di Genova, ma tra XII e XIII secolo il governo della repubblica fece costruire lungo la costa alcune torri, sia a difesa del borgo sia per evitare che eventuali assalitori giunti dal mare potessero costituire sulla spiaggia una testa di ponte alle porte di Genova.
Per l'assenza di notizie storiche documentate non si conosce quante fossero in origine le torri di difesa del litorale: secondo la tradizione sarebbero state sette; poste a circa 300 metri l'una dall'altra, coprivano l'intero litorale tra Capo di Faro e la foce del Polcevera. Le torri difensive pubbliche persero la loro funzione già nel XV secolo e nel tempo vennero in parte demolite o inglobate in edifici di epoca posteriore. Alcune sono ancora esistenti, sia pure non in buone condizioni di manutenzione, altre sono riconoscibili nella struttura degli edifici che le hanno inglobate, altre ancora sono del tutto scomparse e la loro esistenza resta documentata solo da vecchie stampe e fotografie ottocentesche; alcuni storici hanno ipotizzato l'esistenza di altre torri, ora scomparse, ma non ci sono documenti né resti murari che possano confermare questa ipotesi. Queste, da levante a ponente, sono le torri storicamente documentate, che si ritiene facessero parte della linea difensiva:
- Torre di Capo di Faro, scomparsa, sorgeva nei pressi della Lanterna, sul lato rivolto verso Sampierdarena; appare solo in dipinti del XV e XVI secolo
- Torre di villa Pallavicino, scomparsa, sorgeva accanto alla villa Pallavicini-Gardino; ancora esistente nell'Ottocento. Pur strutturalmente identica alle torri pubbliche, non è accertato chiaramente se fosse una di queste o una torre seicentesca di pertinenza della dimora nobiliare, data anche la vicinanza con la successiva torre del Labirinto.
- Torre del Labirinto, ancora esistente, sia pur degradata, è comunque fra le meglio conservate; situata nel quartiere della Coscia, nascosta tra le case tra via Pietro Chiesa e piazza Barabino, è parzialmente visibile da quest'ultima. Il curioso nome deriva dall'intrico dei vicoli sui quali si innalzava.
- Torre dei Frati, che prendeva nome dal vicino convento degli agostiniani di S. Maria della Cella, è inglobata in un caseggiato di via Sampierdarena ed è parzialmente visibile da via Buranello.
- Torre del Comune, scomparsa, sorgeva su un piccolo promontorio, nel luogo dov'è oggi l'ex palazzo comunale. Potrebbe risalire alla metà del Cinquecento la sua trasformazione in un piccolo fortilizio detto "il Castello", a pianta quadrata e con un cortile al centro, costruito per adeguare le difese costiere alle nuove tecniche militari, conseguenti all'invenzione della polvere da sparo e al conseguente massiccio impiego di cannoni; l'edificio, che nel XVIII secolo ospitava le guardie della Sanità, nel 1852 venne demolito per realizzare la nuova sede comunale. Pochi resti sono inglobati nel lato a mare dell'edificio, nascosti alla vista da una costruzione addossata al palazzo.
- Torre del Canto, in via Bombrini, prende il nome dal rione del Canto, nella zona di ponente del quartiere, prossima all'area della Fiumara. Inglobata in un edificio industriale oggi adibito a uffici, profondamente rimaneggiata e svuotata al suo interno, è stata trasformata nel vano di un montacarichi. Con la recente riqualificazione dell'area industriale della Fiumara, anche la torre è stata restaurata.

Oltre a queste alcuni storici ipotizzano l'esistenza di una torre nella zona della "Crosa dei Buoi" (oggi via Stefano Canzio, tra la piazza Vittorio Veneto e via San Pier d'Arena) e di un'altra alla foce del Polcevera, ma senza elementi a supporto di questa teoria.

### Dal XVI al XVIII secolo

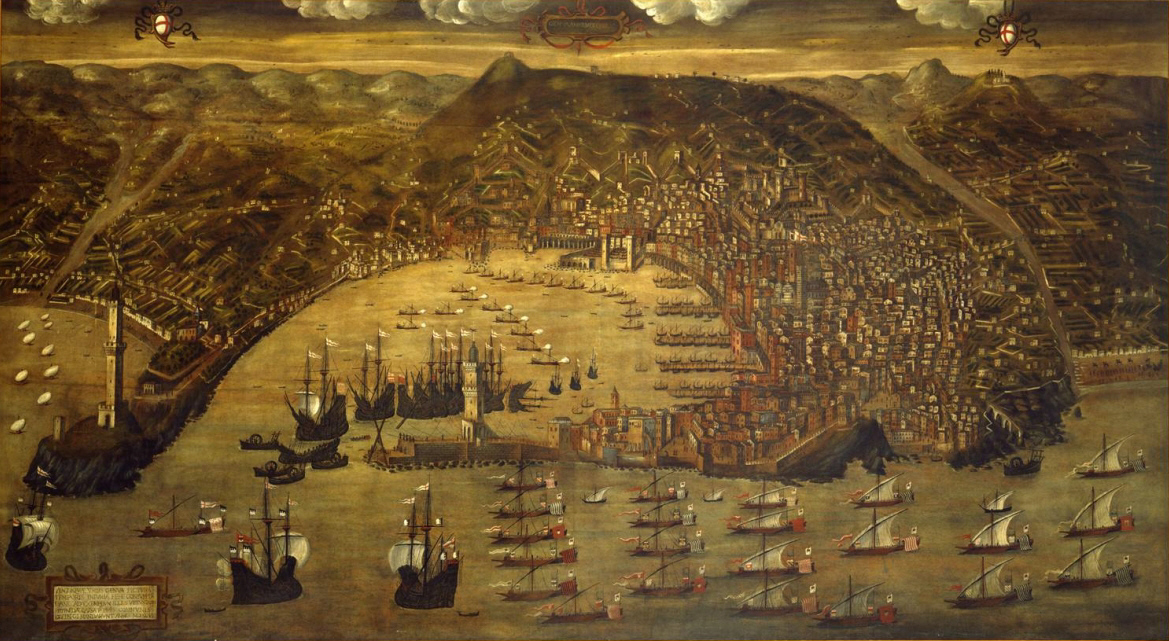
Dipinto del 1597 conservato nel Museo navale di Pegli, realizzato da Cristoforo de Grassi nel 1597 riprendendo un quadro di autore anonimo del 1481, andato perduto

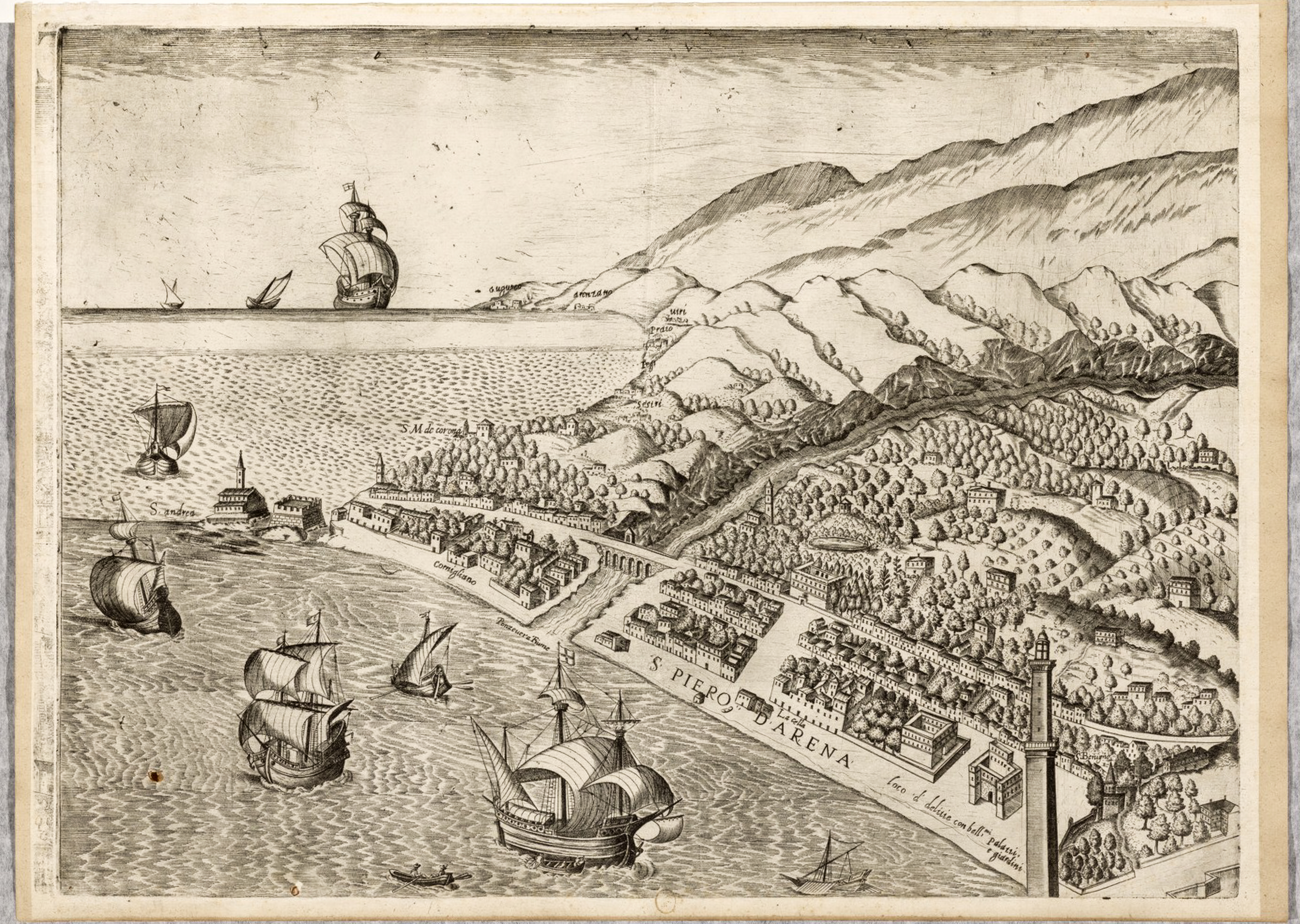
Il borgo di San Piero d'Arena in una dettagliatissima mappa del 1637 di Alessandro Baratta, il luogo era talmente rinomato che il cartografo riportò, sulla spiaggia, la notazione: "loco di delizie con bellissimi palazzi e giardini". Si scorge la lanterna di Genova, la villa Pallavicino Gardino, quella della Fortezza e Villa Imperiale Scassi.

Dal Cinquecento alla fine del Settecento l'area di Sampierdarena divenne una prestigiosa residenza suburbana per le ricche famiglie patrizie genovesi. Il fenomeno, già in atto sporadicamente a partire dal XIV secolo, raggiunse il massimo splendore nel Cinquecento, quando sul principale asse viario del borgo, corrispondente alle attuali vie Daste e Dottesio, sul modello delle prestigiose dimore cittadine di Strada Nuova sorsero sontuosi palazzi che suscitarono anche l'ammirazione di illustri viaggiatori. Così il Giustiniani descrive la zona nei primi decenni del Cinquecento:
(Agostino Giustiniani, "Annali della Repubblica di Genova", 1537)
A quell'epoca veniva a prendere forma l'assetto urbanistico della cittadina, caratterizzato dalle ville e dagli insediamenti sorti a servizio di queste, oltre che dalle abitazioni più popolari, che formano, come ben evidenziato dal dipinto di Cristoforo Grassi Veduta di Genova nell'anno 1481, una lunga e ininterrotta palazzata lungo il litorale, quella che ancora oggi costituisce il lato a monte di via S. Pier d'Arena, alle cui spalle si distinguono le ville con i loro giardini, disposte in lotti regolari lungo la via principale.
Nello stesso dipinto si individuano le vie principali, dirette a ponente e in val Polcevera, quelle che nei secoli seguenti avrebbero fatto di Sampierdarena un importante snodo stradale, ma che a quell'epoca avevano solo una funzione locale, mentre ancora le vie di comunicazione principali passavano sulle retrostanti colline.
Lo sviluppo delle ville proseguì, anche se in misura minore, nel XVI e XVIII secolo ed ebbe praticamente termine con la discesa in Italia di Napoleone e la fine, nel 1797, della Repubblica di Genova, che ribattezzata Repubblica Ligure passò di fatto sotto il controllo della Francia repubblicana. Già con l'assedio del 1747 Sampierdarena, che si trovava fuori dalle mura cittadine, aveva subito gravi danni per l'occupazione austriaca. Con la nuova occupazione napoleonica del 1797 molte ville vennero trasformate in presidi militari subendo un inevitabile degrado.

### L'Ottocento
La Repubblica Ligure napoleonica, annessa nel 1805 all'Impero francese, nel 1814, a seguito delle decisioni del Congresso di Vienna passò al Regno di Sardegna, e con essa anche il comune di San Pier d'Arena.
Nel 1849 il Casalis, nel suo Dizionario degli stati di S.M. il Re di Sardegna descrive ancora una cittadina con un'economia basata sull'agricoltura e il commercio, con molti dei palazzi ancora frequentati da doviziose famiglie genovesi:
Il comune è composto del borgo di detto nome, e dei villaggi di Promontorio, Belvedere, e Salita della Pietra. Comprende i colli di Promontorio, Belvedere e Crocetta, i quali sono amenissimi per la loro positura, d'onde si scorgono a un tempo la città, il mare, e le adiacenti valli.
I tre sopraindicati colli sono deliziosissimi non tanto pei loro prodotti in olivi, agrumi, fiori, vigneti e piante fruttifere d'ogni sorta, quanto per i palazzi e gli splendidi casini di campagna, che servono di villeggiatura a doviziose famiglie dell'attigua metropoli.
L'ameno distretto, ov'è san Pier d'Arena, trovasi chiuso tra le mura urbane, e la sinistra sponda del torrente Polcevera: questo insigne borgo meriterebbe il titolo di città sì pe' suoi magnifici palazzi, come pe' suoi numerosi abitanti, e per l'attività dei traffichi, non che pei fabbricati che guardano la marina lungo la via regia pel tratto d'un miglio circa, e infine per quelli che stanno nell'interno, attraversati da ampie vie comunali. Popolazione 8010.»
(Goffredo Casalis, "Dizionario geografico, storico, statistico e commerciale degli stati di S.M. il Re di Sardegna", Volume XVIII, 1849)
L'assetto urbanistico ed economico descritto dal Casalis era in rapida evoluzione e avrebbe subito importanti cambiamenti proprio a partire da quegli stessi anni: già con l'amministrazione napoleonica nei primi anni dell'Ottocento aveva incominciato a delinearsi la moderna struttura viaria, con l'apertura lungo il fronte a mare di quella che sarebbe divenuta pochi anni dopo la "Strada Reale per Torino", che proseguiva poi nella val Polcevera sul percorso della più antica "Strada Camblasia", aperta nel 1777 dal doge G. B. Cambiaso. Via Cristoforo Colombo, la nuova strada che costeggiava la spiaggia, oggi via San Pier d'Arena, sostituiva il più angusto percorso formato dalle attuali vie Dottesio e Daste. Lungo questa via, nei pressi dell'antico nucleo della Cella sorse sui resti del castello cinquecentesco il nuovo centro civico del comune.
Nel 1853 veniva realizzata la ferrovia Torino-Genova che su un lungo viadotto ad archi attraversa l'intero quartiere da levante a ponente, in una posizione intermedia tra i due assi viari, interessando l'area già occupata dai giardini delle ville. Pochi anni dopo, parallelamente alla ferrovia veniva realizzato un nuovo asse stradale (già via Vittorio Emanuele, oggi via Giacomo Buranello), che divenne il nuovo centro commerciale del borgo; tutta l'area circostante fu in breve tempo interessata dallo sviluppo edilizio, determinando lo spostamento a monte del centro urbano.
L'apertura delle nuove strade e della linea ferroviaria ponevano le premesse per il definitivo sviluppo industriale della zona e dei traffici portuali; il progetto di ampliamento del porto, presentato la prima volta nel 1874, sarebbe stato però realizzato solo negli anni trenta del Novecento.

#### La grande industria
Già all'inizio dell'Ottocento vennero impiantate nella zona aziende manifatturiere di tipo tradizionale, come fabbriche tessili, molini, corderie, oleifici, saponifici e zuccherifici, ma la svolta avvenne alcuni decenni più tardi, con l'insediamento delle prime vere imprese industriali, legate alla lavorazione del ferro, prima fra tutte la fonderia in ghisa dei fratelli Joseph-Marie e Jean Balleydier, aperta nel 1832 alla Coscia. I fratelli Balleydier, savoiardi di Annecy, avevano impiantato una fonderia nell'Alta Savoia; nel 1832 il governo sabaudo concesse loro di trasferire l'attività a Genova, dove era più comodo l'approvvigionamento delle materie prime, che all'epoca provenivano quasi esclusivamente dall'isola d'Elba. Le nuove fabbriche occuparono parte delle antiche proprietà fondiarie delle ville, e molte delle stesse ville vennero adibite a uffici e magazzini.
Queste prime aziende, a cui si opposero inutilmente gli ultimi rappresentanti dell'aristocrazia locale, legati alle rendite fondiarie e preoccupati per la perdita di valore dei terreni agricoli dovuta alla produzione di fumi, posero le premesse per il massiccio sviluppo industriale della seconda metà dell'Ottocento, quando Sampierdarena divenne uno dei maggiori centri manifatturieri italiani.
Nel 1846 nasce nella zona della Fiumara la fabbrica meccanica Taylor e Prandi, per la costruzione di locomotive e materiale rotabile; nonostante le importanti commesse acquisite per la realizzazione delle ferrovie Torino-Genova e Genova-Voltri, per difficoltà economiche questa azienda andò in crisi pochi anni dopo la sua costituzione e nel 1853 grazie al sostegno del governo sabaudo guidato dal conte di Cavour venne rilevata da una cordata di imprenditori genovesi, formata da Carlo Bombrini, Raffaele Rubattino, Giacomo Filippo Penco e dal giovane ingegnere Giovanni Ansaldo, che ne assunse la direzione legandovi il suo nome: la Gio. Ansaldo & C., che acquisì in breve tempo una posizione preminente nel panorama dell'industria metalmeccanica nazionale, espandendo l'attività ad altri settori industriali e aprendo nuovi stabilimenti anche a Cornigliano e Sestri Ponente. Nella fabbrica della Fiumara venne costruita dall'Ansaldo la prima locomotiva italiana, denominata appunto "Sampierdarena". Negli stessi anni venne costruito il palazzo municipale in stile neoclassico.

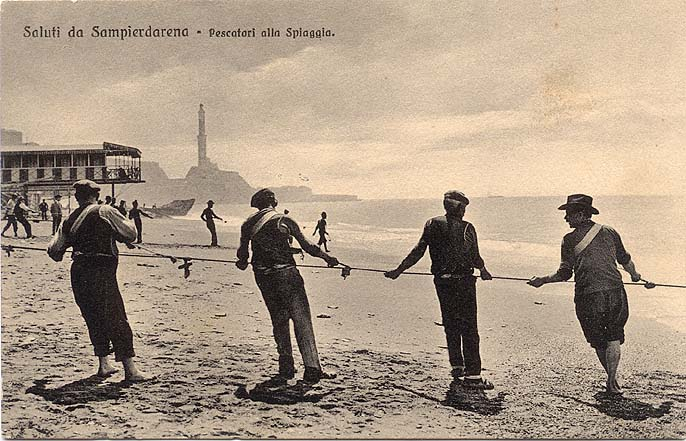
Antica cartolina dalla spiaggia di Sampierdarena

Per la presenza dei suoi opifici Sampierdarena, che il 30 aprile 1865, grazie al suo sviluppo industriale, ottenne il riconoscimento di "Città del Regno", contese alla città piemontese di Biella il soprannome di "Manchester d'Italia". La popolazione, grazie alle industrie, ebbe un forte incremento, attirando anche maestranze specializzate, anche se, accanto alle nuove figure operaie sopravvivevano attività tradizionali, come quelle legate alla pesca; ci fu anche uno sviluppo delle attività legate alla ristorazione e di quelle ricreative, come i numerosi stabilimenti balneari lungo la via Cristoforo Colombo, sede allora delle passeggiate domenicali degli abitanti.
La crescita delle industrie, con il massiccio aumento degli operai salariati, ebbe notevoli ricadute anche sul piano sociale, con l'aumento del flusso migratorio, la formazione di un piccolo ceto imprenditoriale legato all'indotto delle grandi industrie e, per la prima volta, l'impiego significativo di manodopera femminile, soprattutto nell'industria tessile e alimentare.
Altra inevitabile conseguenza fu l'antagonismo sociale che opponeva imprenditori e operai, che diede vita a società mutualistiche a difesa dei diritti dei lavoratori. La più antica di queste fu la "S.O.M.S. Universale Giuseppe Mazzini", fondata nel 1851 e ancora oggi esistente, anche se solo con finalità ricreative e culturali. Nel 1872 Giovanni Bosco aprì a Sampierdarena uno dei primi Oratori salesiani, ancora oggi fra i più importanti d'Italia.

#### I pittori "sampierdarenesi"
Sampierdarena vanta una serie di pittori che si distinsero nell'Ottocento e fino al primo Novecento, quando attorno al più celebre Nicolò Barabino si formò un gruppo di allievi, sampierdarenesi di nascita o di adozione, tra i quali Angelo Vernazza, G.B. Torriglia, Luigi Gainotti e Carlo Orgero. Non di vera e propria scuola si può parlare, in quanto il riferimento era sempre l'Accademia ligustica di belle arti di Genova. Tuttavia si può individuare la volontà da parte degli abitanti dell'allora comune di emergere, in virtù di una forte tradizione locale, e competere con la vicina città anche sul piano artistico. La tradizione dei pittori sampierdarenesi ebbe un seguito anche dopo la morte del Barabino, con i meno noti Giovanni Battista Derchi e Dante Conte, vissuti a cavallo tra Ottocento e Novecento ed entrambi morti prematuramente.

### Il Novecento
Nel 1915 venne inaugurato l'ospedale Villa Scassi, costruito sui terreni del parco retrostante la villa Imperiale Scassi, oggi il terzo nosocomio di Genova. Il nuovo complesso sostituì il piccolo presidio ospedaliero ospitato dal 1874 nella villa Masnata, che fu il primo ospedale sampierdarenese in epoca moderna, divenuto però in pochi decenni insufficiente per le necessità di una popolazione in forte crescita; in precedenza l'ospedale di riferimento per Sampierdarena era quello genovese di Pammatone, troppo lontano per poter garantire un servizio adeguato agli abitanti della cittadina. Lo sviluppo industriale del quartiere fece sì che tra i reparti del nuovo ospedale sampierdarenese fossero particolarmente efficienti quelli di ortopedia e il centro di trattamento per le ustioni vista la necessità di trattare le vittime di incidenti lavorativi nei cantieri navali e nelle acciaierie, ancora oggi il centro grandi ustionati di Villa Scassi è uno dei più attrezzati e competenti della regione.

#### L'annessione a Genova
Con il Regio Decreto n. 74 del 14 gennaio 1926 (operativo dal 1º luglio 1926), il Comune di Genova si espandeva inglobando diciannove comuni della val Polcevera, della val Bisagno e delle due riviere, a levante e a ponente della città. Tra di essi il comune di San Pier d'Arena che entrò così a far parte della cosiddetta Grande Genova, perdendo dopo otto secoli la propria autonomia amministrativa.
L'annessione voluta dal regime fascista allora al potere fu vissuta dai sampierdarenesi come un vero e proprio declassamento da città industriale con una forte identità a quartiere periferico, identità che gli abitanti hanno continuato ad affermare orgogliosamente nel tempo: significativo a questo proposito che i più anziani di essi, al pari dei residenti in molti degli ex comuni integrati nella Grande Genova, per riferire l'intenzione di recarsi nel centro della città furono per decenni soliti dire "vado a Genova". Tale forma è tuttavia quasi scomparsa del tutto dal vocabolario delle generazioni sampierdarenesi più giovani, mentre resta più in voga nei quartieri che si trovano più distanti dal centro.

#### L'ampliamento del porto

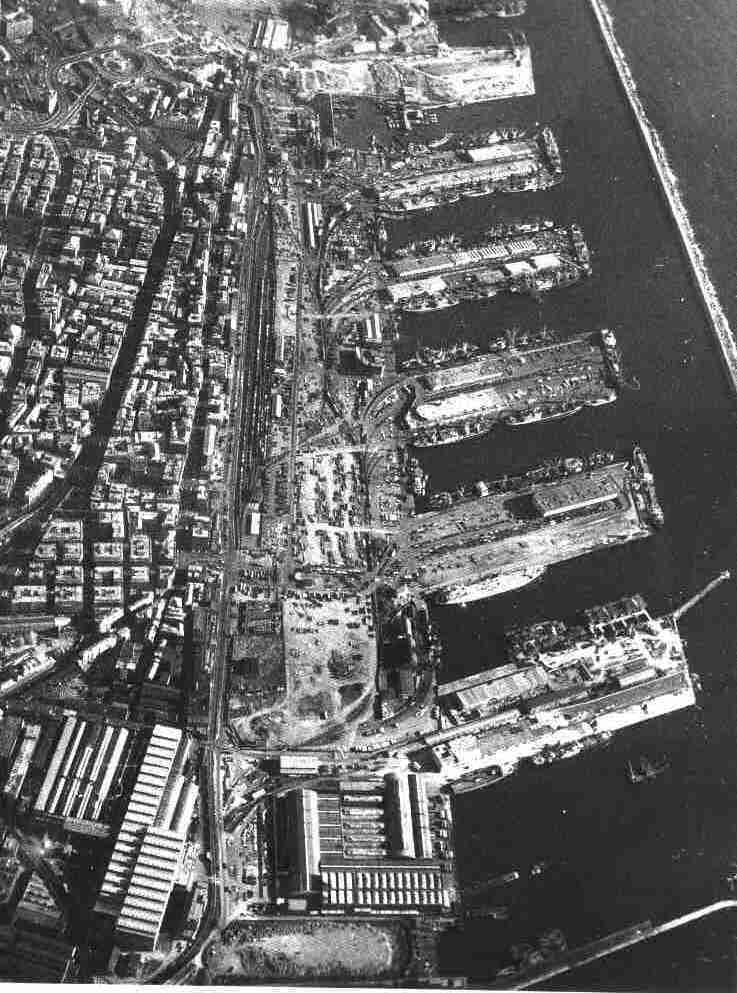
Il porto di Sampierdarena in fase di ultimazione.

In quegli stessi anni il quartiere, con l'attuazione del piano di ampliamento del porto, approvato fin dal 1875 ma mai realizzato, perse la sua bella spiaggia sabbiosa. Nuovamente approvato il progetto nel 1927, i lavori vennero subito avviati e completati entro il 1936. I fondali antistanti il quartiere vennero interrati per costruire i nuovi moli, utilizzando i materiali ricavati dallo sbancamento del colle di San Benigno, attuato a partire dal 1929 per favorire il collegamento tra il centro di Genova, Sampierdarena e la costruenda "Autocamionale" e creare spazi utili alle attività portuali. Il nuovo bacino portuale, all'epoca intitolato a Benito Mussolini (oggi "bacino di Sampierdarena"), comprendeva sei moli, tra la Lanterna e la foce del Polcevera, a cui furono attribuiti nomi ispirati alle imprese coloniali italiane: da levante a ponente troviamo i "ponti" Etiopia, Eritrea, Somalia, Libia, intercalati dalle banchine Massaua, Mogadiscio, Tripoli, Bengasi e Derna; gli ultimi due moli a ponente sono oggi intitolati a Carlo Canepa e Nino Ronco.

#### La "Camionale" e i nuovi assi viari
Nel 1935 fu inaugurata la "Camionale" (autostrada Genova-Serravalle), oggi integrata nell'autostrada A7, la cui costruzione fu vista come una svolta epocale nel quadro dei collegamenti stradali tra il porto di Genova e l'entroterra padano. Sull'area ricavata dallo sbancamento del colle di San Benigno negli anni trenta vennero anche aperte nuove strade di scorrimento, via Cantore, a monte dell'antico nucleo urbano, lungomare Giuseppe Canepa, lungo la nuova cinta portuale e via di Francia, collegamento diretto con il quartiere di San Teodoro, aperto sull'area ricavata dallo sbancamento del colle. Con l'apertura di via Cantore venne a consolidarsi lo spostamento verso monte dei centri di interesse urbani.

#### La seconda guerra mondiale
Nel periodo bellico il quartiere e il porto subirono diversi bombardamenti aerei che causarono gravi danni alle infrastrutture portuali e produttive e agli edifici pubblici e privati. Nel corso di questi attacchi aerei furono completamente distrutte la chiesa di San Gaetano (30 ottobre 1943) e l'antica abbazia di san Bartolomeo del Fossato (4 giugno 1944).
Dopo l'8 settembre 1943 il quartiere fu teatro di diversi episodi della lotta di liberazione, per opera soprattutto del GAP (Gruppo di Azione Patriottica) comandato da Giacomo Buranello. Molti furono i partigiani attivi nella delegazione che pagarono con la vita la loro partecipazione alla Resistenza; a essi sono oggi intitolate numerose strade del quartiere.

#### Il secondo dopoguerra
Il 19 febbraio 1955 una violenta mareggiata abbattutasi sul litorale genovese provocò ingenti danni alle strutture portuali, in particolare nel bacino di Sampierdarena, dove crollò un tratto di circa 200 m della diga foranea posta a protezione dei moli a ponente. Le onde marine dilagarono senza più alcuna protezione all'interno del porto, distruggendo circa 200 imbarcazioni dei pescatori di Sampierdarena, parte del molo Nino Ronco, allora utilizzato per l'attracco delle petroliere e causando gravi danni ad alcune delle navi ormeggiate: a ponte Canepa affondò la petroliera (in disarmo) Camas Meadows, mentre il mercantile svedese Nordland, a causa dell'acqua venuta a contatto con il carico di carburo di calcio attraverso le falle aperte nello scafo, due giorni dopo sarebbe esplosa "come una palla di fuoco", come riferirono i giornali dell'epoca. L'intervento dei vigili del fuoco evitò che l'incendio si estendesse alle strutture portuali a terra. Diverse altre navi subirono danni a causa degli urti contro le banchine.
Nel secondo dopoguerra il fenomeno dell'immigrazione, in particolare dal sud Italia, portò a un forte aumento della popolazione, che superò all'inizio degli anni sessanta i 60 000 abitanti; la conseguente espansione edilizia, per la mancanza di aree edificabili in prossimità dell'abitato storico si è sviluppata, spesso in modo disordinato, sulle retrostanti colline, con caseggiati anche di grandi dimensioni ma privi di spazi verdi, di servizi e di un'adeguata viabilità.
A partire dagli anni novanta si registra un nuovo significativo flusso migratorio, questa volta da paesi dell'America Latina e dell'Europa orientale, che ha creato e continua a creare tuttora disagi dovuti alle difficoltà di integrazione sociale delle nuove comunità in una città che ha assunto sempre più un carattere multietnico, disagi che sfociano talvolta in problemi di ordine pubblico e per i quali forze politiche e associazioni del quartiere sollecitano da tempo interventi. Attualmente la minoranza più consistente è quella Ecuadoriana.

##### La riqualificazione delle ex aree industriali

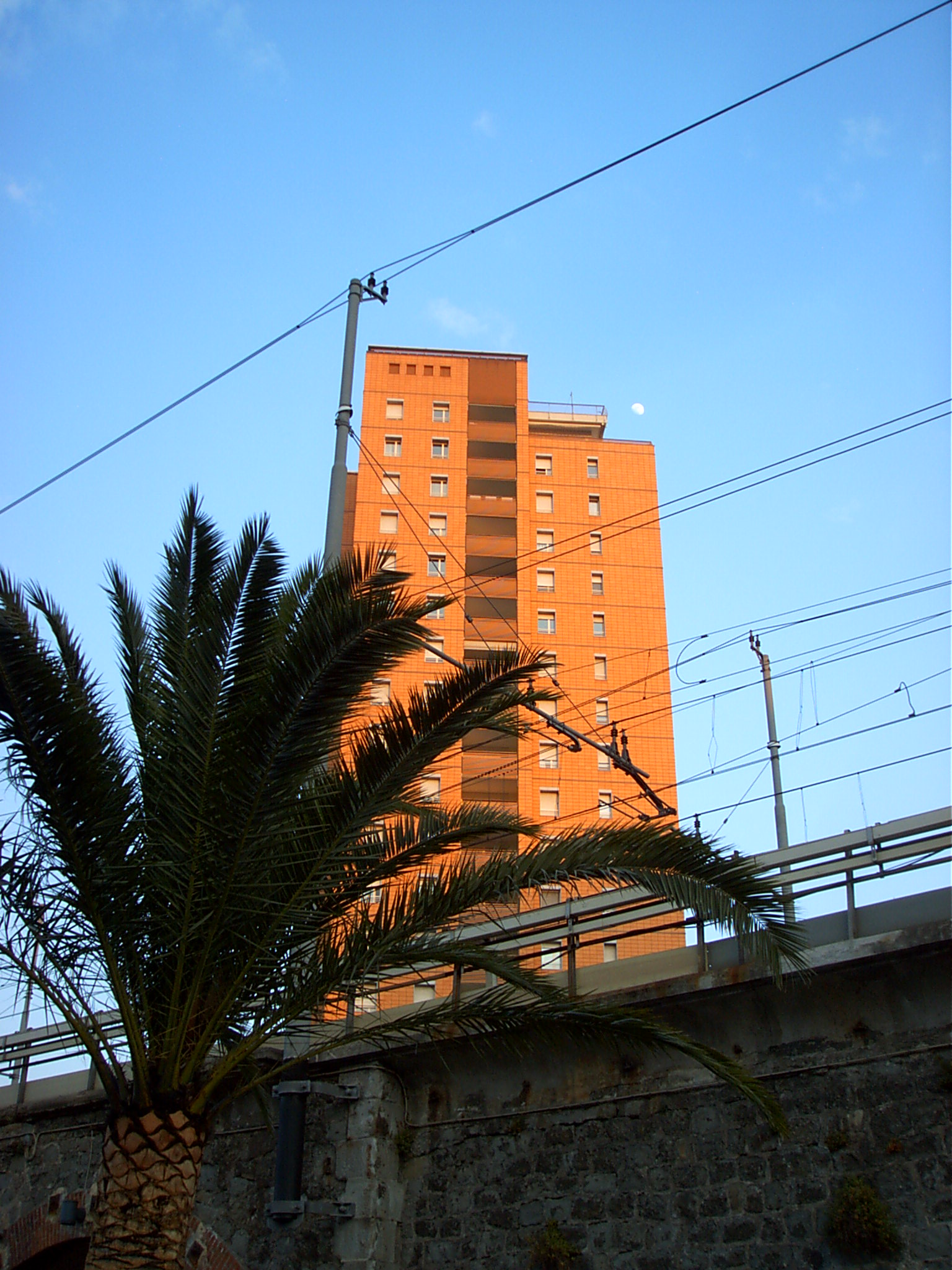
La Torre Sole, nel complesso della Fiumara

Negli ultimi decenni del XX secolo sono stati avviati due importanti piani di risanamento urbanistico delle storiche aree industriali di Sampierdarena, che hanno visto coinvolte le zone della Coscia, a levante e della Fiumara, a ponente.
Risale al 1976 il primo progetto di trasformazione del tessuto urbanistico del quartiere della Coscia, che sorgeva ai piedi dello scomparso colle di San Benigno; la realizzazione del centro direzionale prende forma a partire dal 1981, con un accordo tra comune di Genova, autorità portuale e un consorzio di imprenditori privati. Approvato nel 1984 dopo un lungo iter burocratico il piano urbanistico, fu avviata la costruzione di una serie di edifici destinati a ospitare uffici e aziende commerciali. La principale di queste moderne "torri" è, nell'area di Sampierdarena, quella del WTC, quarto edificio più alto di Genova, con 102 m (mentre il cosiddetto Matitone, che pure fa parte del complesso degli edifici di San Benigno, sorge invece nel quartiere di San Teodoro). La realizzazione del nuovo complesso, ancora oggi in via di completamento, ha comportato non solo la demolizione di vecchi edifici industriali ma anche delle antiche case del quartiere della Coscia.
La riqualificazione dell'area presso la foce del torrente Polcevera denominata Fiumara, lo storico sito della Taylor & Prandi, poi divenuta Ansaldo, che per oltre un secolo ha ospitato il cuore industriale del quartiere, fu avviata nel 2000. Il complesso industriale, sottoutilizzato già a partire dagli anni settanta, fu totalmente dismesso nel 1991. Con i lavori di riqualificazione, affidati dal comune a Coopsette, è stato realizzato un centro servizi, inaugurato il 28 marzo 2002, che comprende un centro commerciale con oltre 100 esercizi, un palasport, utilizzato anche per eventi musicali, un "centro divertimenti" comprendente un cinema multisala e tre edifici residenziali.
Occorre rilevare che secondo alcuni il centro servizi della Fiumara non si integra appieno al quartiere e ne lascia irrisolti i problemi sociali e ambientali, andando anzi a incrementare il traffico già congestionato in quest'area di forte transito tra il centro di Genova, i quartieri del ponente e la val Polcevera.

## Monumenti e luoghi d'interesse

### Belvedere

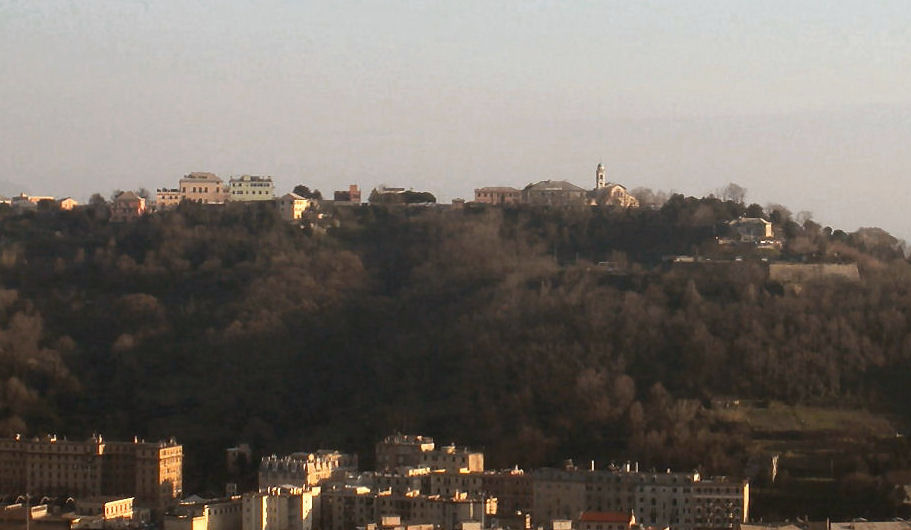
La collina di Belvedere sovrastante il quartiere del Campasso

Il nucleo storico di Belvedere (Bervei in ligure), che dà il nome a una delle unità urbanistiche di Sampierdarena, sorge su un colle che domina il tratto finale della val Polcevera. Sulla piazza principale, in posizione dominante all'incrocio tra la via che sale dal centro di Sampierdarena e quella, oggi non più percorribile, che proveniva dalla scomparsa pieve di San Martino del Campasso, si trova il Santuario di Nostra Signora di Belvedere, risalente al XIII secolo ma ricostruito nel 1665.

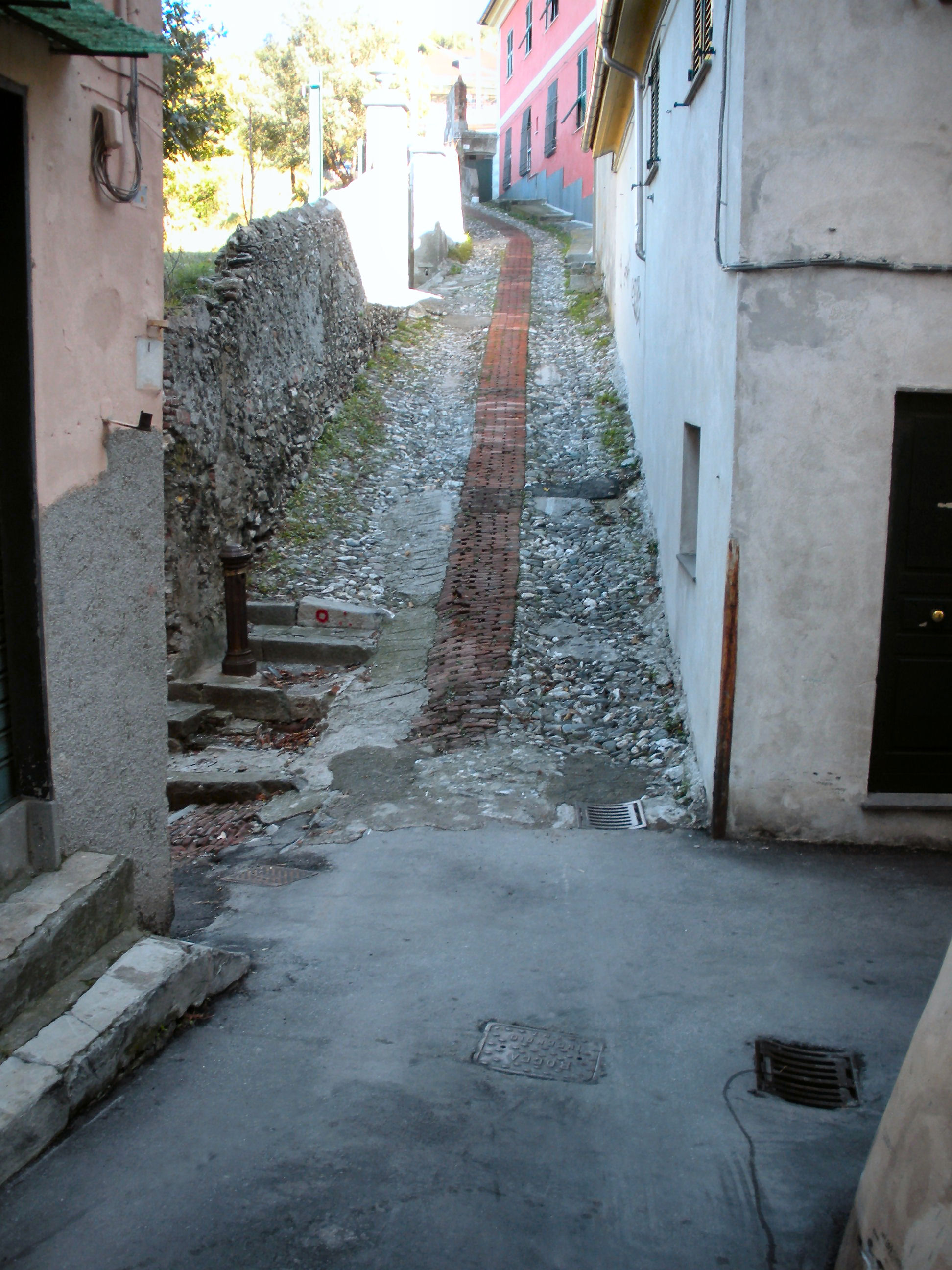
Il crocevia della Crocetta

Poco a monte di Belvedere, sullo stesso crinale collinare si trova la località Crocetta (in ligure Croxetta de Bervei), che prende il nome dall'incrocio tra due antiche vie, utilizzate fino all'Ottocento, quella da Sampierdarena per l'alta val Polcevera e quella da Genova per il ponente genovese. Questo incrocio, anche se non più frequentato dai viaggiatori, è ancora oggi ben riconoscibile. Per secoli anche i borghi di Belvedere e Crocetta hanno ospitato case di villeggiatura di ricche famiglie patrizie genovesi.
Nell'Ottocento il governo sabaudo, per l'importanza strategica della collina, fece costruire due fortificazioni per presidiare la zona della foce del Polcevera, il forte Belvedere a poca distanza dal santuario e il forte Crocetta, più a monte, sul sito del seicentesco convento agostiniano del SS. Crocifisso, soppresso alla fine del Settecento. La presenza di questi presidi militari ha fortemente condizionato lo sviluppo del borgo fino alla loro dismissione nel 1914.

### Promontorio

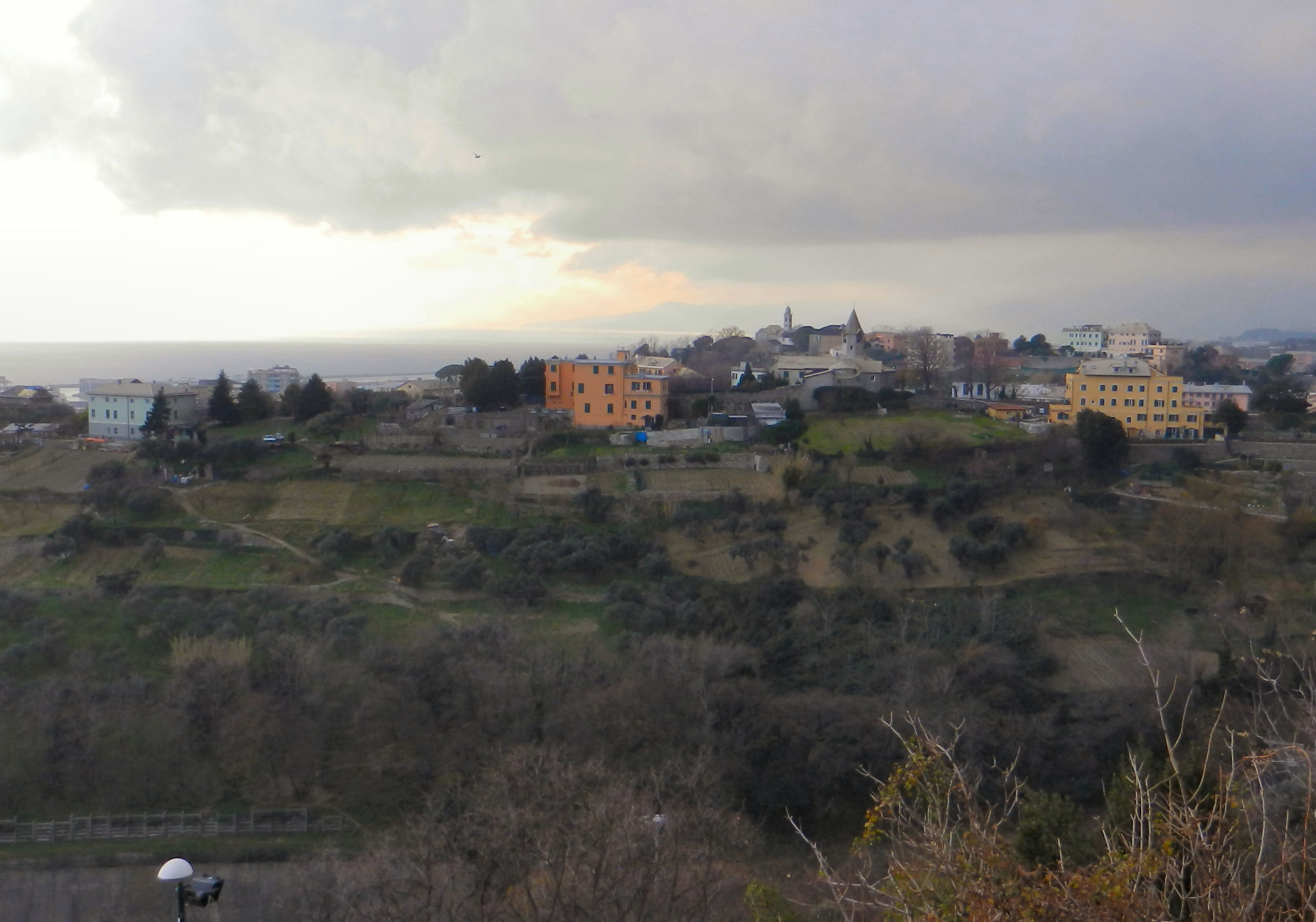
Il colle di Promontorio visto dalle mura degli Angeli

A levante del colle di Belvedere si trova quello di Promontorio (in ligure Prementon), il cui nome deriva dalla forma della collina, protesa tra due piccole valli. Situata a 129 m s.l.m., al suo culmine sorge la chiesa di S. Bartolomeo di Promontorio.
Il borgo di Promontorio ha un aspetto modesto e popolare e la via che vi sale, sebbene meno ripida e faticosa di quella di Belvedere, era un tempo meno frequentata; gran parte dei suoi terreni erano infatti parte della grande proprietà della famiglia Imperiale, il cui parco dalla villa situata nel centro di Sampierdarena risaliva la collina fino alle soglie del borgo, per cui non ci fu uno sviluppo di altri insediamenti di famiglie patrizie. Dal 1633, con la costruzione delle seicentesche Mura Nuove, con la contestuale costruzione del forte Tenaglia e l'apertura della vicina porta degli Angeli, principale uscita da Genova verso il ponente, divenne un importante luogo di transito. Il forte fu costruito sul sito di una precedente opera fortificata, detta Bastia di Promontorio, risalente al XV secolo.
Nel 1631 il savonese Gabriello Chiabrera scrisse un dramma pastorale dal titolo Gelopea, la cui scena "si finge in Promontorio, amenissimo luogo del sontuosissimo Borgo di San Pietro d'Arena nella riviera di Genova".
Oggi Promontorio, nonostante la vicinanza al centro urbano e al sottostante casello autostradale ha conservato l'aspetto di borgo rurale, con poche case circondate da orti e frutteti. È raggiungibile attraverso via San Bartolomeo del Fossato e via alla Porta degli Angeli oppure da corso Martinetti, ma un tempo le uniche vie di accesso erano le due vie pedonali che risalivano la collina ai due lati del parco degli Imperiale, la cui realizzazione ha probabilmente inglobato e cancellato un percorso più antico. Lungo la strada che collega Promontorio alla porta degli Angeli si trova il cimitero della Castagna.

### Strade, piazze e spazi pubblici

#### Gli assi stradali principali
Nella direzione ponente-levante, parallela alla costa, si sono sviluppati nel tempo diversi assi viari, che testimoniano l'importanza assunta dal quartiere come snodo stradale, almeno a partire dagli inizi dell'Ottocento, mentre in precedenza erano privilegiate le vie collinari, percorribili solo a piedi o con animali da soma, che collegavano Genova con il ponente e l'entroterra escludendo l'area di Sampierdarena. Da mare a monte queste strade sono lungomare G. Canepa, via San Pier d'Arena, via G. Buranello, via Daste-via Dottesio e via A. Cantore, oltre a via di Francia, creata dopo lo sbancamento del colle di San Benigno, prolungamento a levante di via Buranello.
- Via Nicolò Daste, via Luigi Dottesio, via De Marini. Lungo questa strada, al centro della zona relativamente pianeggiante tra il mare la collina, si sviluppò nel Medioevo il primo embrione del borgo di San Pietro d'Arena. La strada allora aveva solo carattere locale e andava dal promontorio di San Benigno (quartiere della Coscia) alla pieve di S. Martino del Campasso. Lungo questa via dal XV secolo i nobili genovesi costruirono le loro sontuose ville. Per secoli la strada non ebbe un nome specifico, alla metà dell'Ottocento fu denominata semplicemente "strada Superiore", in relazione alla sua posizione rispetto a quella costiera, "strada della Marina" (oggi via S. Pier d'Arena) da poco aperta. All'inizio del Novecento al tratto che andava da largo della Lanterna all'incrocio con via Palazzo della Fortezza fu assegnato il nome della famiglia genovese dei De Marini mentre quello a ponente di questa, che attraversava il quartiere centrale un tempo chiamato "Mercato", venne intitolato a Nicolò Daste (1820-1899), stimato sacerdote locale, promotore di varie iniziative di assistenza negli anni dell'industrializzazione. L'apertura di via di Francia interruppe la continuità di via De Marini, e la parte a ponente di questa fu intitolata al patriota comasco Luigi Dottesio. Il restante tratto di via De Marini, nel cuore del quartiere della Coscia, scomparve con la realizzazione del centro direzionale di San Benigno, benché il nome sia stato attribuito a una via del moderno quartiere, che ricalca parzialmente un tratto dell'antico percorso.[13]

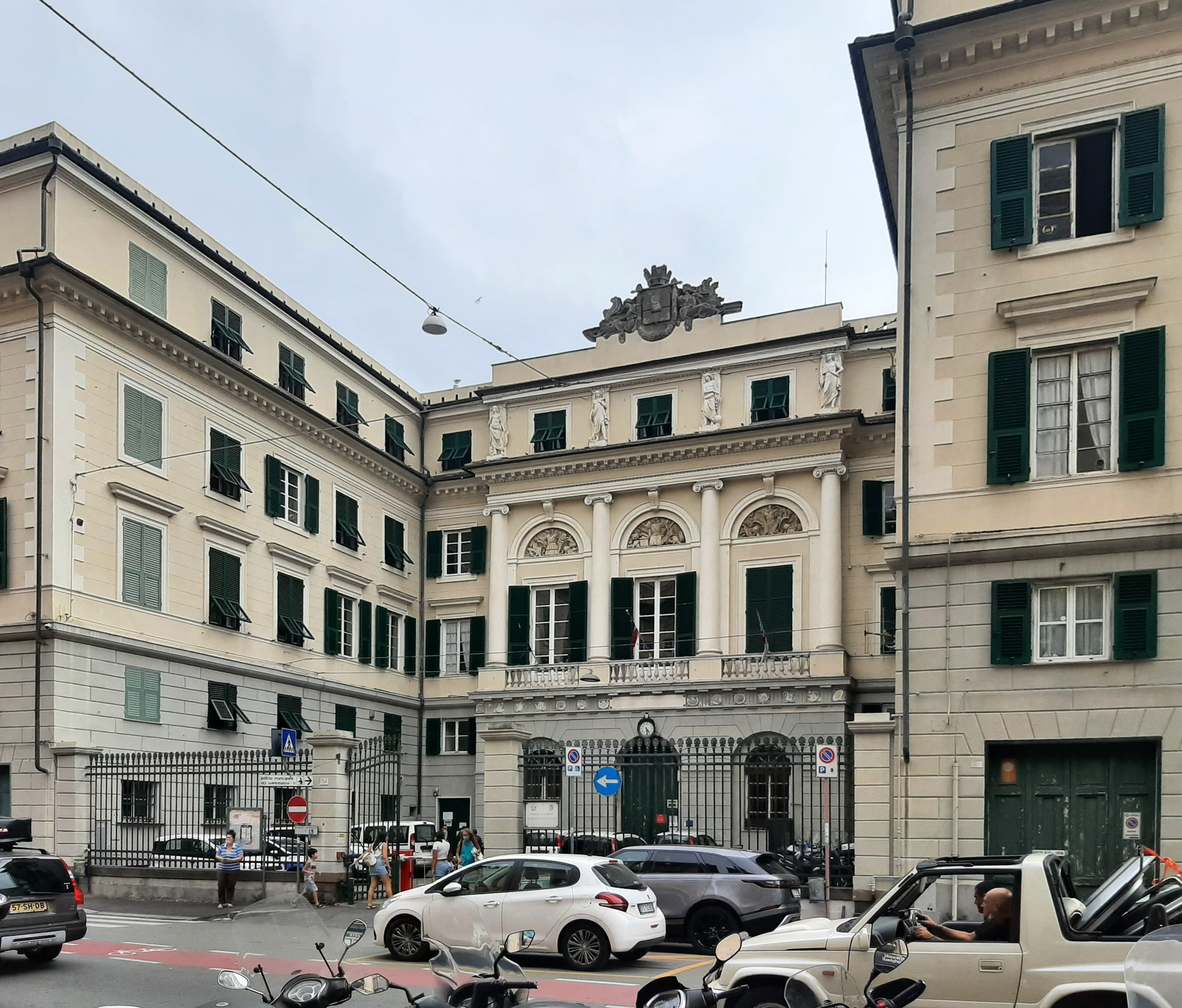
L'ex municipio di Sampierdarena

- Via San Pier d'Arena. La "strada della Marina" venne realizzata dal governo sabaudo negli anni venti dell'Ottocento come tratto urbano della "strada reale" per Torino, ma già in precedenza esisteva una modesta via tra la palazzata a mare e la spiaggia. Lunga circa 900 m, ad andamento rettilineo, andava in origine dalla Fiumara al promontorio di San Benigno; oggi termina in piazza Barabino ed è percorribile a senso unico da ponente a levante. A partire dal 1835 sorsero le prime costruzioni sul lato a mare. Intorno alla metà del secolo vennero collocati lungo la via i binari della cosiddetta "Ferrovia a cavalli" (perché in origine a trazione animale) per la movimentazione delle merci tra il porto e le varie aziende affacciate sulla strada, rimasta in funzione fino agli anni sessanta del Novecento. Ribattezzata ai primi del Novecento via Cristoforo Colombo, la strada divenne il luogo abituale del passeggio domenicale. Lungo l'adiacente spiaggia sorgevano numerosi stabilimenti balneari, molto frequentati nelle stagioni estive fino ai primi decenni del Novecento e scomparsi con la costruzione del porto. Nel 1935 venne intitolata a Nicolò Barabino e nel dopoguerra le fu infine assegnato il nome dell'antico comune. Lungo la via si trovano alcuni edifici di un certo interesse: inglobate nella palazzata a monte sono alcune ville storiche, le poche costruite in prossimità del litorale, sul lato a mare sorgono l'ex municipio e il magazzino del sale. Il primo è un modesto edificio in stile neoclassico realizzato nel 1852 sui resti del castello su progetto del giovane architetto Nicolò Arnaldi con la supervisione di Angelo Scaniglia. Più volte ristrutturato, oggi ospita uffici comunali decentrati. Poco distante dal municipio sorge il lungo edificio dell'ex magazzino del sale, costruito nel 1827 su disegno di Angelo Scaniglia per conto della "regia azienda gabelle, sali e tabacchi"; strutturato come un edificio militare, con spessi muri perimetrali, restò in funzione fino alla seconda guerra mondiale.[3][13] Rimasto in abbandono e in stato di degrado, il "baraccone del sale", come viene comunemente chiamato, dal 1994 è occupato dal centro sociale autogestito Zapata.[34] Via San Pier d'Arena è raccordata a ponente con le vie Pacinotti e Pieragostini che fiancheggiano l'area della Fiumara fino al ponte di Cornigliano.
- Via Giacomo Buranello. Il terzo asse viario parallelo alla spiaggia fu aperto dopo la costruzione del viadotto ferroviario, intorno alla metà dell'Ottocento. Popolarmente chiamata "strada nuova", fiancheggiava il viadotto per tutta la sua lunghezza e divenne in breve il nuovo polo commerciale del borgo, con botteghe, magazzini e attività artigianali che trovarono sistemazione sotto le arcate del viadotto ferroviario, mentre sul lato a mare sorgevano ancora poche modeste case, nel tempo sostituite da moderni caseggiati. Intorno al 1880 fu intitolata a Vittorio Emanuele II ma nel ventennio fascista divenne "via Secondo Fascio d'Italia"; dal 1945 è intitolata al partigiano Giacomo Buranello, protagonista di diverse azioni dei GAP nel quartiere.[13][35]

Nel 1878 con l'apertura della galleria sotto al colle di San Benigno divenne il percorso degli omnibus diretti a Genova e in seguito dei tram elettrici; la galleria, scomparsa con lo sbancamento del colle, rimase in uso fino all'apertura di via di Francia. Tra il 1886 e il 1899 il piano stradale della via era percorso da una linea ferroviaria (linea della Coscia) che collegava il parco merci della stazione di Sampierdarena con il porto attraverso la galleria della Sanità. Nel 1899 la linea fu spostata sul soprastante viadotto ferroviario, ampliato portandolo a quattro binari dai due originari.
- Via Antonio Cantore. L'arteria più a monte, intitolata al generale alpino sampierdarenese caduto sulle Tofane durante la prima guerra mondiale, fu realizzata in varie riprese negli anni trenta del Novecento, benché fosse prevista da vari piani regolatori fin dagli inizi del secolo. L'idea era quella di realizzare una moderna arteria, larga e fiancheggiata da palazzi signorili con portici. Costruita contemporaneamente alla demolizione del colle di San Benigno, fu proseguita nell'area sbancata fino a confluire in via Milano, nel quartiere di San Teodoro, e divenne il principale collegamento con il centro di Genova. Completata per la maggior parte del percorso nel 1935, venne ufficialmente inaugurata con una parata militare il 15 maggio 1938, in occasione della visita di Benito Mussolini a Genova. L'apertura della strada comportò il sacrificio di parte dei giardini delle antiche ville, del settecentesco oratorio della Morte e Orazione, che sorgeva allo sbocco della via in piazza Montano, e dello stadio calcistico realizzato solo pochi anni prima su parte dei giardini della villa Imperiale Scassi. Lunga complessivamente circa 1600 m, ha due corsie per ogni senso di marcia (che diventano tre in alcuni tratti); le due carreggiate sono separate da aiuole spartitraffico.[13]
- Lungomare Giuseppe Canepa. È la strada di scorrimento realizzata pochi anni dopo la costruzione dei moli del porto di Sampierdarena. Rettilinea, ha due carreggiate per ogni senso di marcia e collega il "ponte elicoidale" con la zona della Fiumara. Lungo questa arteria, tranne la sede della Guardia di Finanza e la degradata villa Pallavicini Gardino, non ci sono edifici significativi: il lato a mare fiancheggia la cinta portuale, con i due varchi doganali di ponte Libia a ponente e ponte Etiopia a levante, sul lato a monte si affacciano i prospetti posteriori degli edifici di via San Pier d'Arena, separati dalla carreggiata da una striscia di terreno, corrispondente all'antica spiaggia, utilizzata per la sosta di automezzi, con alcune attività commerciali (auto officine, magazzini e piccole imprese artigiane). Proprio perché creata sul riempimento a mare la strada, benché in uso al comune, è di proprietà dell'Autorità portuale. Nel tratto più a ponente si affacciano alcune vecchie costruzioni dell'Ansaldo, il cosiddetto "Fiumarone" e l'ex proiettificio, ristrutturati nei primi anni duemila nel quadro del progetto di riqualificazione della Fiumara.[13]

All'altezza della Fiumara lungomare Canepa si collega alla nuova strada, inaugurata a febbraio 2015, realizzata sull'area dell'ex stabilimento Italsider di Cornigliano, destinata ad alleggerire dal traffico diretto a ponente (Cornigliano, Sestri Ponente e oltre), in particolare da quello dei mezzi pesanti, le strade di Cornigliano e della zona ovest di Sampierdarena. Il comune di Genova ha deciso di intitolare la nuova strada a Guido Rossa, operaio e delegato sindacale dell'Italsider assassinato nel 1979 dalle Brigate Rosse.
- Via di Francia. La costruzione di una via di collegamento diretto tra Sampierdarena e Genova, da realizzare con lo sbancamento del colle di San Benigno, al centro di proposte fin dalla metà dell'Ottocento, fu approvata nel 1925. I lavori incominciarono nel 1927 e vennero completati due anni dopo. Sull'area ricavata dallo spianamento del colle fu realizzata una strada lunga 800 m, che sostituiva la via lunga e tortuosa che aggirava il promontorio della Lanterna.[42] Lungo la nuova strada sorsero subito magazzini e officine meccaniche legate alle attività portuali. La strada divenne anche il percorso dei tram, eliminando il tratto in galleria. Dagli anni sessanta il tratto verso San Teodoro è sovrastato per tutta la sua lunghezza dalla sopraelevata, che ha i piloni di sostegno al centro della carreggiata. Nel tratto sampierdarenese della strada, a ponente del ponte elicoidale, si affaccia il centro direzionale di San Benigno, di fronte al quale si trova dal 2005 la fermata ferroviaria di Genova Via di Francia.

#### Le strade collinari
Per secoli ai centri collinari di Belvedere e Promontorio si arrivava solo attraverso ripide mattonate. Solo dalla fine dell'Ottocento vennero aperte le prime strade carrozzabili, via G.B. Monti e corso dei Colli (attuale corso L.A. Martinetti), mentre già dal 1870 era stata resa carrozzabile la strada che portava all'abbazia di San Bartolomeo; negli anni precedenti la seconda guerra mondiale, con la prima espansione urbana sulle alture fu avviata la costruzione di una strada di scorrimento in quota, realizzata solo parzialmente (corso Magellano), che collega l'ospedale Villa Scassi a corso L.A. Martinetti.

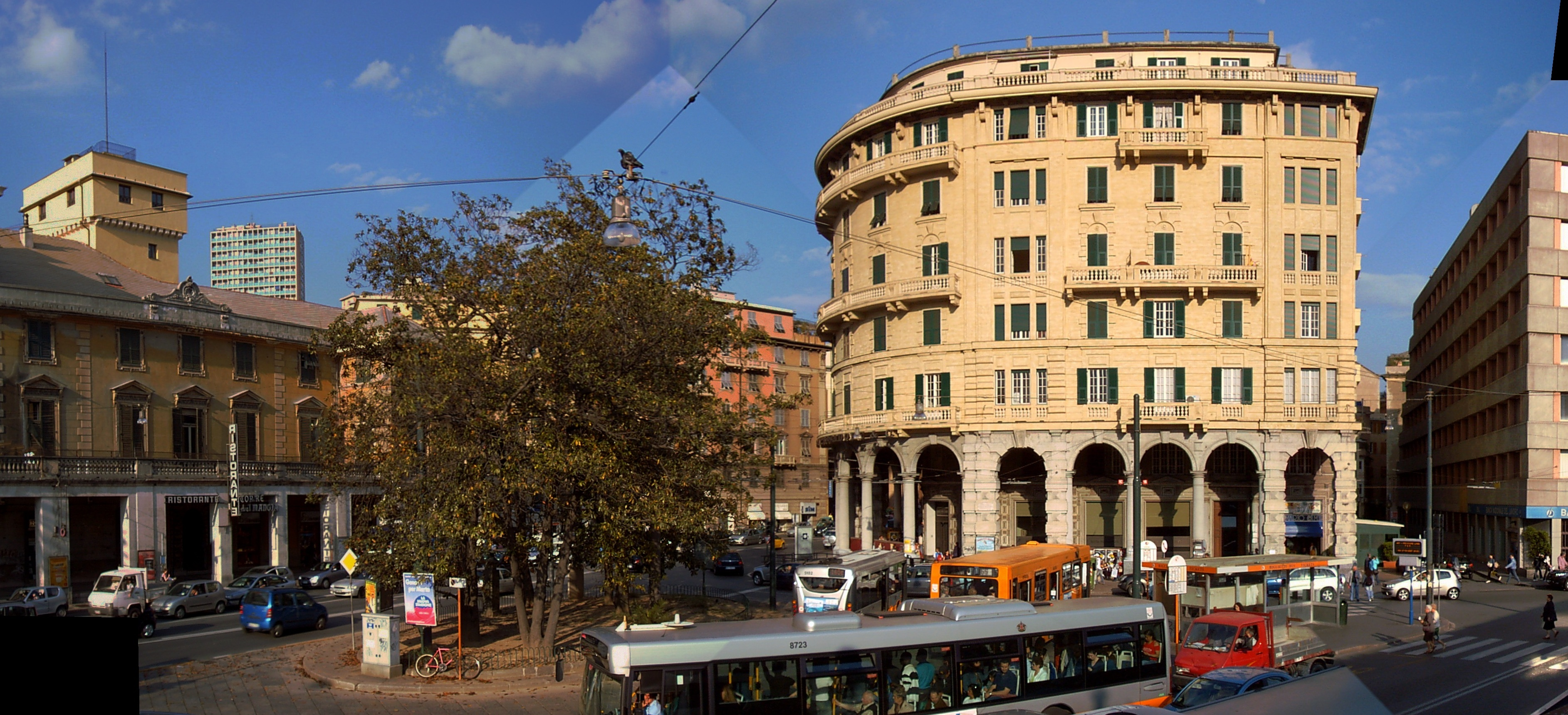
Piazza Montano, trafficato snodo viario

 Nel secondo dopoguerra via S. Bartolomeo del Fossato venne prolungata fino al culmine della collina degli Angeli in concomitanza con la massiccia espansione edilizia della zona.

#### Piazze
Le principali piazze di Sampierdarena sorgono in corrispondenza dei più importanti snodi viari.

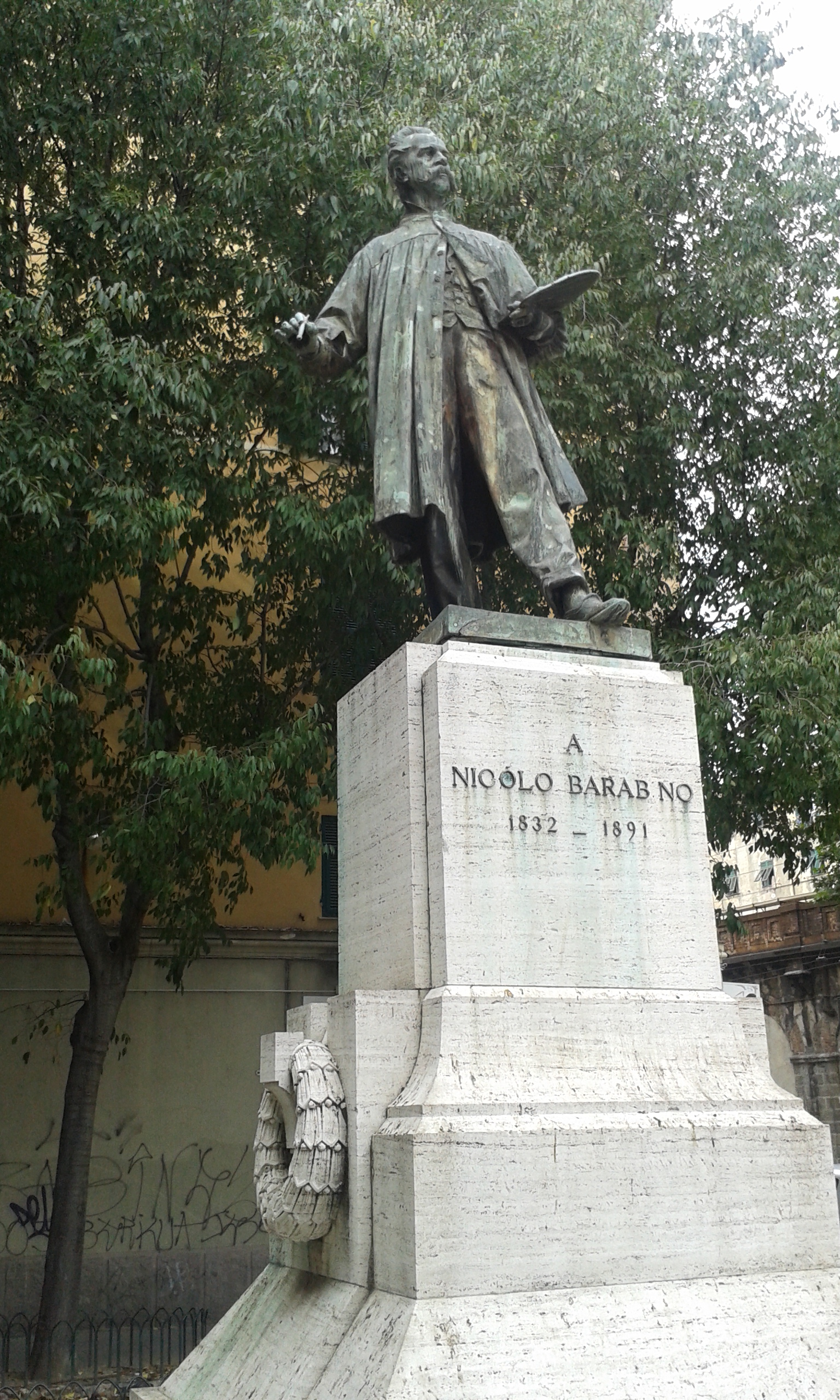
Monumento a Nicolò Barabino, nella piazza a lui intitolata

- Piazza Nicolò Montano. Fu creata come sbocco a ponente di via Cantore, in precedenza era quasi interamente occupata dal giardino della villa Centurione Carpaneto. A ponente della piazza ha inizio via Paolo Reti, che con la successiva via Walter Fillak conduce verso la val Polcevera. Sulla piazza si affacciano la stessa villa Centurione e la stazione ferroviaria. Adiacente a piazza Montano è piazza Settembrini, con al centro una fontana in marmo del primo Novecento; questa piazzetta, spesso al centro delle cronache negli anni settanta perché luogo di spaccio di stupefacenti, è stata riqualificata nei primi anni duemila.[13]
- Piazza Vittorio Veneto. Allo sbocco a ponente di via Buranello, era detta "piazza degli Omnibus" perché capolinea nell'Ottocento delle carrozze pubbliche provenienti da Genova. Costituiva il limite tra il quartiere centrale (Mercato) e quello del Canto. Il flusso di traffico proveniente da via Buranello può da qui proseguire verso ponente per via Dondero, oppure dirigersi verso la val Polcevera attraverso il breve sottopasso ferroviario che la collega a piazza Montano.[13]
- Piazza Nicolò Barabino. La piazza intitolata al pittore sampierdarenese funge da raccordo tra via di Francia, via Buranello e via S. Pier d'Arena. Al centro è collocata una statua del pittore, opera di Augusto Rivalta.[13]
- Piazza del Monastero. Si apre su via S. Pier d'Arena, di fronte al magazzino del sale; vi si affaccia la villa Centurione "del Monastero". Al centro si trova il monumento a Garibaldi, anch'esso di Augusto Rivalta (1905).[3]
- Largo Pietro Gozzano. Tra le piazze di Sampierdarena si può annoverare anche "largo Pietro Gozzano", nome di un medico locale attribuito nel 2002 all'ampio cortile antistante la villa Imperiale Scassi, che un tempo un muro separava da via Daste. Delimitata ai lati da due edifici scolastici costruiti nei primi anni del Novecento, ha di fronte il "Palazzo della Fortezza" e la villa Grimaldi Rebora.[13]

### Architetture civili

#### Lanterna

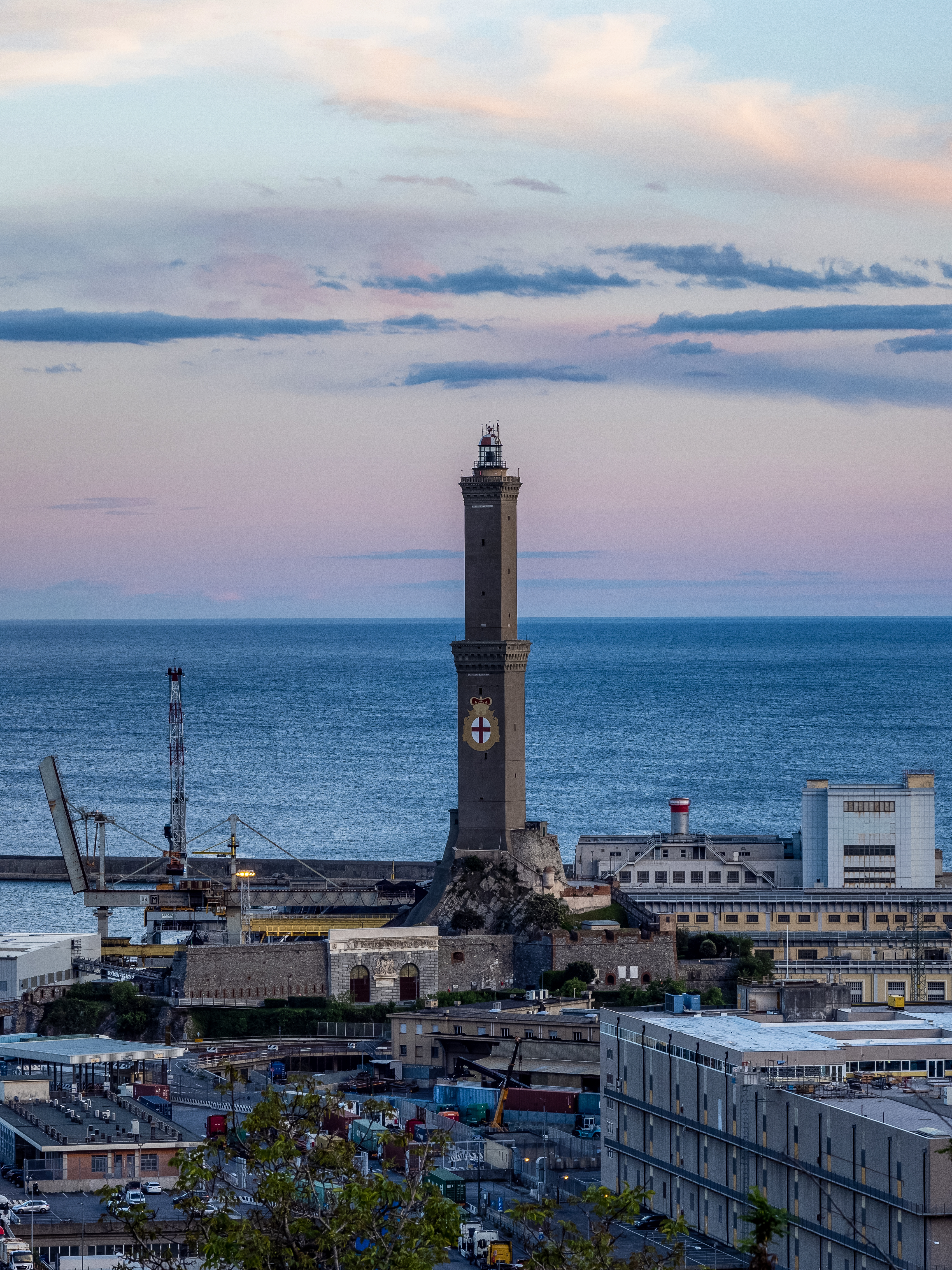
La Lanterna

Al limite orientale del bacino portuale di Sampierdarena, al confine con il quartiere di S. Teodoro, sui resti di quello che fu il Capo di Faro si erge la torre della Lanterna, simbolo convenzionale di Genova, ben visibile da molte parti della città.
Il faro, il più antico tra quelli ancora funzionanti al mondo, alto 76 m, è formato da due tronchi a pianta quadrata separati da una cornice a mensole e culmina con la cupola dell'apparato illuminante, posto a 117 m s.l.m. Il fascio di luce, a lampi intermittenti, è visibile fino a 33 miglia.
Nel sito dove oggi sorge la Lanterna esisteva fin dal XII secolo una torre di vedetta e segnalazione, utilizzata anche come carcere, nei pressi della quale il re di Francia Luigi XII nel 1507 fece costruire una fortezza, chiamata "la Briglia", assediata e distrutta dai genovesi nel 1514. I combattimenti contro i Francesi per la liberazione della città causarono anche gravissimi danni alla struttura della torre, ricostruita nella forma attuale nel 1543, forse su disegno di Giovanni Maria Olgiati o di Francesco di Gandria.
Con l'ampliamento del porto, negli anni venti del Novecento, la punta del Capo di Faro rimase completamente interrata dalla costruzione dei nuovi moli. Tra il 1926 e il 1928 ai piedi del faro fu costruita una centrale a carbone da 300 MW, oggi di proprietà dell'Enel, di cui è prevista la chiusura entro il 2017.
La torre è visitabile dal 1996; nel 2001 è stata realizzata una passeggiata pedonale che raggiunge la base del faro. Una scala di 375 gradini raggiunge la sommità della torre, da dove la vista spazia sulla città, sul porto, sulle circostanti colline coronate dai forti, sulla Riviera di Levante fino al promontorio di Portofino e su quella di Ponente.
Nella popolare canzone Ma se ghe penso, la Lanterna è uno dei luoghi simbolo di Genova rievocati con nostalgia da un genovese emigrato in Sudamerica.
Un locale all'interno del superstite tratto di mura ai piedi del faro ospita dal 2004 un museo dedicato alla storia e alle tradizioni di Genova, raccontate attraverso video e fotografie. Sono inoltre esposti oggetti e strumenti legati alla storia dei fari.

#### Palazzi e ville

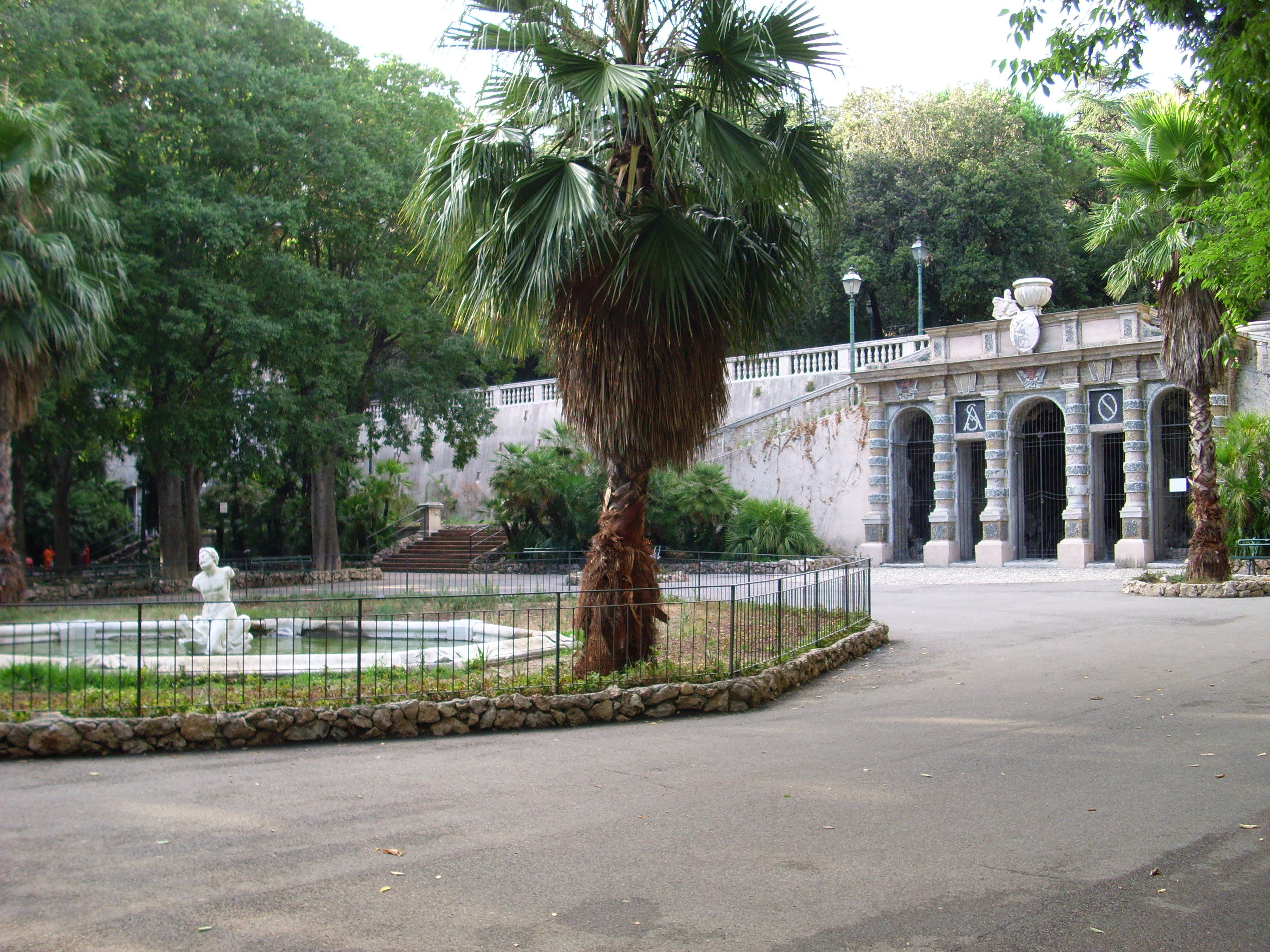
Il parco di villa Scassi

All'inizio del XVI secolo, con il consolidarsi della ricchezza in città, i ricchi genovesi, appartenenti alle famiglie dell'oligarchia che governava la repubblica, incominciarono a far costruire grandi palazzi di villeggiatura nei dintorni della città, chiamando a progettarli i migliori architetti dell'epoca. Sontuose ville, in origine legate a fondi agricoli, sorsero nei borghi a levante e a ponente della città, in val Bisagno e in val Polcevera.
Sampierdarena, al pari della zona di Albaro, per la sua vicinanza alla città, fino al Settecento divenne uno dei siti di villeggiatura preferiti dai genovesi più abbienti. A testimonianza di quel periodo rimangono molte delle ville collocate soprattutto attorno all'asse viario di via Daste; all'esterno di esse si sviluppavano parchi terrazzati che risalivano la retrostante collina, con la parte superiore della proprietà adibita a fondo agricolo, con orti, frutteti, vigne e oliveti. La maggior parte di questi spazi verdi sono scomparsi con l'espansione edilizia del Novecento. La tipologia di questi edifici monumentali si rifaceva alle stile innovativo introdotto a Genova dal perugino Galeazzo Alessi e molte di esse conservano tuttora opere dei grandi decoratori della tradizione pittorica genovese. Caratteristica di molte di queste dimore è la presenza di torri, isolate o inglobate nell'edificio principale; la meglio conservata e quella detta "dell'ospedale", perché vicina all'ingresso del nosocomio, che apparteneva probabilmente alla scomparsa villa del "Principe di Francavici".

##### La "triade alessiana"
Lungo via Nicolò Daste sorge il gruppo di ville cinquecentesche noto come "triade alessiana", perché costruite secondo i dettami architettonici introdotti a Genova da Galeazzo Alessi. Le tre ville, costruite dalle potenti famiglie genovesi Imperiale, Grimaldi e Lercari, sono conosciute rispettivamente con gli appellativi di "Bellezza", "Fortezza" e "Semplicità". A lungo queste dimore storiche sono state ritenute opera dello stesso Alessi e solo ricerche condotte da studiosi nel Novecento hanno consentito la loro attribuzione a collaboratori e seguaci del celebre architetto perugino attivi a Genova in quel periodo.

###### Villa Imperiale Scassi "La Bellezza"

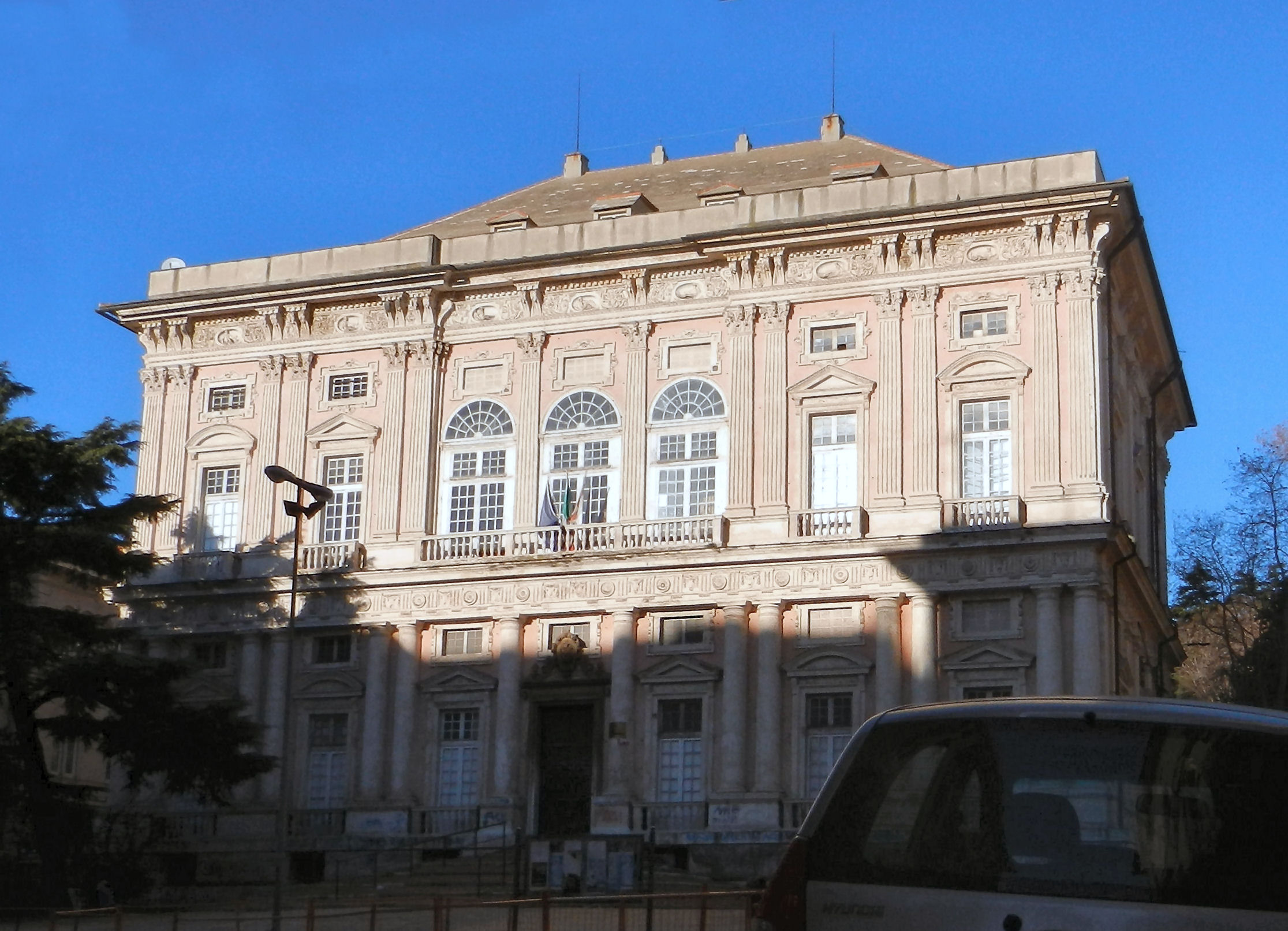
Villa Imperiale Scassi

Oggi sede della scuola media Nicolò Barabino, fu costruita alla metà del Cinquecento dai fratelli Domenico e Giovanni Ponzello per la famiglia Imperiale. Per la sua sontuosità fu chiamata "la Bellezza"; alla decorazione contribuirono importanti artisti dell'epoca, quali Giovanni Carlone, Bernardo Castello e altri. Fatta costruire da Vincenzo Imperiale, visse i momenti di maggiore splendore con il figlio Giovanni Giacomo, doge tra il 1617 e il 1619, e il nipote Gio. Vincenzo, mecenate e letterato egli stesso.
All'inizio dell'Ottocento fu acquistata dal medico Onofrio Scassi, che la fece restaurare da Carlo Barabino e abbellire con decori neoclassici. Nel 1886 fu acquistata dal comune di Sampierdarena e nel 1926, con la costituzione della Grande Genova, entrò a far parte del patrimonio del comune di Genova; da allora è utilizzata come sede scolastica.
Oltre che per il palazzo, capolavoro del manierismo, la villa era famosa per il grandissimo parco, in gran parte sacrificato nei primi decenni del Novecento per la costruzione, nella parte più a monte, dell'ospedale Villa Scassi e, immediatamente dietro al palazzo, dello stadio della Sampierdarenese, che ebbe però vita breve e venne a sua volta eliminato nel 1929 per l'apertura di via Cantore. La parte centrale del parco, compresa tra via Cantore e corso Scassi, su cui si apre l'ingresso principale dell'ospedale, è oggi un giardino pubblico, il più grande nell'area urbana di Sampierdarena, riqualificato nei primi anni duemila dopo un periodo di degrado nella seconda metà del Novecento.

###### Villa Grimaldi "La Fortezza"

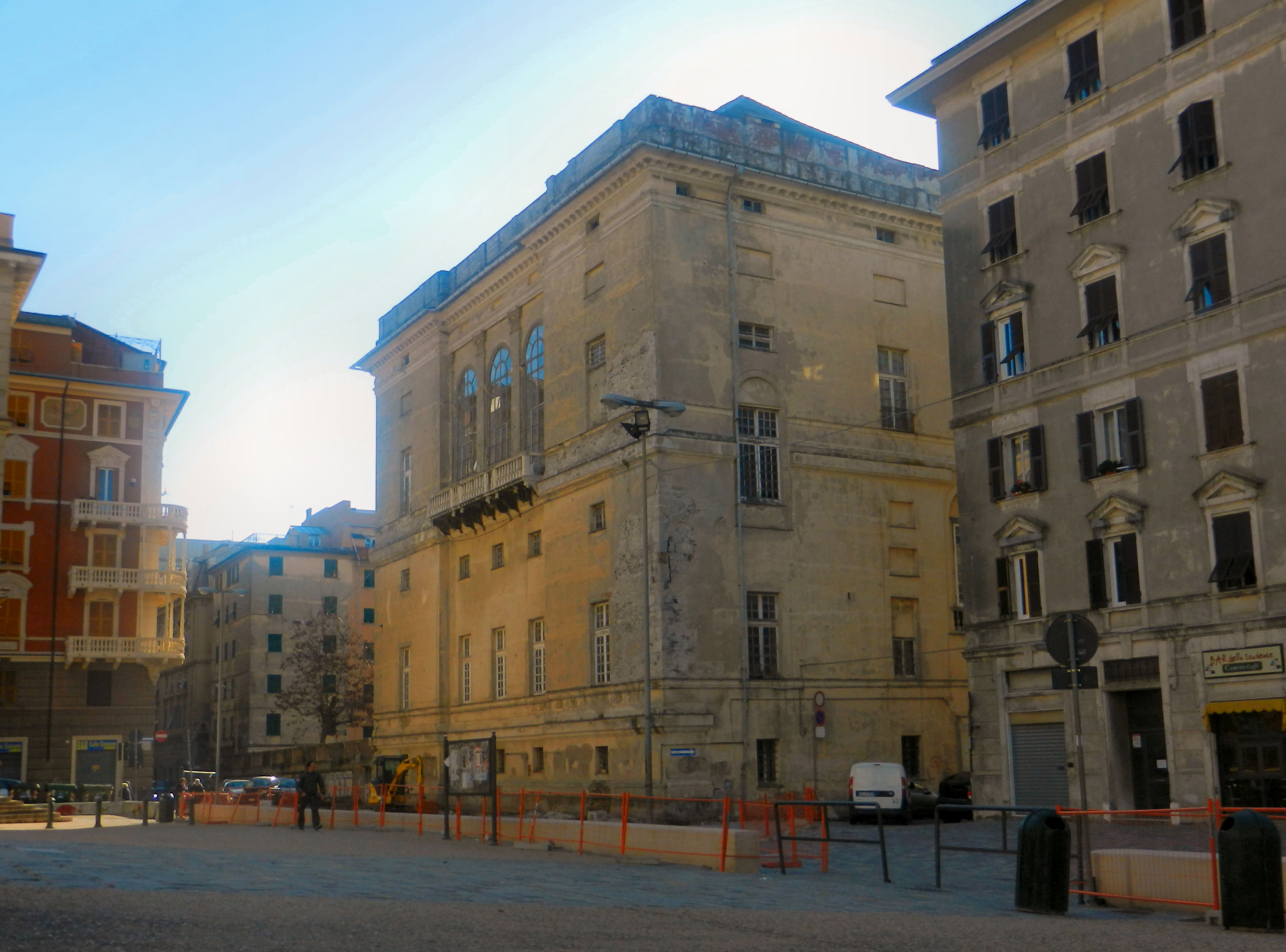
Villa Grimaldi "la Fortezza"

Fu costruita dal ticinese Bernardo Spazio per il banchiere Giovanni Battista Grimaldi. Chiamata "la Fortezza" per la sua massiccia e severa struttura, priva di decori esterni, rimase di proprietà della famiglia Grimaldi fino all'Ottocento, quando fu acquistata da Agostino Scassi e data in locazione per usi diversi, fino a divenire una fabbrica di conserve. Acquistata nel 1924 dal comune di Sampierdarena e dal 1926 entrata a far parte del patrimonio del comune di Genova, fu utilizzata come scuola fino al 2006. Da allora è chiusa e inutilizzata. La villa è tra le dimore genovesi i cui disegni vennero raccolti da Rubens, che vi soggiornò nel 1607, nel volume illustrato "Palazzi di Genova", pubblicato ad Anversa nel 1622.

###### Villa Lercari Sauli "La Semplicità"

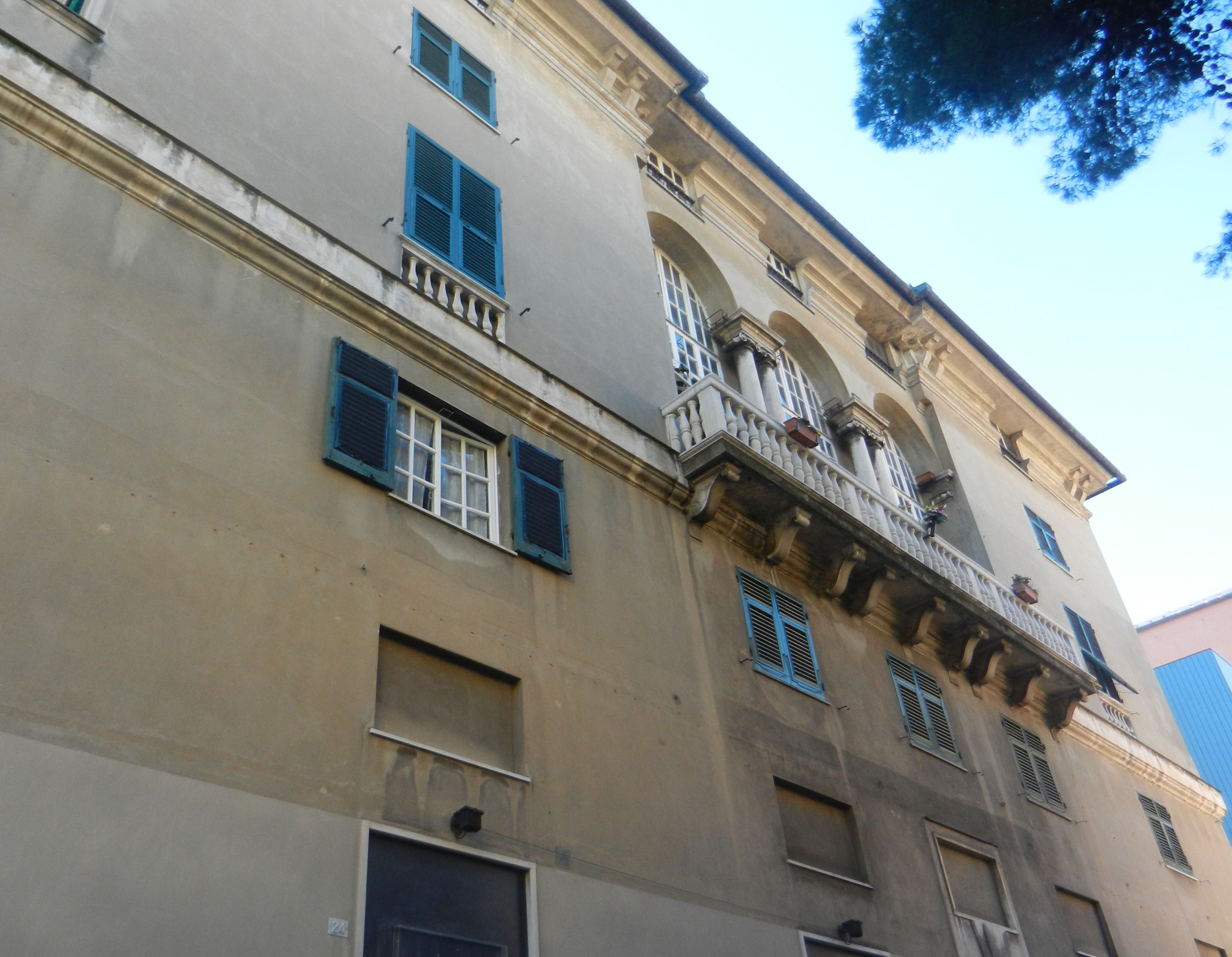
Villa Lercari Sauli, particolare della facciata su via N. Daste

Fu costruita da Bernardino Cantone, in collaborazione con Bernardo Spazio, per Giovanni Battista Lercari (o secondo alcuni, per Franco Lercari). Acquistata dalla famiglia Sauli alla fine del Settecento, un secolo dopo, nel pieno dell'industrializzazione del territorio sampierdarenese, divenne proprietà dell'imprenditore Silvestro Nasturzio, che ne fece la sede di una fabbrica costruita sui terreni del giardino. Gravemente danneggiata durante la seconda guerra mondiale da un bombardamento aereo, nel dopoguerra fu ceduta a privati e suddivisa in appartamenti. Dell'edificio originale si conserva solo la struttura esterna, peraltro soffocata dalla presenza di moderne costruzioni realizzate nell'ultimo secolo, tra cui il "Centro Civico", sorto negli anni ottanta sul sito dell'ex stabilimento Nasturzio.

##### Altre ville storiche
Molte altre sono le ville patrizie ancora presenti nel territorio di Sampierdarena, per la maggior parte sottoposte a vincolo architettonico da parte della Direzione Regionale per i Beni Culturali e Paesaggistici della Liguria; con l'industrializzazione molte ville sono state distrutte o inglobate all'interno delle aree industriali subendo un inevitabile degrado, altre sono scomparse con l'espansione urbana, come quella di Luca Spinola, detta "villa del Principe di Molfetta", dal titolo feudale acquisito dal suo proprietario nel 1643, e quella adiacente conosciuta come "villa Principe di Francavici", denominazione dovuta probabilmente a un errore di trascrizione e che si ritene fosse appartenuta a Michele Imperiale (1623-1664), che aveva il titolo di "Principe di Francavilla". Questi due edifici, tra i più interessanti tra quelli scomparsi, sorgevano nella zona collinare tra il parco di villa Imperiale Scassi e via S. Bartolomeo del Fossato; vennero demoliti intorno al 1910 per costruirvi nuove case e la strada di accesso al costruendo ospedale (via Balbi Piovera). Altre ancora, pur esistenti, ma trasformate nel tempo in appartamenti, hanno perso del tutto la connotazione di edifici patrizi, come la villa Grimaldi Sanguineti di via Dottesio, 16-18.
Tra le tante ancora esistenti si possono citare:
- Villa Centurione Carpaneto, piazza Montano 4. Cinquecentesca ma molto rimaneggiata, conserva al piano nobile affreschi di Bernardo Strozzi, gli unici di questo pittore, noto soprattutto per i suoi dipinti a olio. Il palazzo incorpora sul retro una torre, forse preesistente; quanto restava del suo vasto giardino scomparve con l'apertura di via Cantore.[3][4][12]

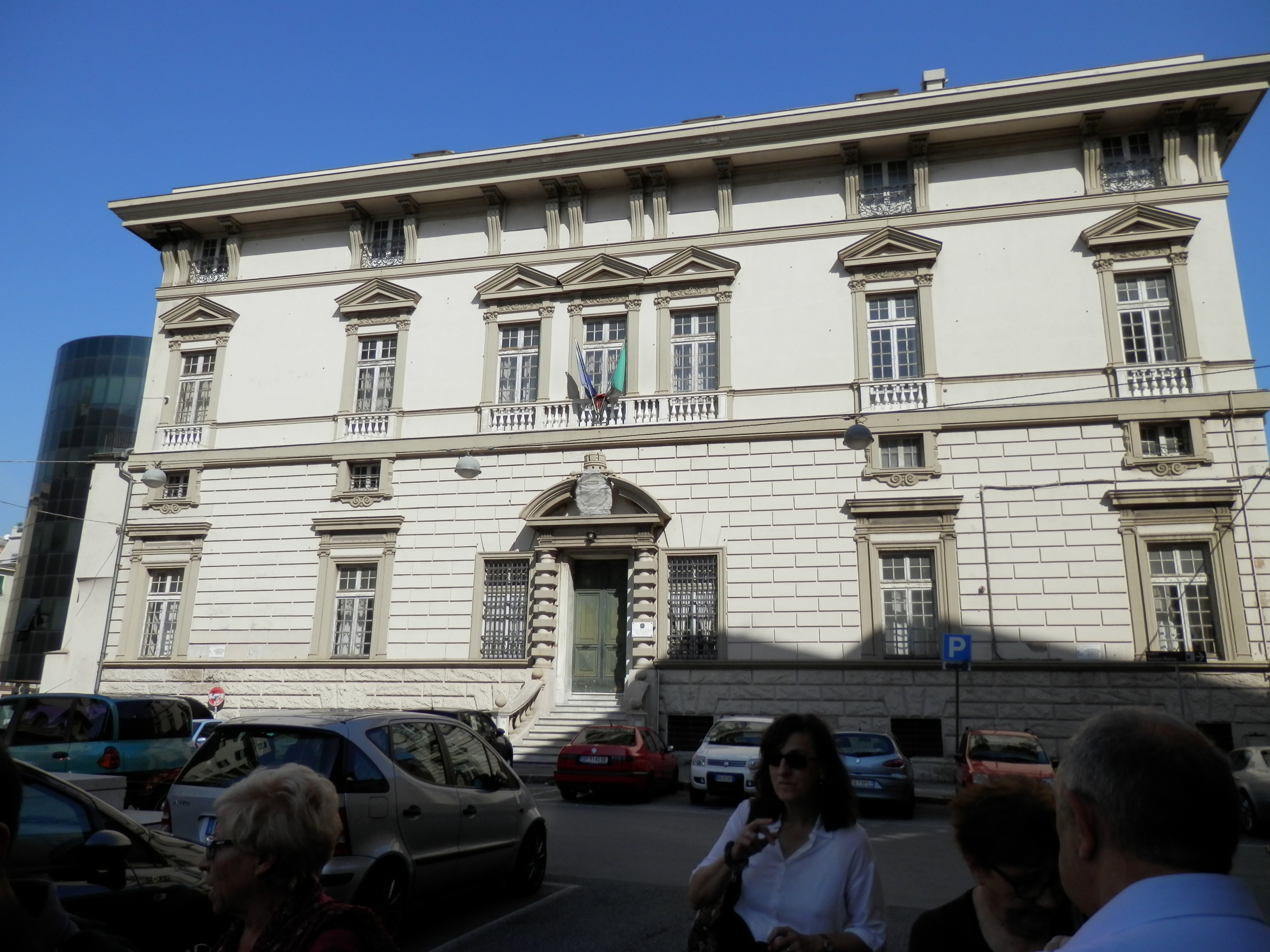
Villa Centurione del Monastero

- Villa Centurione del Monastero, Piazza Monastero, 6. È così chiamata perché fu costruita nel 1587 per Barnaba Centurione sul sedime di un monastero duecentesco di monache benedettine, del quale conserva il chiostro nel cortile interno. L'atrio e il salone al primo piano sono decorati con affreschi di Bernardo Castello. L'edificio ha subito rimaneggiamenti all'inizio del Novecento, quando fu acquistato dal comune di Sampierdarena e trasformato in istituto scolastico.[3][12]
- Villa Crosa Diana, Via Nicolò Daste 14. Fu costruita tra il XVI e il XVII secolo per la famiglia Crosa, ricchi commercianti di tessuti, iscritti alla nobiltà nel 1727; all'inizio del Novecento fu acquistata dall'imprenditore Dario Diana che la utilizzò come propria abitazione e uffici dell'adiacente stabilimento per la produzione di alimenti in scatola, costruito sull'area del giardino, attivo fino al 1974. Oggi la villa, restaurata tra il 2002 e il 2010, è suddivisa in appartamenti.[13]
- Villa De Mari Ronco, Via Nino Ronco 31. Poche sono le informazioni riguardo alla storia iniziale di questa villa: non si conosce il nome di chi l'ha progettata né la data di costruzione, anche se le caratteristiche architettoniche la fanno risalire al XVII secolo. Nel 1747 dalla carta topografica redatta da Matteo Vinzoni risultava di proprietà del "Principe di Acquaviva", titolo che apparteneva alla famiglia De Mari. Passata nell'Ottocento alla famiglia Ronco e nel 1942 alla famiglia Gadolla, gravemente danneggiata dalla guerra, rimase abbandonata e in stato di degrado fino agli anni novanta, quando ebbero inizio i primi lavori di recupero, poi sospesi per problemi burocratici, ricorsi e difficoltà finanziarie; dopo un nuovo completo restauro iniziato nel 2004, dal 2008 l'immobile ospita un centro di servizi sociali gestito dalla Compagnia delle Opere.[53][54][55]
- Villa Doria De Mari, ora Istituto "Don Daste", Salita Belvedere 2. Costruita nel Cinquecento per Giovanni Battista Doria, fu profondamente modificata in stile neoclassico da Andrea Tagliafichi nel 1780. Acquistata dai De Mari all'inizio dell'Ottocento, dal 1921 divenne sede dell'orfanotrofio delle Piccole suore della Divina Provvidenza. Negli affreschi nel soffitto del salone sono ritratti i dogi della famiglia Doria, realizzati nel restauro settecentesco. Il vasto giardino terrazzato che si apriva in via Daste e risaliva la collina, rifatto dal Tagliafichi sul modello dei giardini di Versailles, documentato dal Gauthier[56] e descritto dall'Alizeri, è scomparso nel Novecento per l'espansione edilizia e l'apertura di via Cantore. Su una porzione del residuo terreno è stata costruita nel 1929 la chiesa del SS. Sacramento.[3][12][57]
- Villa Doria delle Franzoniane, Via Nicolò Daste 7, ora istituto delle Madri Pie Franzoniane. Costruita nel Cinquecento per la famiglia Doria, sorge in via Daste, di fronte alla villa Lercari Sauli. Nel 1764 fu acquistata dall'abate Paolo Gerolamo Franzoni per farne la sede della congregazione delle Madri Pie, da lui fondata alcuni anni prima. Conserva al suo interno affreschi della scuola dei fratelli Calvi e nel refettorio un dipinto di Bernardo Castello; alla villa, caratterizzata da una torre perfettamente conservata, è annessa la piccola chiesa di Nostra Signora della Sapienza, costruita nel 1821 su disegno di Angelo Scaniglia. Nel giardino, molto ridimensionato dopo l'apertura di via Cantore, è ancora presente un grande ninfeo a grotta.[3][4][12][58]

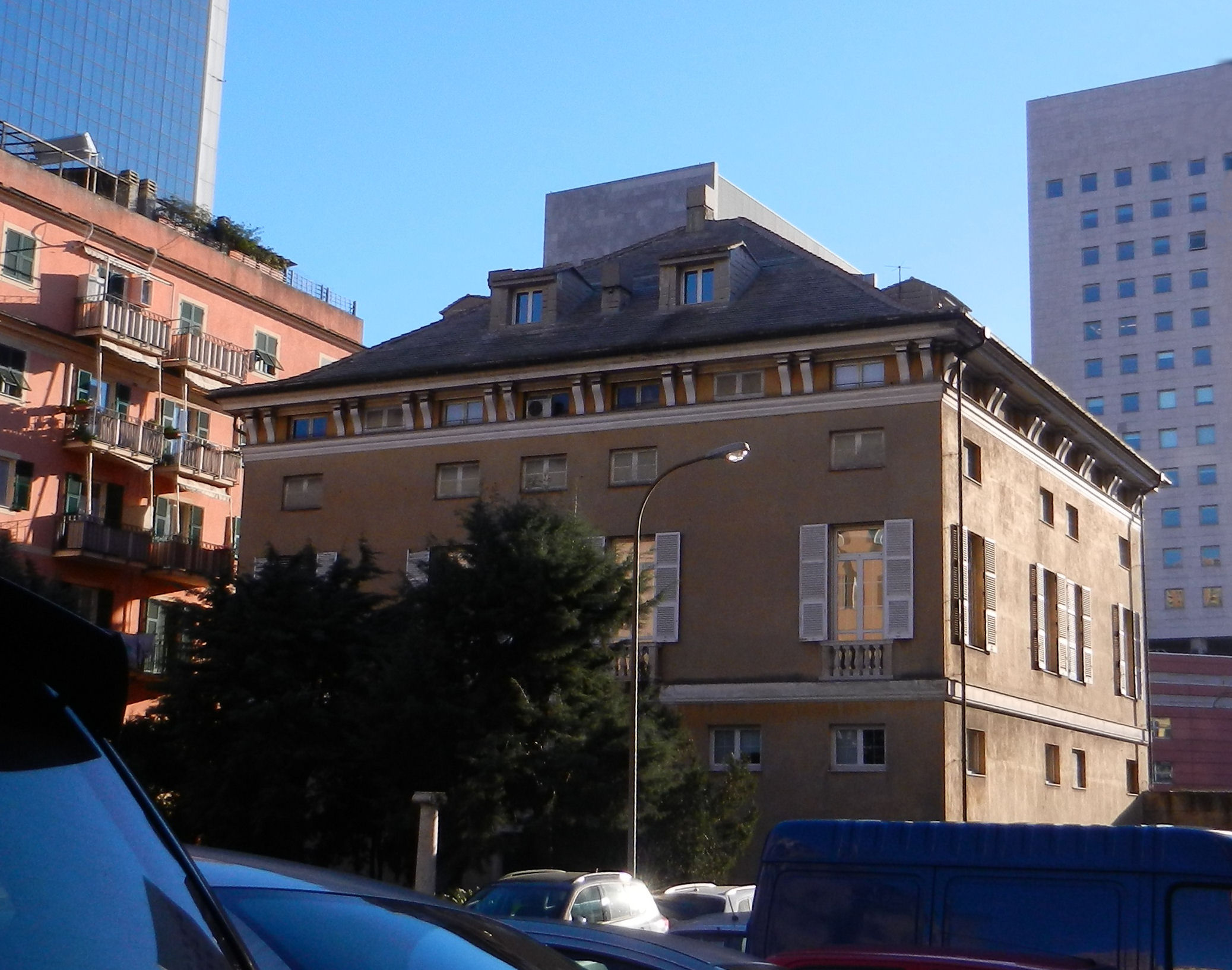
Villa Negrone Moro

- Villa Negrone Moro, Via Pedemonte 3. Situata all'estremità orientale del quartiere, risale probabilmente al XVI secolo e mostra le caratteristiche tipiche delle ville di stile alessiano, ma non se ne conosce la data precisa di edificazione, né il progettista. Era collegata a ponente con la villa Pallavicini Moro, che ormai in stato di avanzato degrado venne demolita nel 1972 e della quale resta solo la parte inferiore della facciata con il grande portale di ingresso. Già proprietà della famiglia Negrone, alla fine dell'Ottocento fu inglobata nel perimetro dell'oleificio Moro, insediatosi nei terreni retrostanti. Negli anni settanta con la demolizione dello stabilimento la villa venne ristrutturata a uso uffici e l'area circostante resa pubblica, aprendo la via Pedemonte. Accanto alla villa si trova un'originale torretta ottagonale ornata da archetti pensili, ancora ben conservata.[59][60]

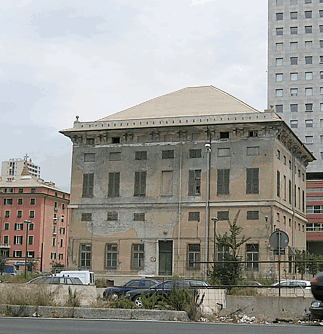
Villa Pallavicini Gardino

- Villa Pallavicini Gardino, Via P. Chiesa 11. Oggi in stato di abbandono, sorge dinanzi a uno dei principali varchi portuali. Anch'essa in stile alessiano, fu costruita intorno alla fine del XVI secolo e apparteneva alla famiglia Pallavicini, che in questa zona aveva un nutrito gruppo di ville familiari, quasi tutte scomparse. Nel 1946 fu acquistata dai Gardino, che già la occupavano dal 1920 e avevano realizzato sui terreni a monte un deposito di legnami, trasferito altrove nel 2002, quando i terreni vennero venduti per costruire il centro direzionale di san Benigno. La villa è stata oggetto di un restauro conservativo nel 1996, ma nuovamente abbandonata appare oggi in stato di degrado.[61][62][63][64]
- Villa Serra Doria Masnata, Via Cantore 31. Attualmente affacciata su via Cantore, fu costruita nel 1613 da Bartolomeo Bianco per il nobile Paolo Serra. La proprietà passò, non si sa quando, alla famiglia Doria, che la tenne fino ai primi dell'Ottocento.[65] Durante l'assedio di Genova del 1746-1747 vi soggiornò il generale Antoniotto Botta Adorno, comandante delle truppe austriache. Passata alla famiglia Masnata, fu da questa ceduta al comune di Sampierdarena che nel 1874 ne fece la prima sede dell'ospedale, operante fino al 1916, quando venne inaugurato quello di villa Scassi. Dopo aver ospitato per breve tempo la biblioteca comunale, dal 1933 al 1967 fu sede del liceo classico G. Mazzini; dal 1967 ospita una succursale della scuola media N. Barabino. La struttura è quella classica di scuola alessiana; con l'apertura di via Cantore perse il giardino, che cominciava da via Daste, inoltre venendosi a trovare a un livello superiore al piano stradale, si rese necessario costruire le due scalinate di accesso. Con i restauri succedutisi nel tempo sono andati persi sia gli affreschi della facciata sia quelli interni.[66][67]
- Villa Serra Doria Monticelli, Via Nicolò Daste 34. È ritenuta la più antica delle ville sampierdarenesi, risalente all'inizio del Cinquecento o addirittura al tardo Quattrocento. Appartenne inizialmente agli Imperiale, nel 1607 passò alla famiglia Serra, nella seconda metà del Settecento divenne proprietà della famiglia Doria e un secolo dopo fu acquistata da Bartolomeo Monticelli, titolare di un pastificio. Tra il 1960 e il 1993 fu utilizzata come deposito di un mobilificio e infine ristrutturata e suddivisa in appartamenti, conservando la struttura architettonica esterna. Conserva alcuni affreschi di soggetto mitologico attribuiti alla scuola dei fratelli Calvi. La villa comprende una torre, ben conservata esternamente, un tempo staccata ma ora collegata all'edificio principale da un fabbricato ottocentesco.[4][68]

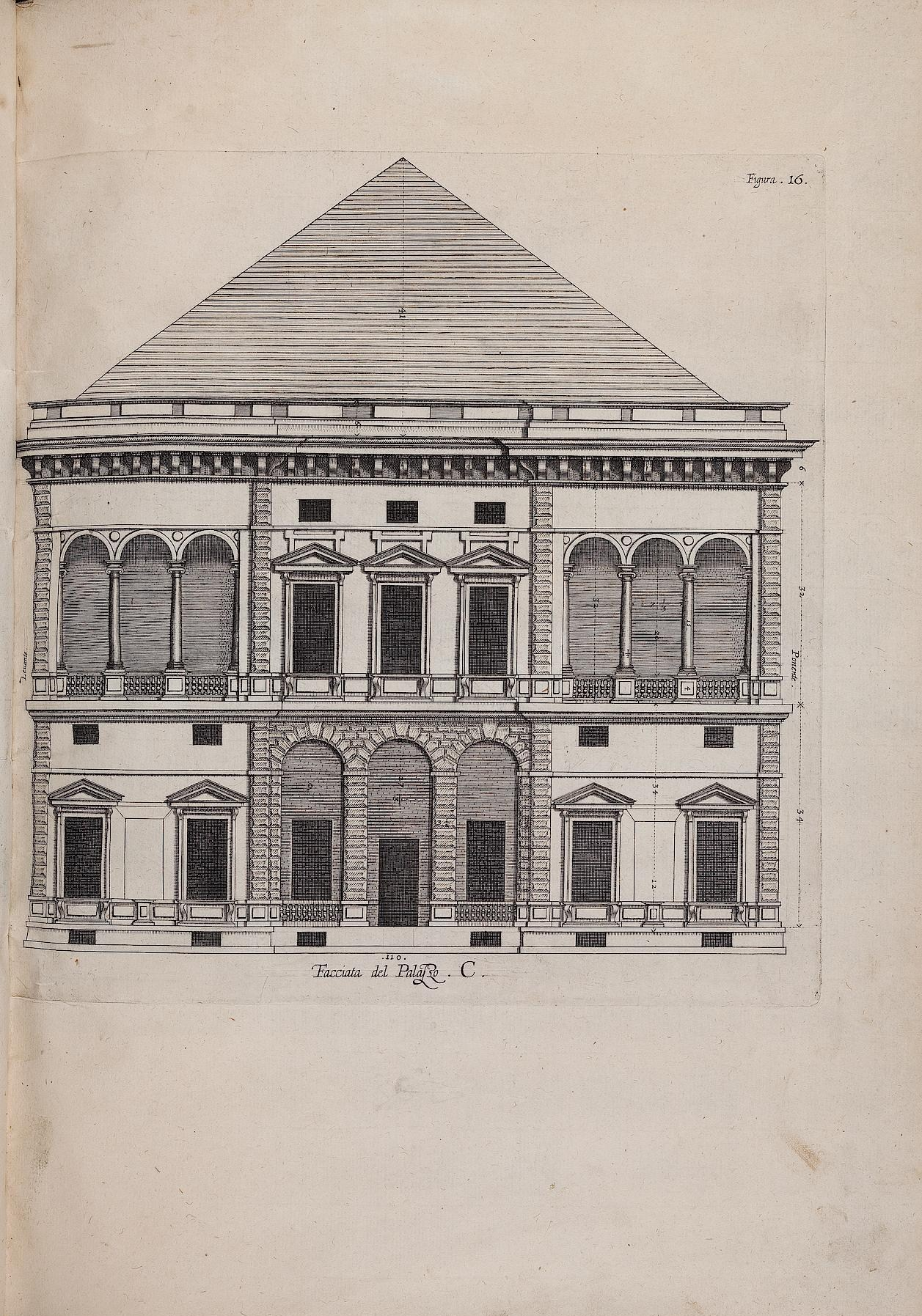
Villa Spinola di San Pietro in un'illustrazione di Rubens

- Villa Spinola di San Pietro, Via Spinola di San Pietro, 1. Fu costruita nella seconda metà del Cinquecento per Giovanni Battista Lercari, pervenendo per via ereditaria al nipote Giovanni Battista Spinola, duca di San Pietro in Galatina, che la fece ristrutturare, completando la decorazione interna. Con i lavori eseguiti tra il 1622 e il 1625 l'edificio subì sostanziali modifiche, con la chiusura delle logge e l'apertura di nuove finestre. Simile nella struttura alla villa Giustiniani Cambiaso di Albaro, non si conosce il nome del progettista. È uno dei due palazzi sampierdarenesi descritti da Rubens nel volume Palazzi di Genova (l'altro è "La Fortezza"), dove è identificato come il palazzo "C". Fino all'Ottocento rimase di proprietà degli eredi degli Spinola, fu poi ceduta a vari istituti religiosi (prima le Dame del Sacro Cuore e poi le Figlie della carità di San Vincenzo de' Paoli, note come "Cappellone") e infine nel 1920 al comune di Sampierdarena che l'adibì a scuola. Un tempo in posizione aperta e dominante, dal primo Novecento è circondata e quasi soffocata dagli edifici costruiti intorno, tanto che l'ingresso dovette essere spostato nella facciata a monte perché lo spazio antistante era stato quasi interamente occupato da un caseggiato che copre la vista della facciata principale. Attualmente è sede del liceo statale Piero Gobetti. Gli affreschi nell'atrio (Ratto di Elena e Storie di Paride) sono opera di Bernardo Castello, quelli nel salone del piano nobile (Imprese di Megollo Lercari) di Giovanni Carlone (1622); in altre sale, Imprese di Ambrogio Spinola e Storie di Perseo di Giovanni Andrea Ansaldo.[3][4][12][69][70][71]

Villa Centurione Carpaneto. Foto di Paolo Monti (1963)
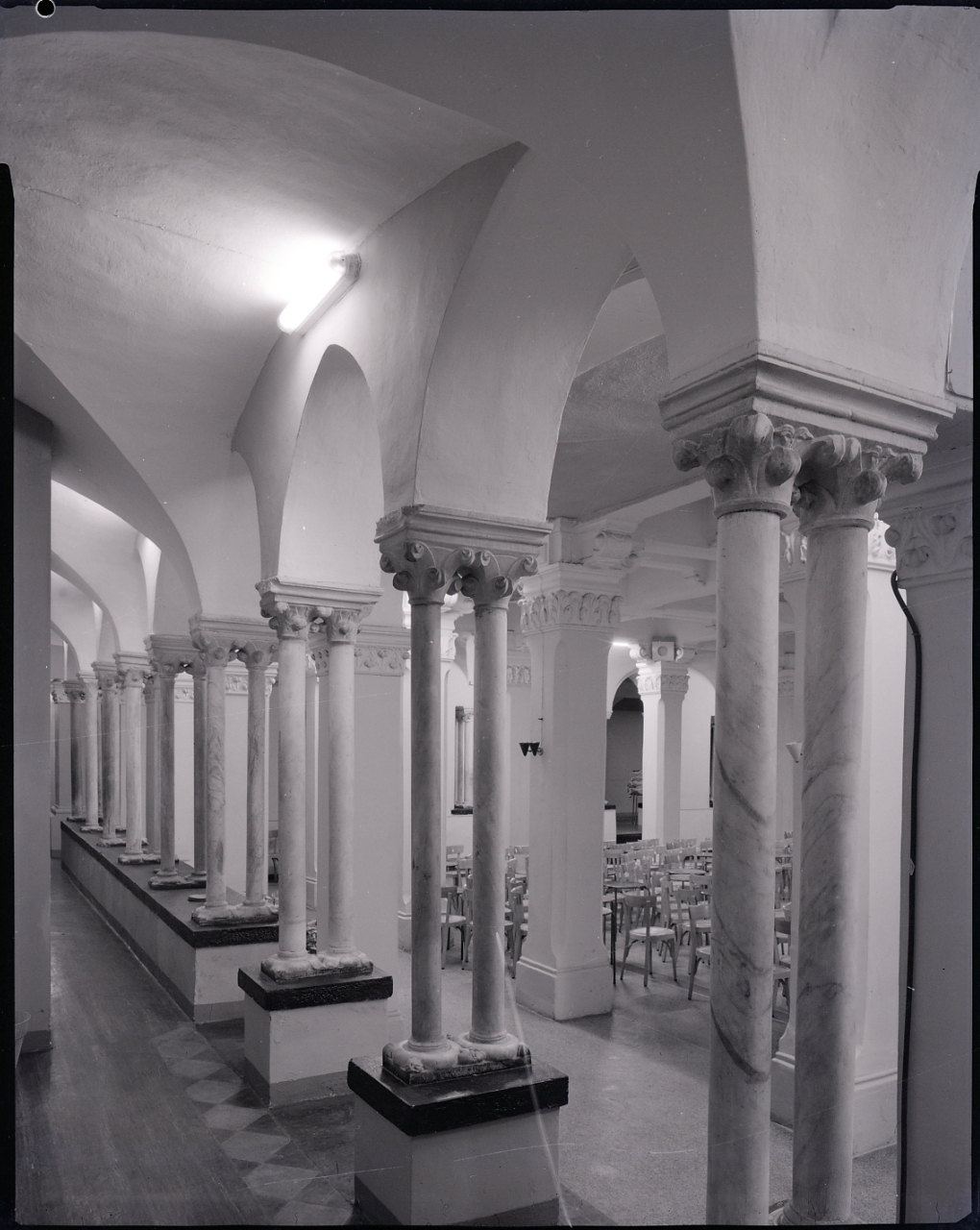
Villa Centurione del Monastero, chiostro. Foto di Paolo Monti (1963)
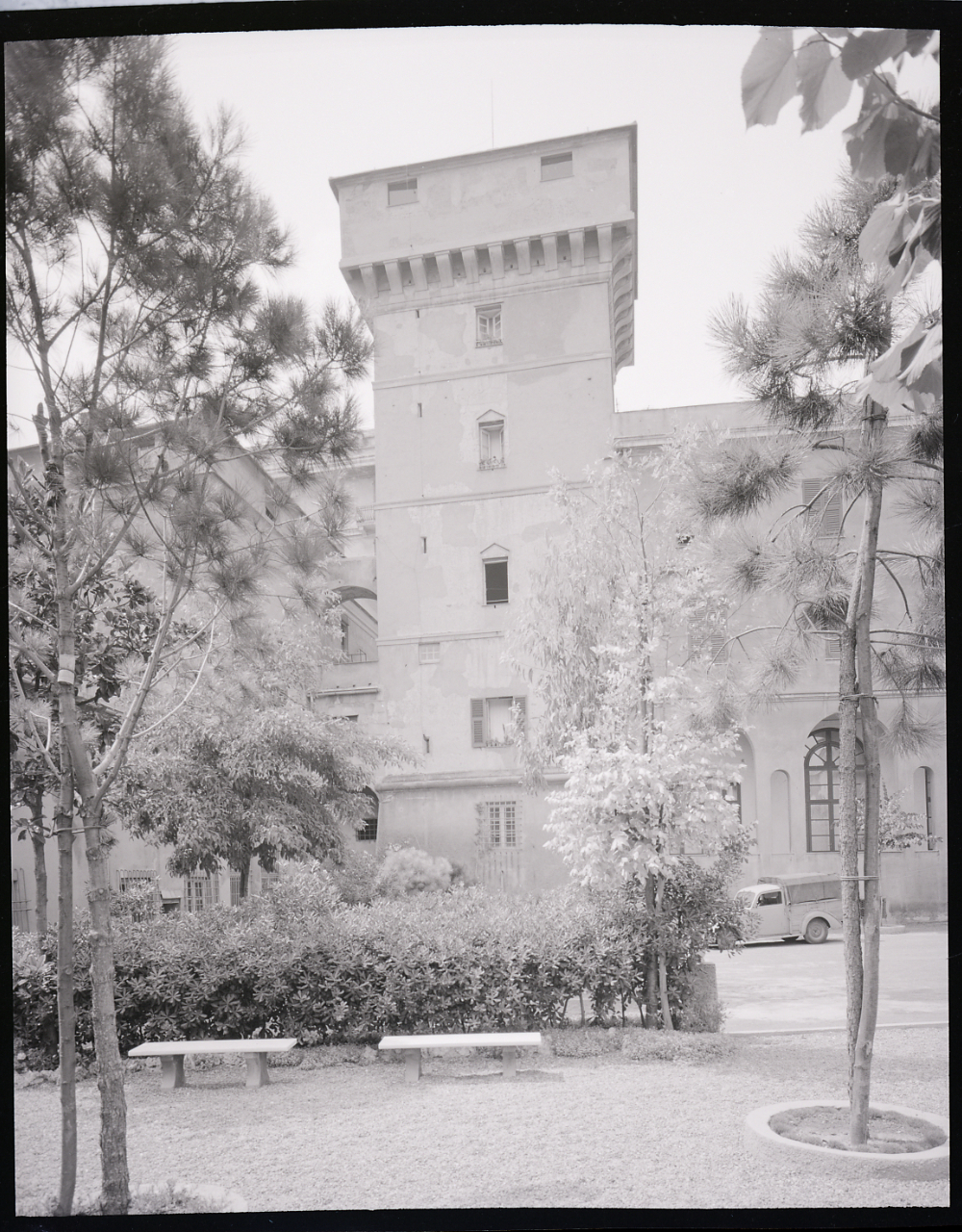
Villa Doria delle Franzoniane in un'immagine di Paolo Monti (1963)
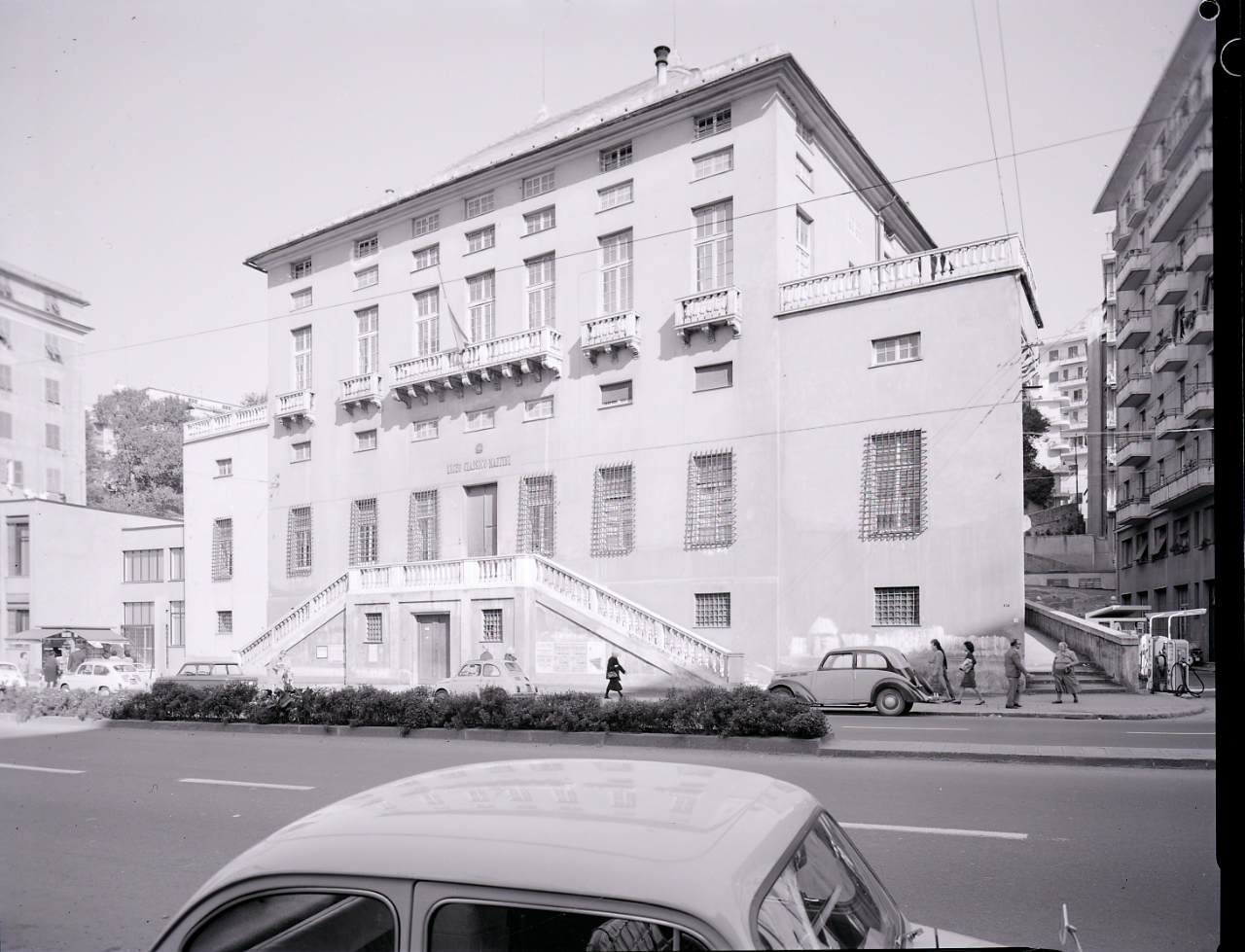
Villa Serra Doria Masnata in un'immagine di Paolo Monti (1963)
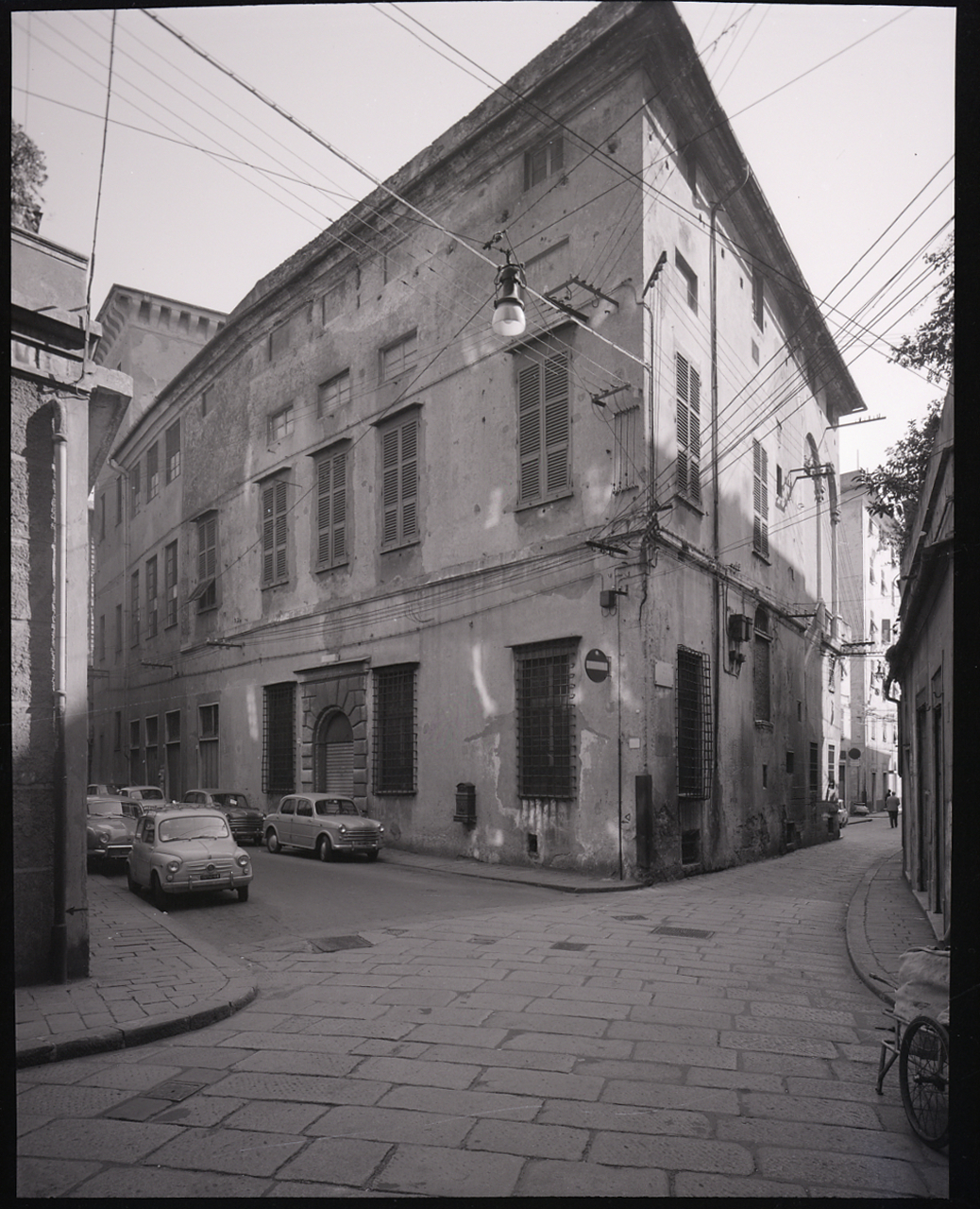
Villa Serra Monticelli. Foto di Paolo Monti (1963)
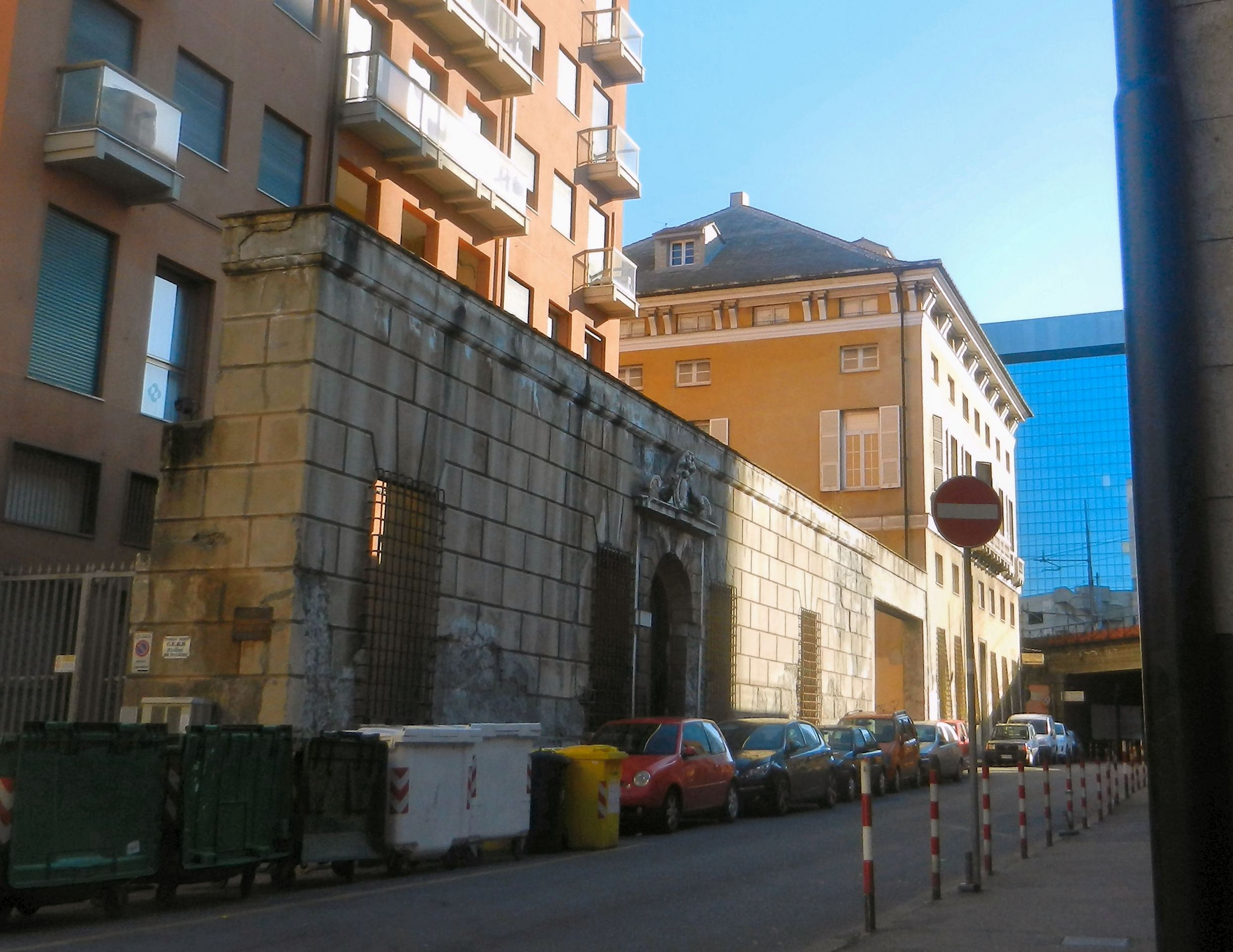
Villa Negrone Moro e i resti della distrutta villa Pallavicini Moro
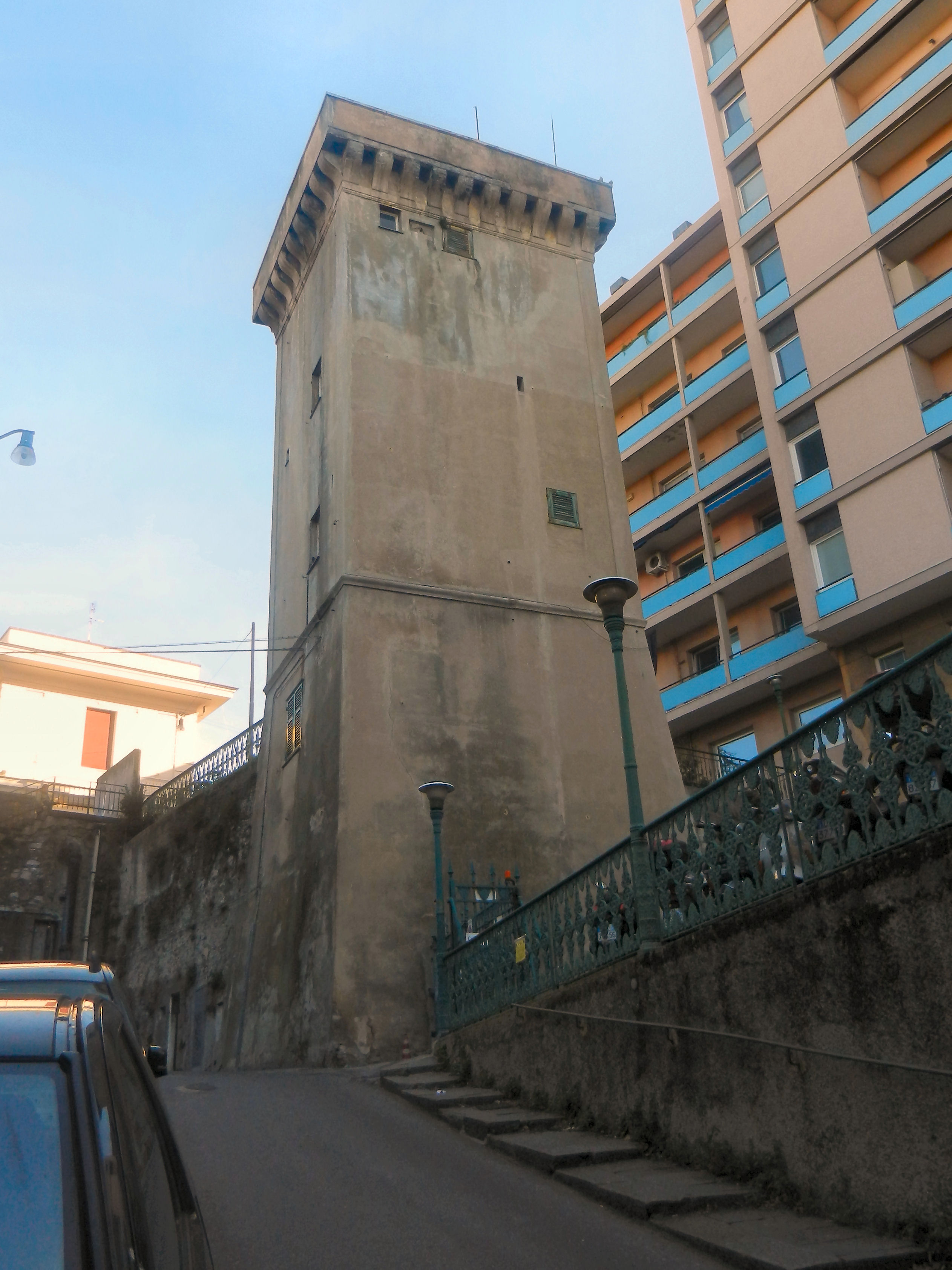
La torre dell'ospedale, che faceva parte della scomparsa villa del "Principe di Francavici"

#### Centro direzionale San Benigno

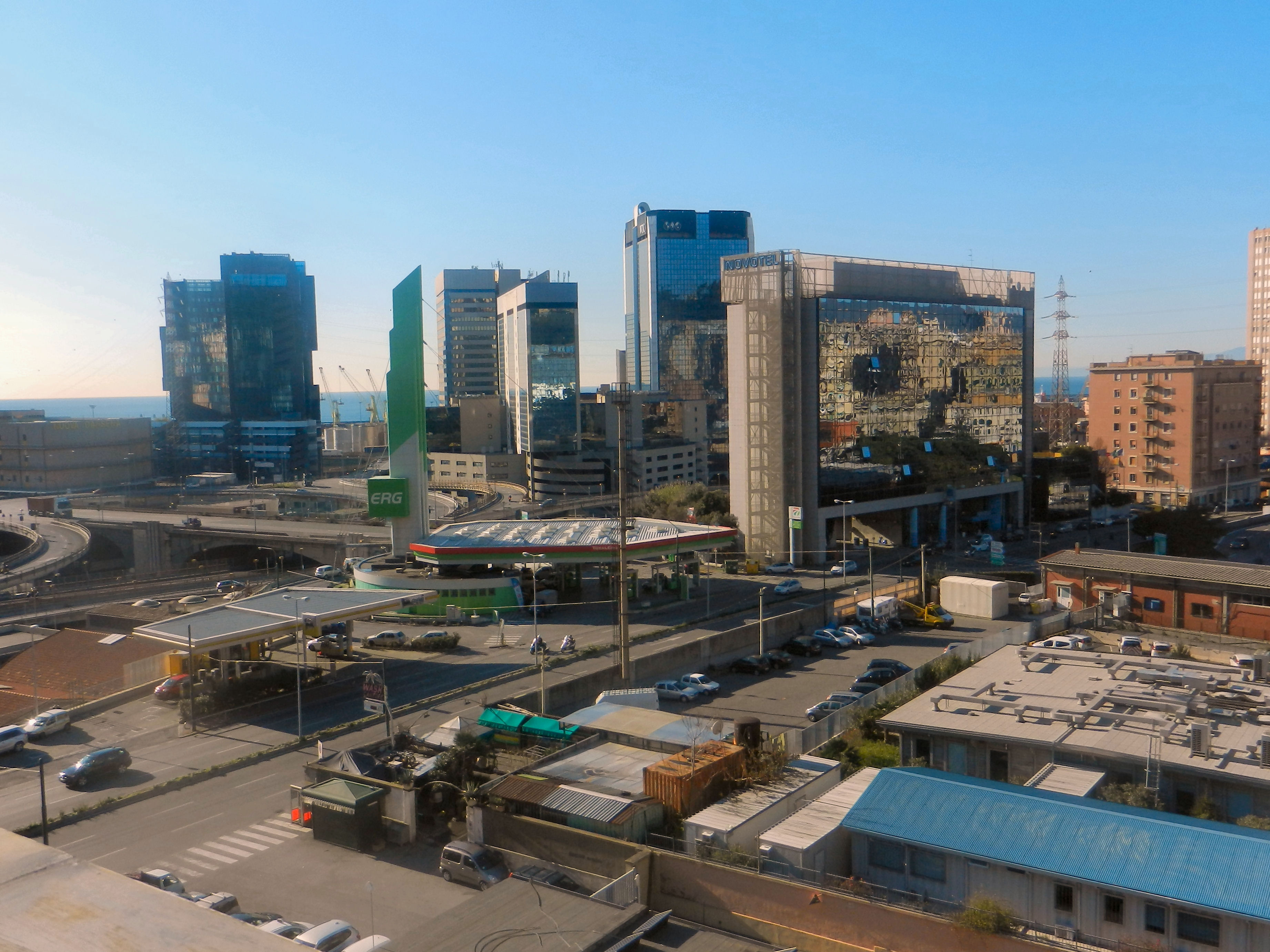
Le torri del centro direzionale San Benigno

Il sito del quartiere della Coscia, il più a levante tra i quartieri antichi di Sampierdarena, è in gran parte occupato dal complesso direzionale di San Benigno, con torri per uffici, tra le quali spicca la torre del World Trade Center. Le vecchie case di una delle zone più popolari di Sampierdarena sono state demolite a metà degli anni ottanta per lasciare spazio ai grattacieli del centro direzionale, che riprende il nome del vicino colle che divideva Sampierdarena da Genova, sbancato negli anni trenta del Novecento per favorire l'espansione della città verso ponente.
Il centro direzionale, di cui sono ancora in costruzione (2015) gli edifici dell'ultimo comparto, oltre al grattacielo del World Trade Center comprende varie torri denominate "Torre Shipping", "Torre Francia", "Torri Piane", "I Gemelli" e quella indicata come "Comparto 2", in fase di ultimazione.
La torre WTC, il quarto edificio più alto di Genova con i suoi 102 m su 24 piani fuori terra, con struttura in vetro-cemento e alluminio, è stata completata nel 1992. Un edificio a piastra collega alla base questa torre con la "Torre Shipping" (85 m); gli altri edifici, di altezza compresa tra 70 e 80 m, sono stati completati entro il 2004.

#### Fiumara
Il centro servizi della Fiumara sorge a ponente del quartiere, su un'area di 168000 m² alla foce del torrente Polcevera, un tempo occupata dallo stabilimento Ansaldo. Il termine Fiumara deriva dal ligure sciûmmea con cui si indicava un tempo la zona alla foce del torrente.

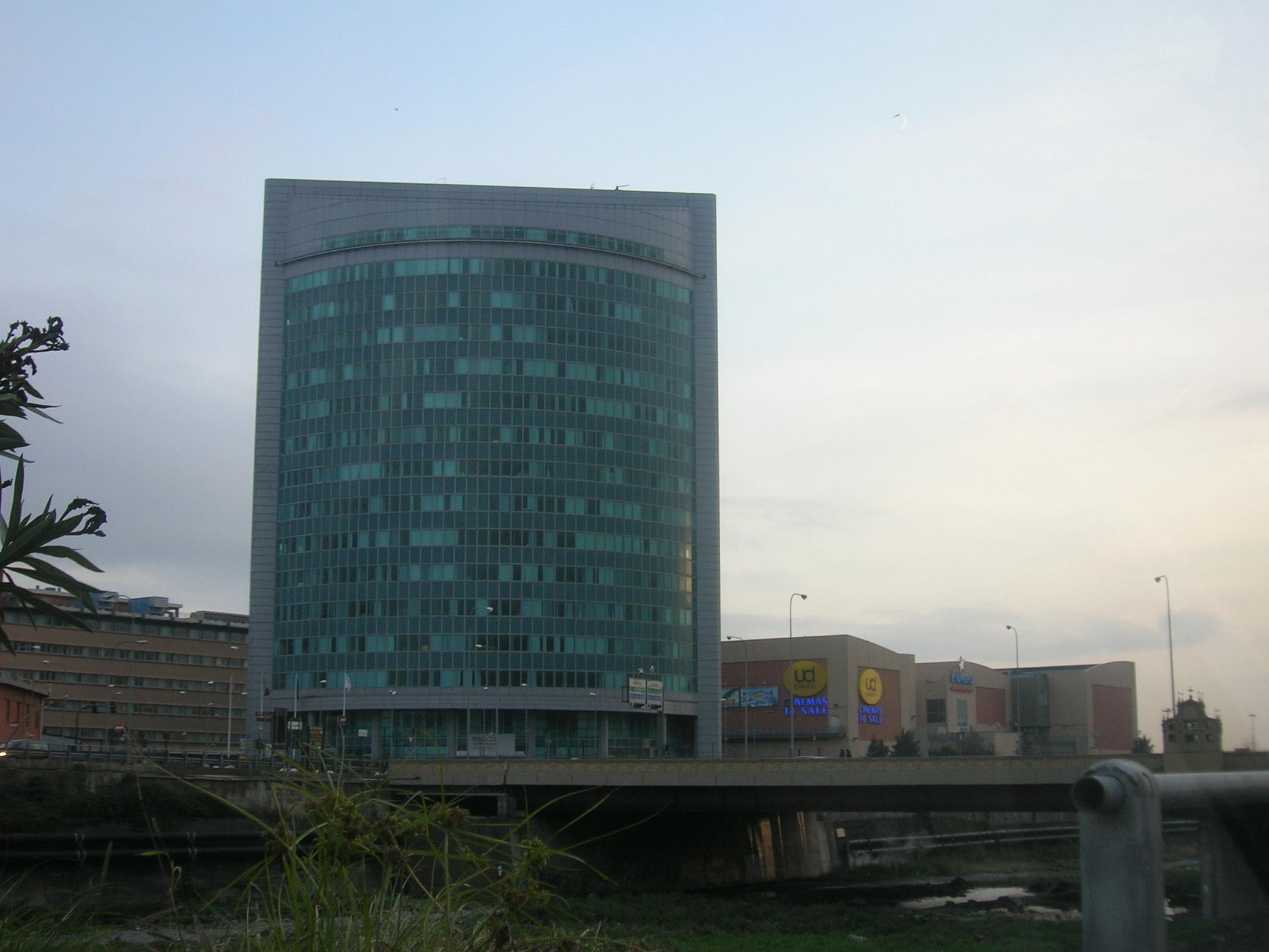
La torre direzionale della Fiumara, già nota come "Torre Marconi"

Il complesso, inaugurato dopo quattro anni di lavori il 10 marzo 2002, comprende:
- Centro commerciale con oltre 100 esercizi, che occupa il sito dove sorgevano i capannoni ottocenteschi nei quali venivano assemblate le locomotive prodotte dall'Ansaldo. Gli edifici del centro commerciale sono stati costruiti ex novo ricalcando la struttura originaria dei vecchi capannoni industriali demoliti.[5] Inizialmente era previsto il riutilizzo dei capannoni originari opportunamente ristrutturati, ma a lavori iniziati, non senza polemiche, fu deciso di demolirli perché ritenuti non idonei per motivi di sicurezza.[77] Il centro commerciale, articolato in due settori, si sviluppa su due livelli attorno a una galleria vetrata che costituisce una strada pubblica pedonale sulla quale si affacciano gli esercizi commerciali. Il centro è servito da un parcheggio interrato e da uno multipiano.[30]
- Palasport, con una capienza massima di 8 000 spettatori, è stato realizzato riutilizzando le strutture in acciaio del grande capannone dell'Ansaldo in cui venivano assemblate le turbine. Oltre che per eventi sportivi è utilizzato anche per concerti musicali e fiere del fumetto.[30]
- Cinema multisala e centro divertimenti. L'edificio comprende quattordici sale cinematografiche in grado di accogliere complessivamente oltre 3 000 spettatori e un centro divertimenti, con ristoranti, bar e sale giochi.[30]
- Tre edifici residenziali di 19 piani ciascuno, denominati "Torre Mare", "Torre Sole" e "Torre Luna".[30]
- Una torre direzionale di 14 piani situata all'estremità di ponente dell'area[30], nei pressi del ponte di Cornigliano. Dopo l'iniziale occupazione da parte di Selex il complesso venne abbandonato e posto in vendita senza però riuscire a trovare acquirenti. Attualmente (2023) è occupata dagli uffici di Leonardo, Gruppo Finmeccanica.[78] La Torre, inizialmente designata come "Torre Ansaldo"[79], nel tempo ha cambiato diverse denominazioni.
- Un parco pubblico urbano denominato "Giardini Ansaldo Meccanico", ideato come elemento di interconnessione fra i vari settori del complesso, disegnato dall'architetto Marco Pozzoli[30]

Alcune delle strutture preesistenti sono state invece restaurate e recuperate attraverso una integrazione che ha inteso salvaguardare parte della storia di quest'area, realizzando così un recupero funzionale dell'archeologia industriale del precedente insediamento. Tra questi il cosiddetto "Palazzaccio", che dopo la ristrutturazione è tornato a ospitare una società del gruppo Ansaldo, Ansaldo STS, che opera nel settore dei sistemi di segnalamento ferroviario, l'edificio detto "Fiumarone" (ex proiettificio Ansaldo) ristrutturato conservando la facciata ottocentesca e la struttura portante interna formata da colonne in ghisa, che ospita uffici di aziende private ed enti pubblici (Agenzia delle entrate). In altri edifici del complesso Ansaldo, adiacenti al "Fiumarone", anch'essi ristrutturati rispettando le caratteristiche architettoniche originarie, hanno sede tra gli altri la locale ASL e gli uffici dell'ARPAL.

#### Teatro Gustavo Modena

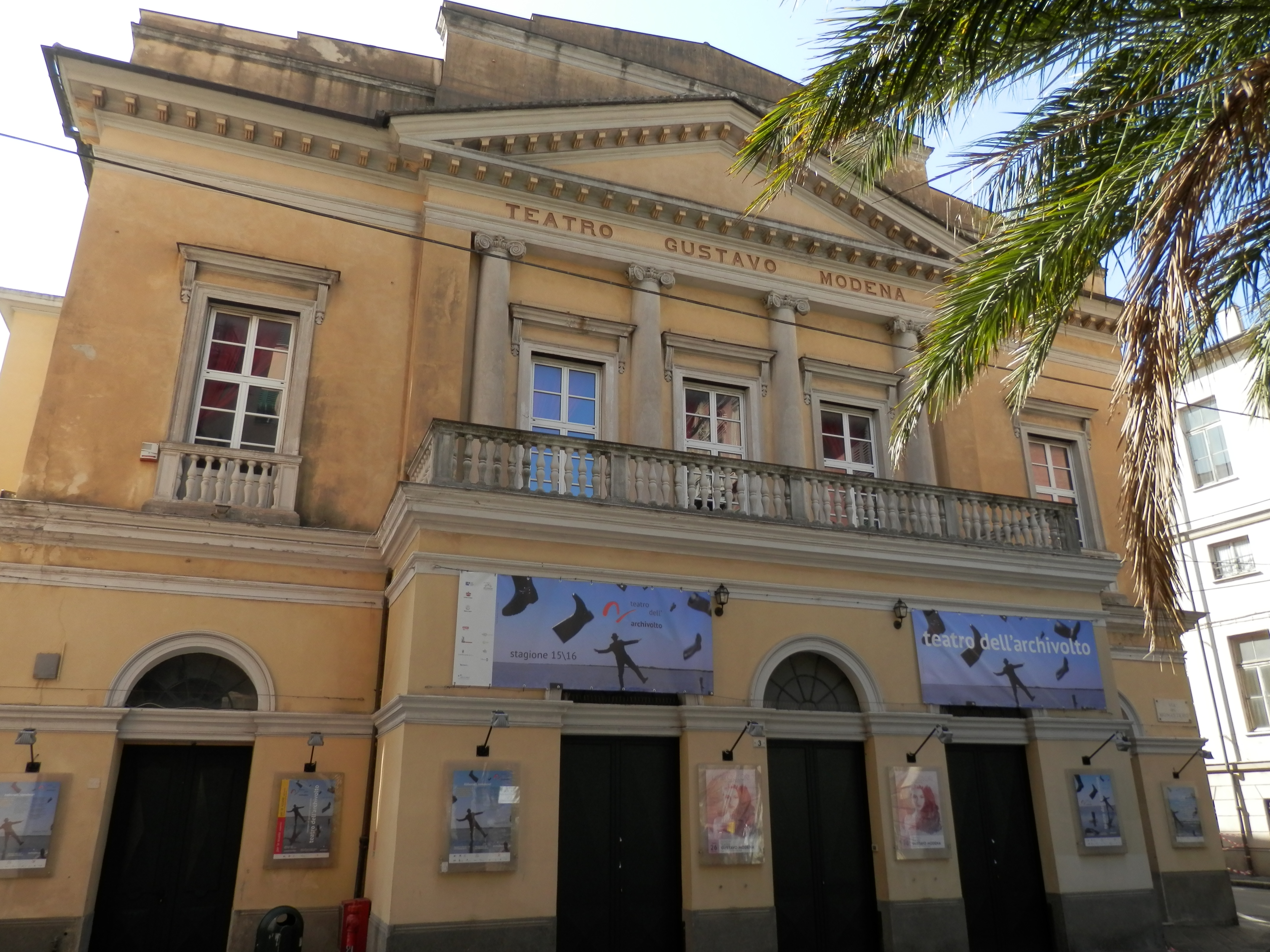
Il teatro Gustavo Modena

Il teatro, intitolato al patriota e attore teatrale Gustavo Modena, si affaccia sulla piccola piazza omonima, tra via Buranello e piazza Vittorio Veneto. Fu costruito nel 1856, grazie al finanziamento degli imprenditori sampierdarenesi, su disegno del giovane architetto Nicolò Bruno. Inaugurato il 19 settembre 1857 visse un periodo di grande splendore per tutto l'Ottocento e i primi anni del Novecento. Restaurato tra il 1920 e il 1922, dal 1936 fu utilizzato prevalentemente come sala cinematografica, ma fu chiuso nel 1983. Tra il 1996 e il 1997 vennero realizzati i lavori per la messa in sicurezza e il consolidamento della struttura. Nuovamente inaugurato il 31 ottobre 1997 con lo spettacolo Snaporaz Fellini di Giorgio Gallione, da quella data è sede della compagnia del Teatro dell'Archivolto.
Tipico teatro all'italiana ottocentesco, ha la facciata, in stile neoclassico con cinque porte ad arco, di cui le tre centrali unite da un avancorpo con terrazzo, aggiunto nel restauro del 1920; il terrazzo è sormontato da un timpano triangolare sostenuto da semi-colonne ioniche. All'interno la grande sala a ferro di cavallo è circondata da tre ordini di palchi oltre al loggione e può contenere complessivamente 498 spettatori.

#### Centro civico

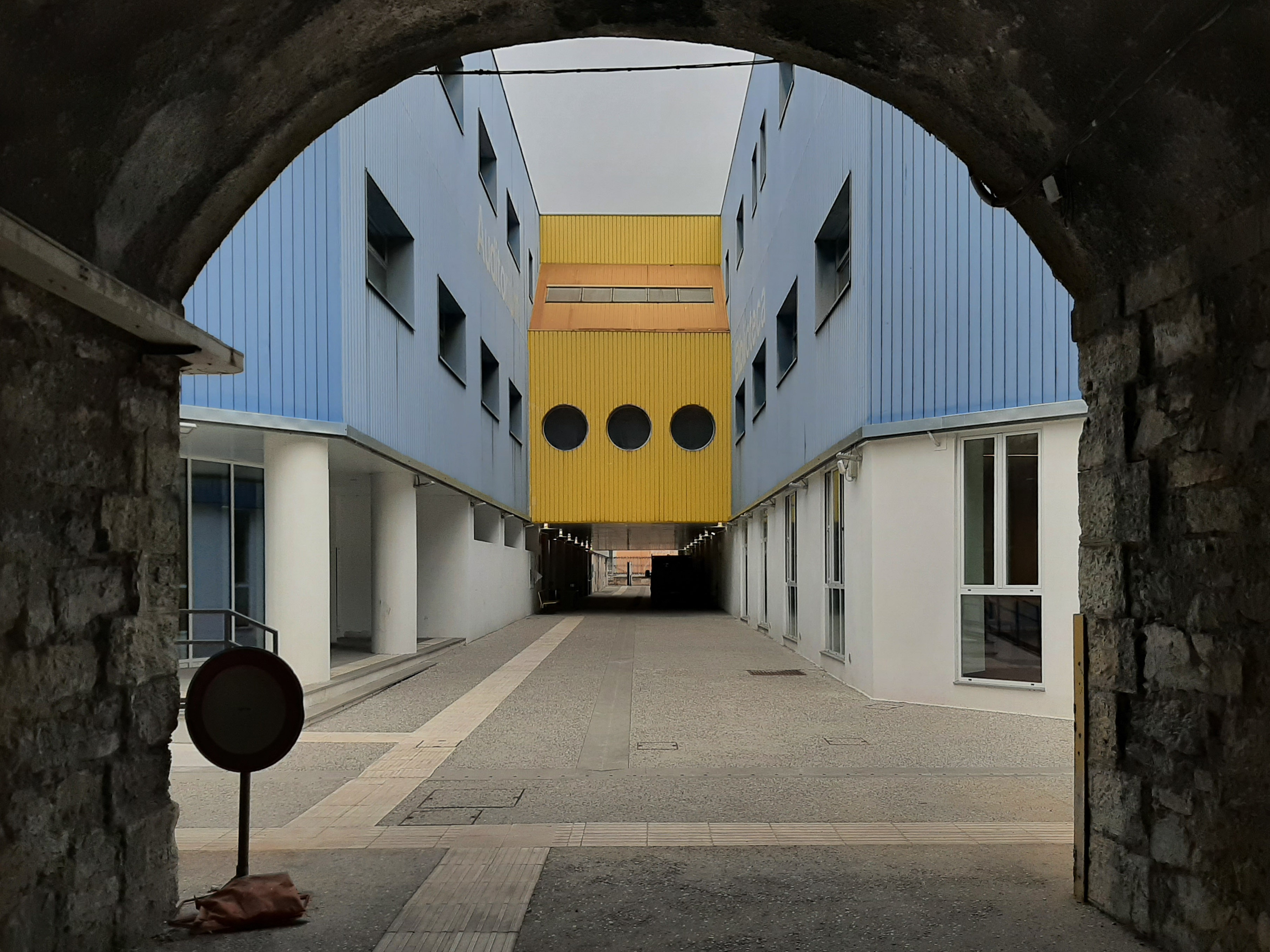
Il centro civico Buranello

Il grande complesso (via N. Daste 8), pensato come spazio pubblico aperto a tutti i cittadini, ma in particolare a circoli e associazioni, fu eretto negli anni ottanta sull'area dell'ex stabilimento Nasturzio, del quale riutilizza parzialmente anche alcune strutture.
L'edificio, intitolato a Giacomo Buranello, fu costruito su progetto dell'ing. Guido Veneziani e inaugurato il 19 maggio 1984 dal sindaco di Genova Fulvio Cerofolini. La grande struttura contrasta nettamente, per le dimensioni e soprattutto per il marcato colore blu e giallo dei prospetti, con le adiacenti ville storiche, la "Semplicità", alla quale è quasi addossato, e la villa Doria delle Franzoniane. Attorno a una struttura centrale di forma cubica si sviluppano tre corpi di fabbrica che ospitano auditorium, biblioteca e scuola; del tutto privo di barriere architettoniche, si sviluppa per oltre 4000 m² su tre piani e contiene un auditorium da 240 posti, due sale per conferenze, uno spazio espositivo, la civica biblioteca Gallino, una succursale della scuola media Barabino e due palestre. Il complesso, che ospita mostre fotografiche e di pittura, conferenze e concerti, è gestito da un comitato che comprende il comune di Genova e le locali associazioni politico-sociali.

#### Altri edifici civili
- Torre Cantore. Costruita negli anni sessanta del Novecento su parte dell'area dell'ex oleificio Moro e terminata nel 1968, è alta 92 m. È formata dalla torre vera e propria, con 22 piani di abitazioni e da un corpo di fabbrica di sette piani, a essa collegato, adibito a uffici. È il sesto più alto edificio di Genova.[13][87][88]
- Torre Sampierdarena. Costruita anch'essa negli anni sessanta del Novecento su un terreno in forte pendenza, è comunemente chiamata "il grattacielo di via G.B. Monti". Adibita ad abitazioni, fu terminata nel 1962; è alta 90 m e ha 22 piani dal lato a valle (18 rispetto all'ingresso a monte). È il settimo più alto edificio di Genova.[89][90]
- Palazzo dei Pagliacci. Il cosiddetto Palazzo dei Pagliacci (corso L.A. Martinetti, 55), costruito all'inizio del Novecento, si distingue dagli altri caseggiati della via per la sua facciata in stile modernista. Il nome che gli fu attribuito popolarmente faceva riferimento alla figura di un clown, dipinta in origine sulla facciata e oggi scomparsa. Lo stile appare fortemente ispirato al secessionismo viennese, ma non se ne conosce il progettista. Negli anni sessanta rischiò la demolizione per lasciare spazio a un autosilo, ma per iniziativa di enti pubblici e privati venne sottoposto a vincolo, quale espressione di uno stile e di una cultura che aveva caratterizzato uno specifico periodo storico: costituisce infatti l'unica testimonianza a Genova della transizione dal liberty floreale a quello geometricamente lineare. Rimasto comunque abbandonato per anni, venne ristrutturato nel 1997.[13][91][92][93]
- Tôre di ballin. Un'interessante testimonianza del passato industriale è quanto resta della cosiddetta "tôre di ballin" (torre dei pallini). Costruita verso la fine dell'Ottocento, faceva parte dello stabilimento dei fratelli Sasso, specializzato nella produzione di pallini e pallettoni da caccia, che si trovava nell'attuale via P. Reti. L'alta torre, ben visibile in fotografie d'epoca, era utilizzata nel processo di fabbricazione dei pallini. Il piombo fuso attraverso un setaccio veniva fatto cadere dall'alto in una vasca piena d'acqua: le gocce di metallo al contatto con l'acqua solidificavano formando i pallini. Negli anni ottanta, esaurita la funzione per la quale era stata costruita, venne drasticamente ridimensionata in altezza.[4][5][94][95]

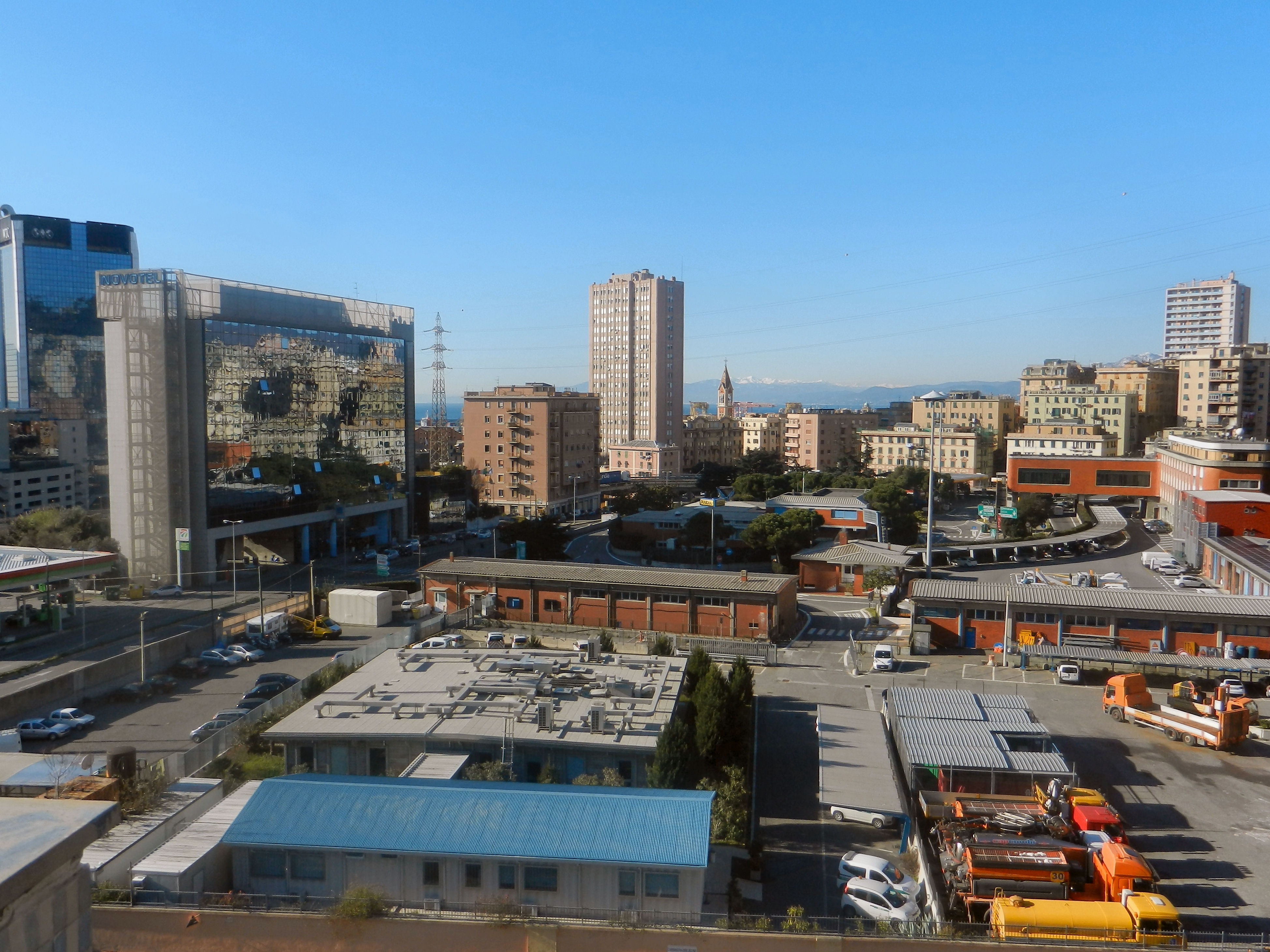
La Torre Cantore, al centro dell'immagine
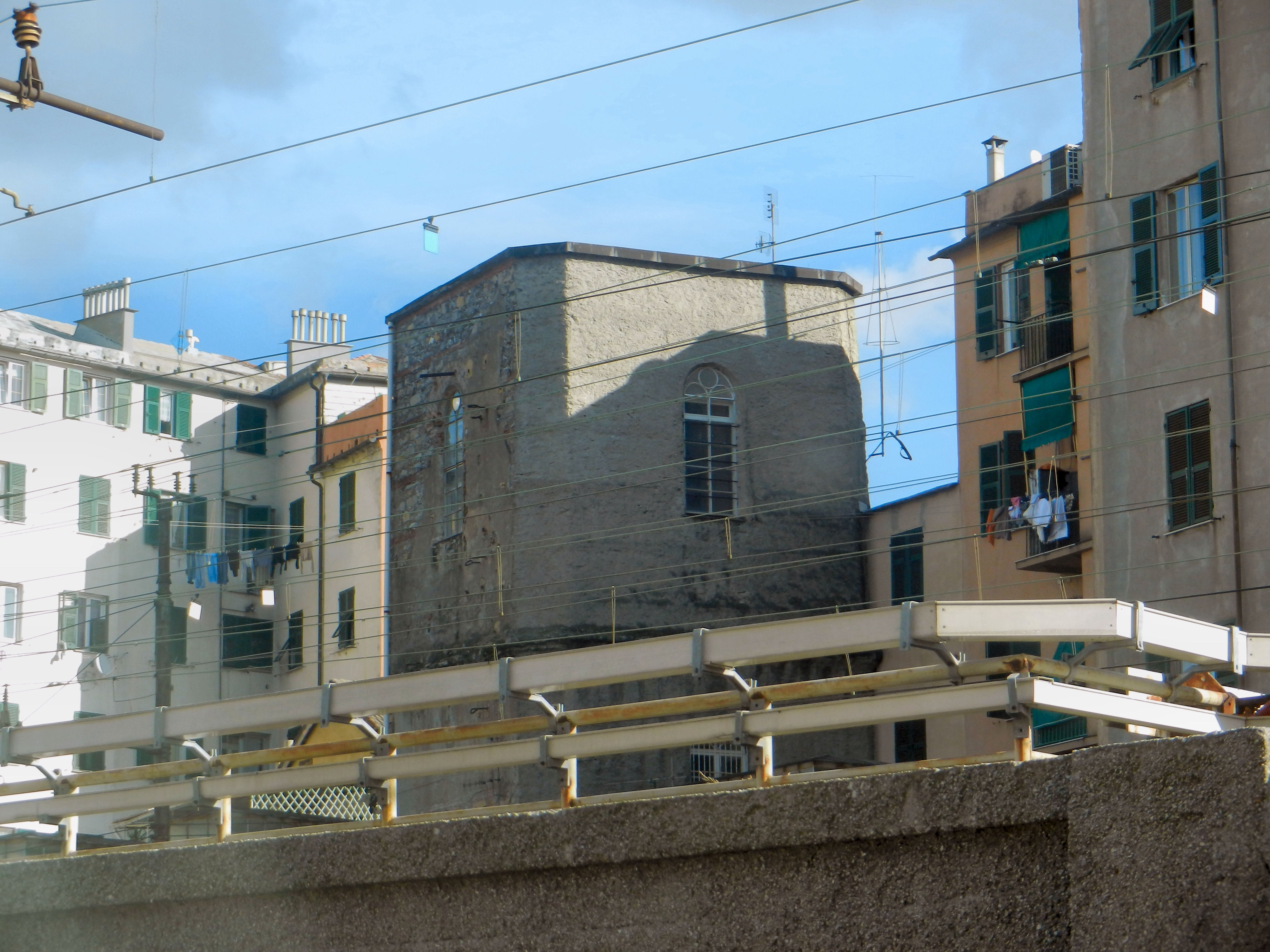
La base della torre "dei ballin"

### Architetture religiose
L'insediamento di istituzioni monastiche aveva contribuito nel Medioevo allo sviluppo urbanistico di Sampierdarena, ma nel corso dei secoli ragioni storiche portarono all'abbandono di molti di questi insediamenti, alcuni dei quali esistono tuttora come parrocchie, officiate da sacerdoti diocesani, altri sono del tutto scomparsi e ne resta solo la memoria storica.
Tra questi ultimi il convento di San Giovanni di Borbonoso, fondato nel 1198 dai Mortariensi, chiuso già nel XVI secolo, divenuto giuspatronato dei Grimaldi e definitivamente scomparso nel XVIII secolo, il seicentesco convento del Santissimo Crocifisso, chiuso nel 1798 e demolito nel 1815 per costruire il Forte Crocetta e il duecentesco monastero delle monache benedettine di Santa Maria del Santo Sepolcro, sui cui resti venne costruita nel 1587 la villa Centurione, detta appunto "del Monastero", che conserva al suo interno il chiostro medioevale.
- Chiesa di San Martino alla Palmetta . Il più importante tra gli edifici di culto scomparsi era la pieve di San Martino, nella zona del Campasso, di cui si ha notizia dall'XI secolo, nel 1799 venne chiusa perché ormai cadente e il titolo parrocchiale fu trasferito a Santa Maria della Cella; quanto ne restava fu utilizzato per tutto l'Ottocento come stalla e ricovero di carri e infine i ruderi rimasti vennero demoliti per costruirvi dei caseggiati. La chiesa sorgeva nei pressi dell'attuale piazza Masnata, all'angolo fra via C. Rolando e via A. Caveri, aveva tre navate e nove altari; le opere d'arte che vi si trovavano sono oggi conservate in Santa Maria della Cella. Accanto alla chiesa sorgeva l'oratorio di San Martino, che ancora nell'Ottocento era aperto al culto come succursale di Santa Maria della Cella e fu distrutto da un bombardamento aereo durante la seconda guerra mondiale.[2][96]

#### Chiese cattoliche parrocchiali
Il vicariato di Sampiedarena dell'arcidiocesi di Genova comprende nove chiese parrocchiali: quelle antiche di S. Maria della Cella, Belvedere e Promontorio, quelle di S. Gaetano e S. Bartolomeo del Fossato, ricostruite dopo le distruzioni belliche e le quattro costruite nel corso dell'ultimo secolo, come conseguenza dell'urbanizzazione del quartiere.

##### Chiesa di Santa Maria della Cella

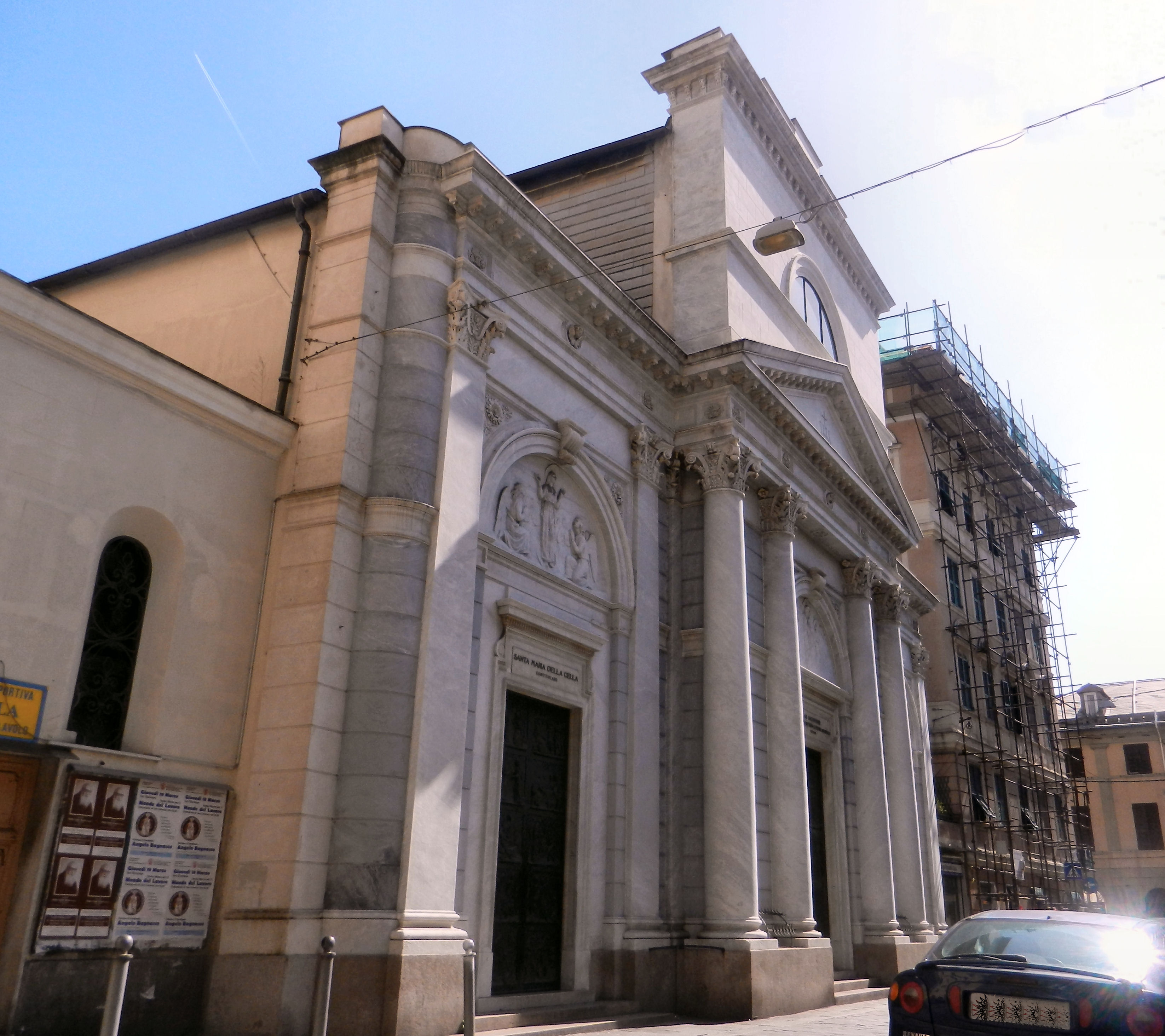
Chiesa di Santa Maria della Cella

La chiesa di Santa Maria della Cella, situata in via Giacomo Giovanetti, è sede della parrocchia di "Santa Maria della Cella e San Martino" e del vicariato di Sampierdarena dell'arcidiocesi di Genova. Venne eretta all'inizio del XIII secolo dalla famiglia Doria accanto all'antica chiesetta di S. Agostino. Nel XV secolo i Doria ricostruirono la chiesa e l'affidarono agli agostiniani, che vi rimasero fino al 1797. Nel Seicento venne innalzata la cupola e trasformato l'interno in stile barocco, nell'Ottocento fu rifatta la facciata in stile neoclassico e ricostruito il campanile.
Nel 1799, allontanati gli agostiniani dal governo napoleonico, divenne parrocchiale in luogo della pieve di San Martino, chiusa in quello stesso periodo per il precario stato di manutenzione.
La chiesa, che presenta l'aspetto barocco della ristrutturazione seicentesca, è divisa in tre navate, separate da massicci pilastri. Numerose le opere d'arte che vi sono conservate: affreschi e dipinti di Nicolò Barabino, Giovanni Battista Carlone, Bernardo Castello, Domenico Fiasella, Giovanni Benedetto Castiglione ed altri celebri artisti genovesi del XVI e XVII secolo.
L'altare maggiore, settecentesco, di Pasquale Bocciardo, è sormontato da una grande statua marmorea dell'Assunta, dello stesso scultore. Nelle pareti del presbiterio si trovano cinque sepolcri di esponenti della famiglia Doria, opere di Taddeo Carlone e della sua bottega.

##### Chiesetta di Sant'Agostino
Il bombardamento aereo del 9 giugno 1944, causando la distruzione del chiostro del convento portò definitivamente alla luce l'antica chiesetta di Sant'Agostino. Il bombardamento lasciò quasi intatto l'antico edificio, che viene fatto risalire all'XI secolo, non si tratterebbe quindi di quello altomedioevale citato dalla tradizione, ma di una successiva ricostruzione; è comunque uno dei più antichi tra i luoghi di culto minori dell'area genovese. A partire dal XV secolo, inglobato in edifici di epoca successiva, divenne un anonimo locale seminterrato adibito a deposito e fino alla riscoperta del 1880 venne dimenticata anche la sua originaria funzione. La struttura muraria, in rozzi blocchi di pietra, di forma rettangolare con abside semicircolare e parzialmente interrata rispetto al livello del chiostro, fu recuperata nell'immediato dopoguerra.
Vennero recuperati anche alcuni affreschi, di modesta fattura, risalenti al XIII secolo, i più antichi conosciuti in Liguria, che nel 1958 furono staccati e collocati nell'ex refettorio del convento, ora adibito a museo.

##### Chiesa della Natività di Maria Santissima

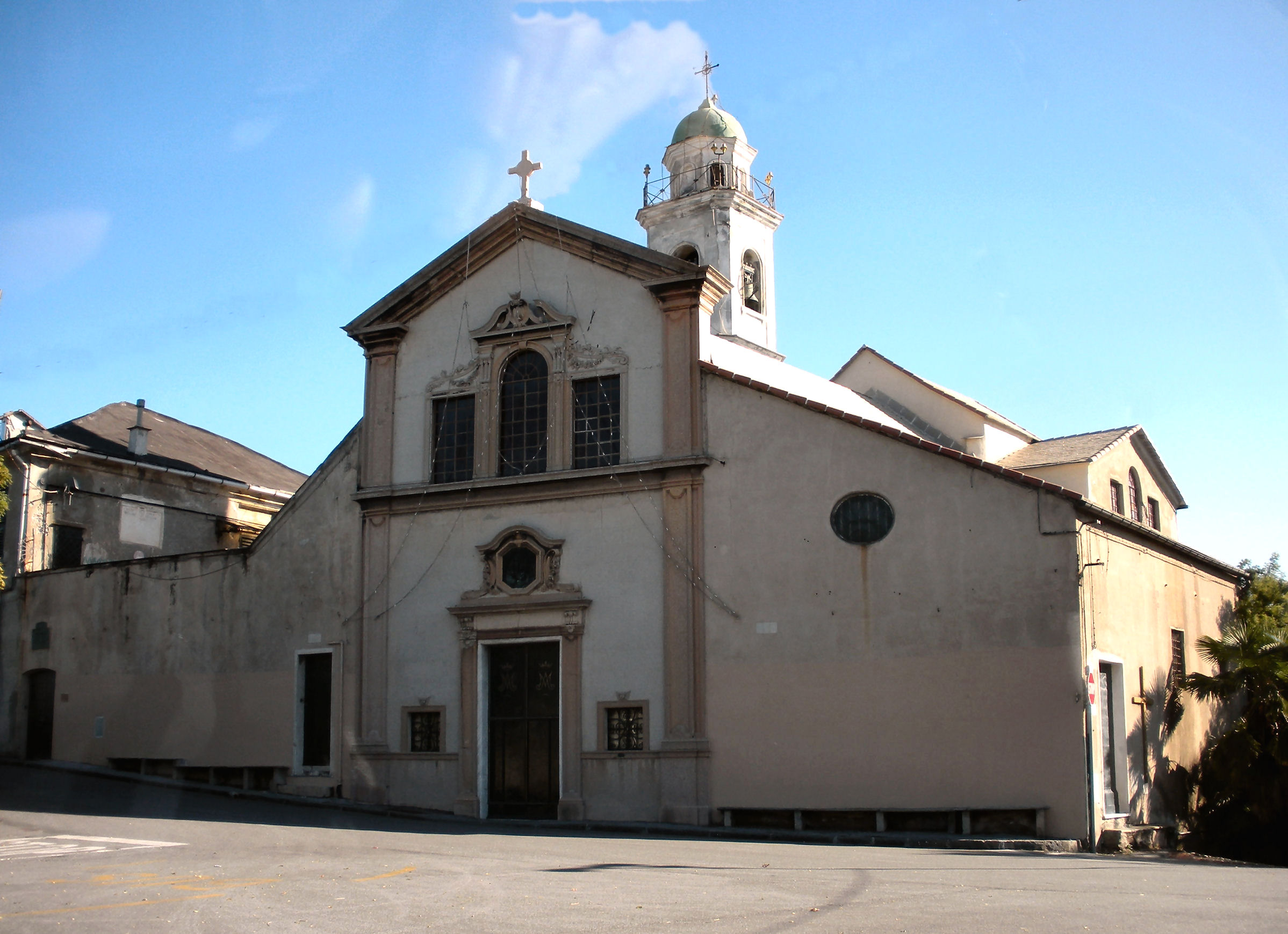
Chiesa della Natività di Maria SS.

La chiesa della Natività di Maria Santissima, conosciuta anche come "Santuario di Nostra Signora di Belvedere" sorge sulla collina di Belvedere.
Fu costruita nel XIII secolo come cappella del monastero delle monache agostiniane, alle quali nel 1351 subentrarono i frati dello stesso ordine, che vi sarebbero rimasti quasi ininterrottamente fino alla soppressione degli ordini religiosi del 1797 e che nel 1665 la fecero completamente ricostruire nelle forme attuali.
Nel 1819 la chiesa rischiò di essere demolita per costruire il forte Belvedere, ma per la ferma reazione della popolazione fu deciso di costruirlo poco distante; affidata al clero diocesano, divenne parrocchiale nel 1931. Per secoli nella festività dell'8 settembre fu meta dei fedeli che vi affluivano da tutta Genova per venerare l'antica immagine della Madonna.

##### Chiesa di San Bartolomeo del Fossato

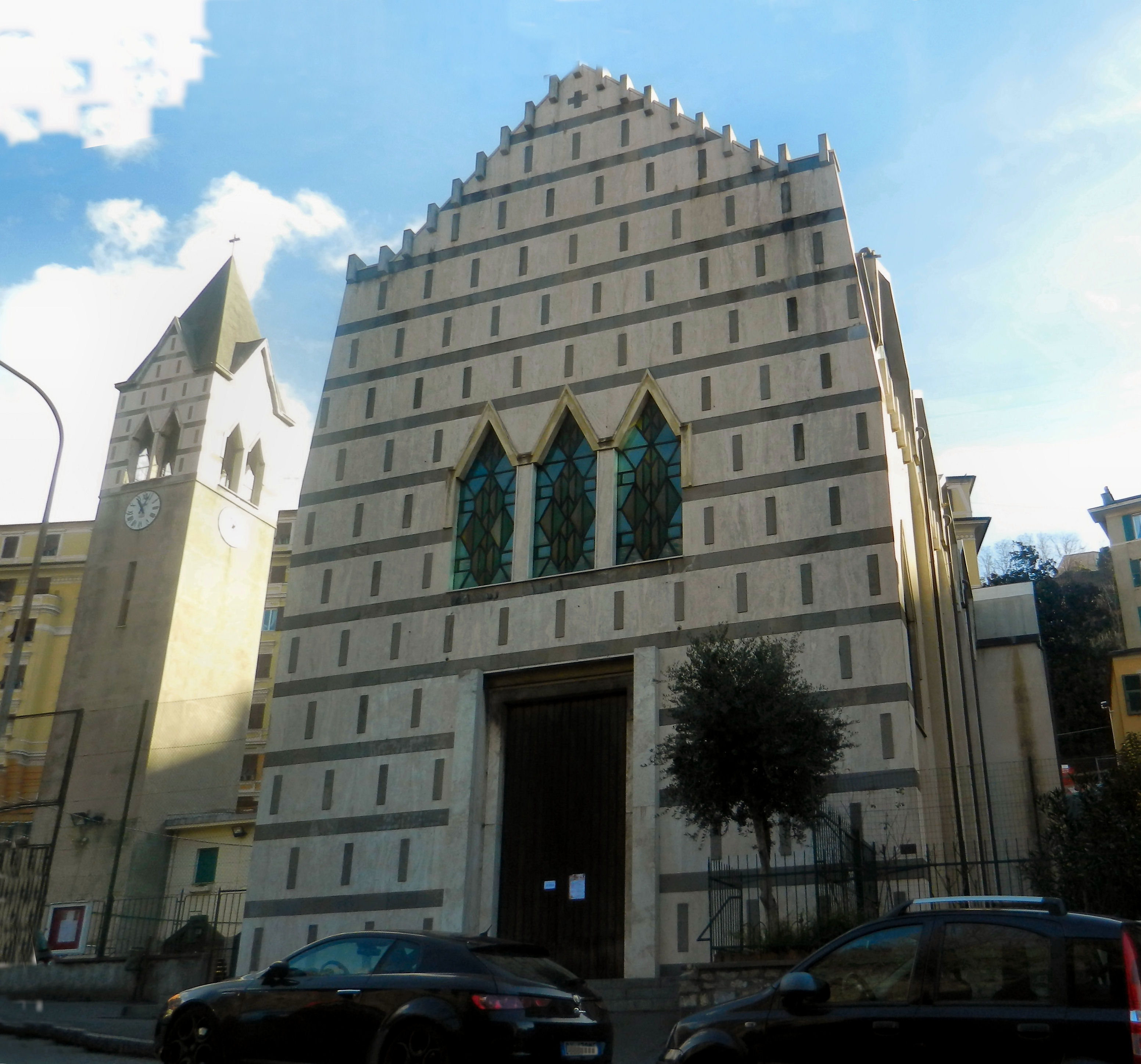
Chiesa di San Bartolomeo del Fossato

La chiesa di San Bartolomeo del Fossato sorge nella parte di levante del quartiere, ai piedi del colle di Promontorio. L'attuale edificio è stato costruito nel 1960 sui resti di un'antica abbazia, completamente distrutta da un bombardamento durante la seconda guerra mondiale. L'abbazia, con l'annesso convento, era uno dei più antichi edifici religiosi della zona, essendo stata fondata nel 1064 dai monaci vallombrosani lungo la mulattiera che saliva al borgo di Promontorio. Secondo altri, a quell'epoca qui sarebbe sorto un monastero di suore, alle quali i vallombrosani sarebbero subentrati nei primi decenni del XII secolo, ristrutturando ed ampliando la struttura.
In questo luogo allora impervio, nella valle del torrentello che avrebbe poi preso il nome del complesso monastico, giunsero da Firenze cinque monaci per dare vita ad un nuovo insediamento, grazie al contributo di alcune famiglie nobili genovesi che intendevano così contrastare la pratica della simonia: tra i vari ordini religiosi i vallombrosani si distinguevano infatti perché avversavano strenuamente il commercio delle indulgenze, assai diffuso negli ambienti ecclesiastici di quel tempo. Nel 1510 il complesso divenne commenda della famiglia Di Negro. Mons. Francesco Bossi, inviato nel 1582 come visitatore apostolico da papa Gregorio XIII, riscontrò un rallentamento delle attività religiose e un degrado delle strutture; a seguito dei suoi rilievi maturò l'idea di far tornare i frati da Vallombrosa, che poté realizzarsi solo nel 1612, ma già nel 1632, per contrasti sorti tra i frati e il commendatario, il complesso passò al clero secolare, per finire poi abbandonato nella seconda metà dell'Ottocento, quando, benché non formalmente sconsacrato, fu adibito per alcuni anni a sede di un pastificio. La chiesa, a cui fu nel 1900 dopo una lunga controversia era stato riconosciuto il titolo di abbazia, venne restaurata e riaperta al culto nel 1922, ma fu completamente rasa al suolo dal bombardamento aereo del 4 giugno 1944.
Di essa nulla rimase. Le funzioni religiose si tennero in locali provvisori fino alla costruzione del nuovo edificio, nel frattempo (1955) venne istituita la parrocchia.
La prima pietra della nuova chiesa, costruita su disegno dell'architetto Erio Panarari, fu posata il 19 marzo 1958 alla presenza del cardinale Giuseppe Siri; la chiesa ricostruita fu inaugurata il 31 maggio 1960.
L'edificio originario, in stile romanico-gotico, in pietra di Promontorio e mattoni, aveva un'unica navata ed un elegante portale gotico sormontato da una quadrifora. La nuova chiesa ha aspetto del tutto moderno ma con richiami allo stile gotico, come la facciata a bande orizzontali bianche e nere; il campanile, alto 35 metri, è simile a quello antico, e termina con una cuspide piramidale appuntita. La chiesa, in cemento armato, ha un'unica navata di grande altezza, priva di decorazioni. Sopra l'altare è collocata la copia del polittico di San Bartolomeo, opera di Barnaba da Modena (1380), il cui originale è conservato nel Museo diocesano. Dalla chiesa distrutta sono stati recuperati solo uno stemma cardinalizio e le colonnine che sostengono l'altare.

##### Chiesa di San Bartolomeo di Promontorio

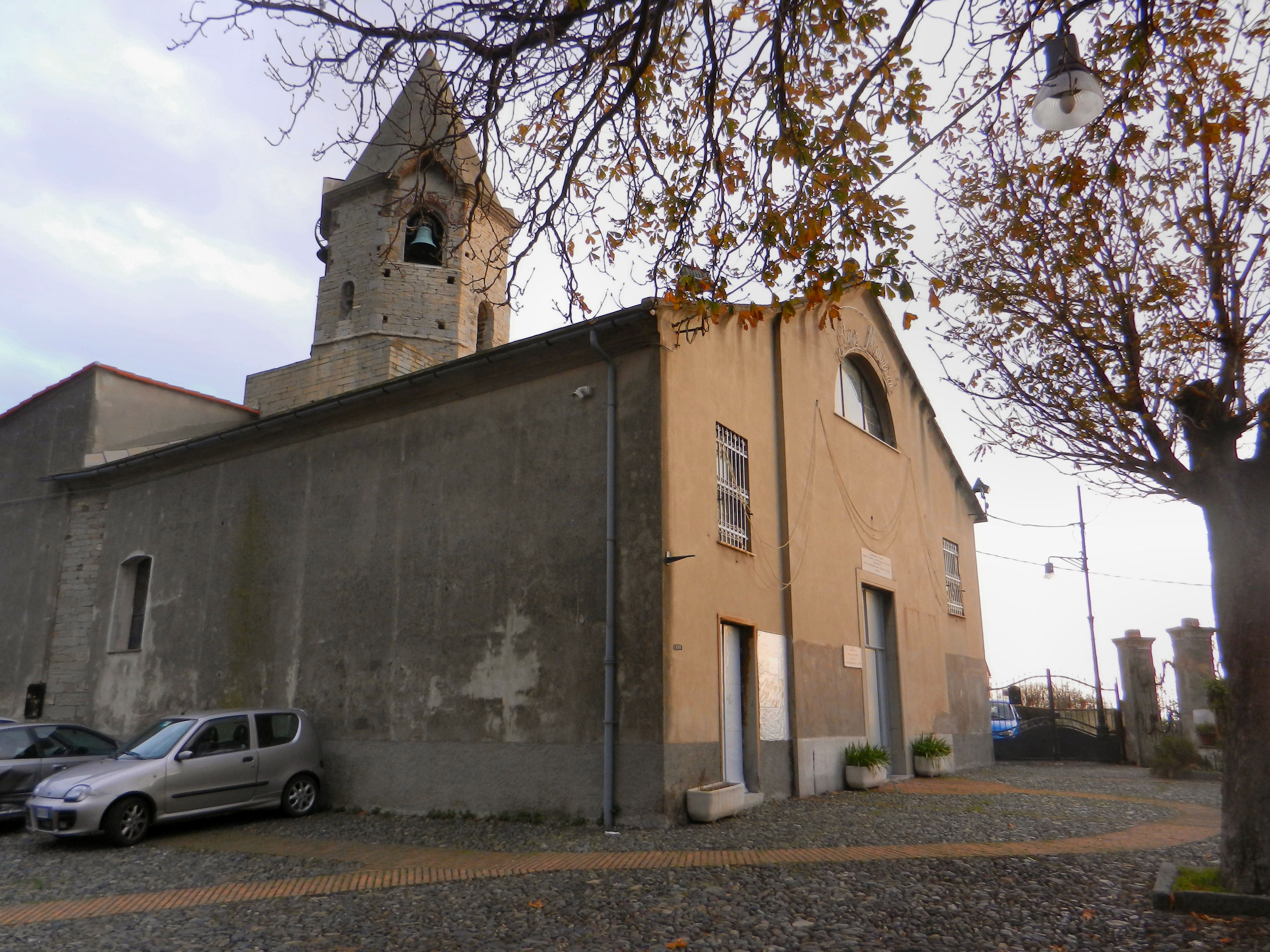
Chiesa di San Bartolomeo di Promontorio

La chiesa di S. Bartolomeo di Promontorio fu fondata dai vallombrosani come dipendenza della vicina abbazia di S. Bartolomeo del Fossato. La fondazione si fa risalire al 1090 ma è citata per la prima volta in un documento del 1138. Appartenne ai vallombrosani fino al 1632, passando poi al clero secolare.
Nel corso dei secoli fu più volte ristrutturata e trasformata. Gli interventi più importanti furono condotti tra la fine del Settecento e la prima metà dell'Ottocento quando vennero aggiunte le due navate laterali, rifatta la facciata ed ampliati presbiterio ed abside.
Caratteristica è la torre nolare, unico elemento superstite della struttura romanica originaria: di forma esagonale, è costruita in pietra di Promontorio e termina con una cuspide piramidale in mattoni.
La più significativa fra le poche le opere d'arte conservate nella chiesa è il seicentesco dipinto della Madonna della Salute, attribuito alla scuola del Sassoferrato.

##### Chiesa di San Giovanni Bosco e San Gaetano

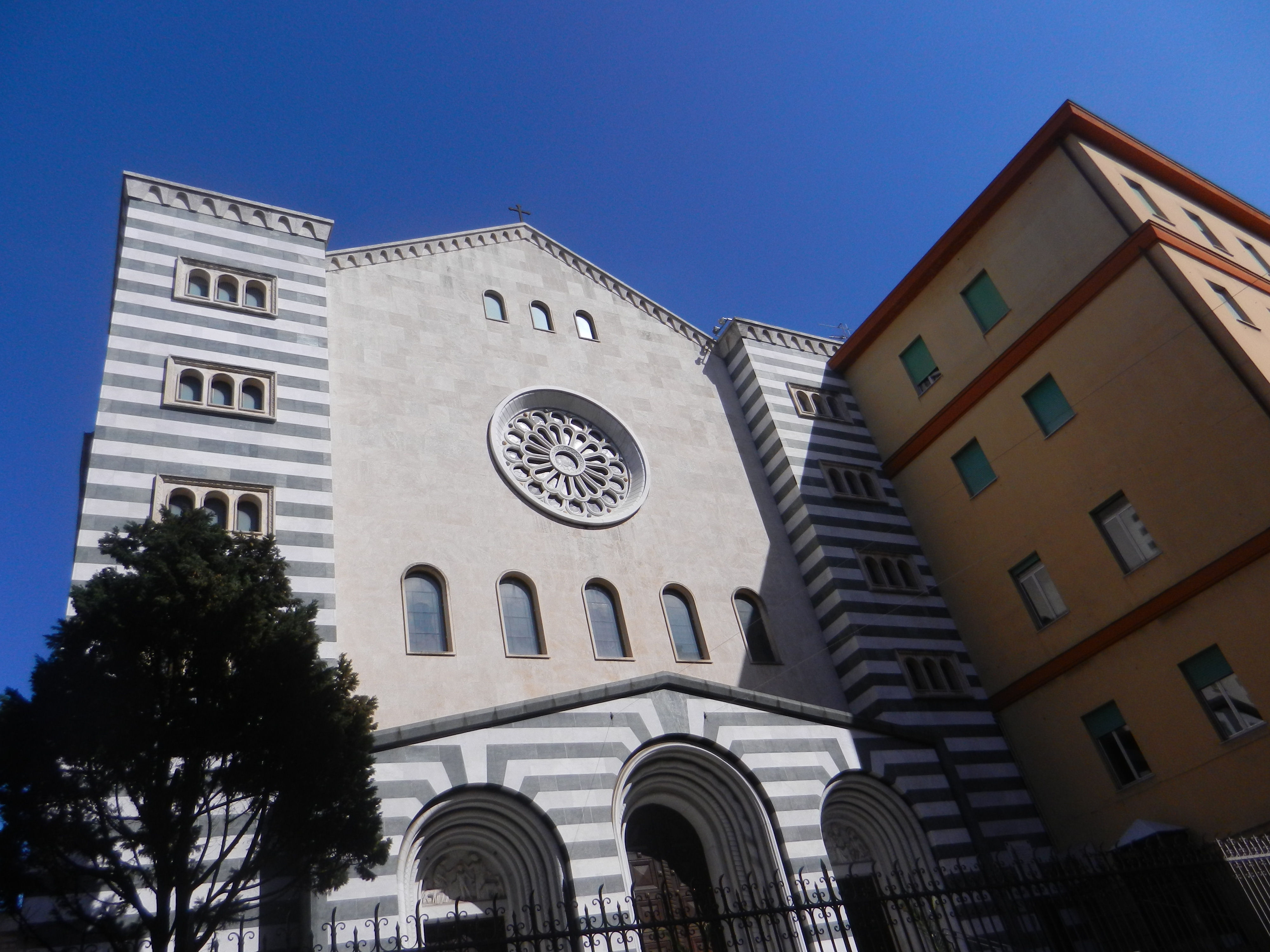
Chiesa di S. Giovanni Bosco e S. Gaetano

L'attuale chiesa intitolata a San Giovanni Bosco e San Gaetano, in via Carlo Rolando, è stata costruita negli anni cinquanta del Novecento sui resti della cinquecentesca chiesa, già dedicata alla "Decollazione di S. Giovanni Battista e S. Gaetano", completamente distrutta da un bombardamento durante la seconda guerra mondiale. Sorta nel 1597 come chiesa gentilizia di un ramo della famiglia Di Negro, era stata affidata ai teatini, che vi erano rimasti fino alla soppressione del 1797.
Dopo la soppressione, il complesso fu utilizzato come caserma, poi riaperto al culto dal 1829, ma per mancanza di mezzi versò in stato di degrado fino al 1872, quando venne acquistato da Giovanni Bosco che vi aprì il secondo istituto salesiano in Italia, dopo quello nel quartiere torinese di Valdocco. Ingrandito negli anni, l'istituto, con le sue attività sociali, ricreative, scolastiche e sportive è divenuto un importante riferimento per il quartiere.
La chiesa, eretta in parrocchia nel 1885 e restaurata a più riprese tra il 1895 e il 1929, venne completamente distrutta da un bombardamento il 30 ottobre 1943 e ricostruita tra il 1952 e il 1955, con la nuova intitolazione a "S. Giovanni Bosco e S. Gaetano". L'edificio, con la facciata ispirata allo stile gotico, ha un'unica navata, con nove cappelle. Affreschi e opere d'arte, dopo la distruzione di quelli conservati nella precedente chiesa, sono quasi tutti di artisti contemporanei, tra i quali Angelo Baghino, Enrico Manfrini, Luigi Filocamo e Trento Longaretti.

##### Chiesa di Santa Maria delle Grazie

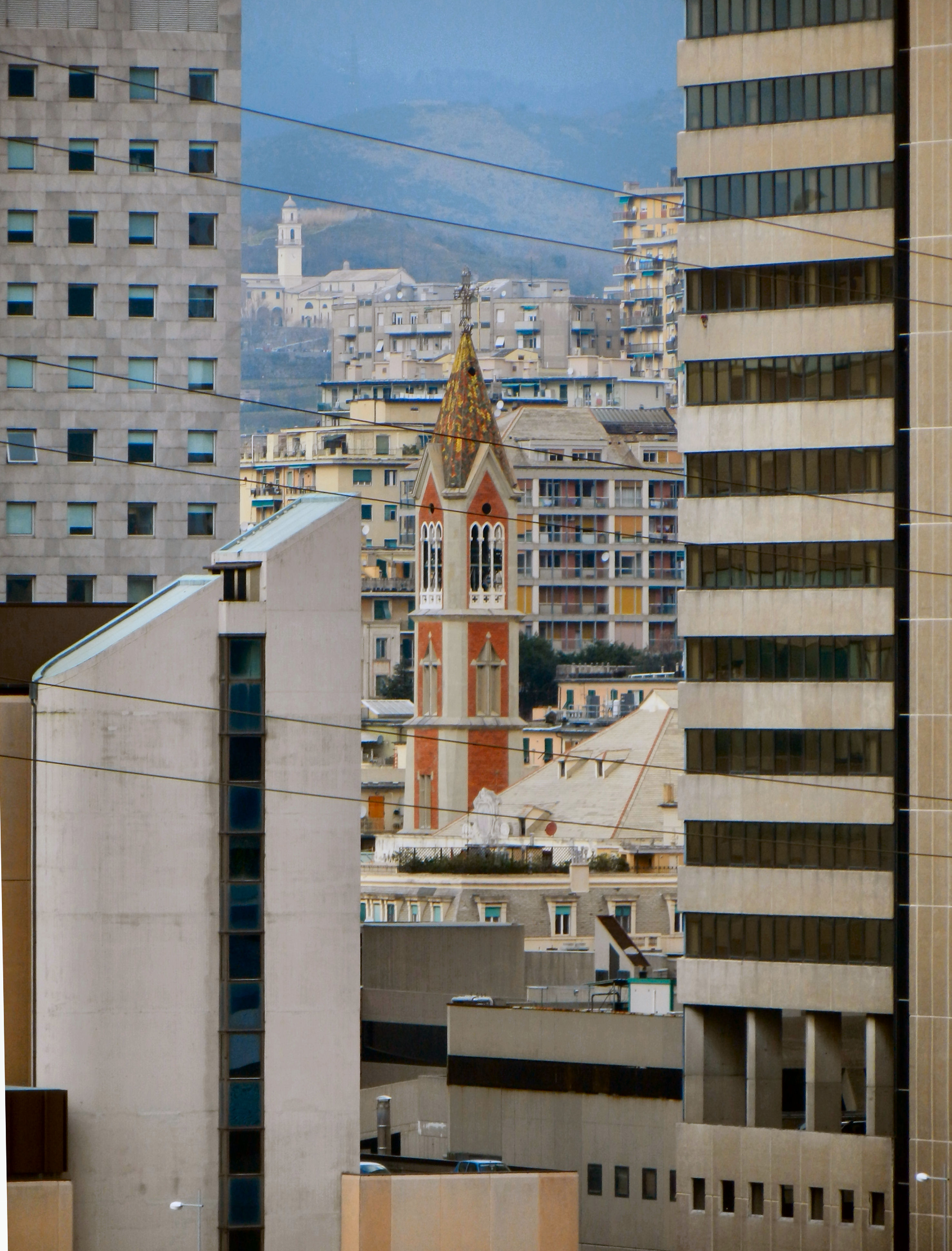
Il campanile della chiesa di S. Maria delle Grazie tra i grattacieli del complesso di San Benigno

La chiesa sorse in via Dottesio, accanto alla villa Spinola di San Pietro, nella prima metà del Novecento, come parrocchiale del quartiere della Coscia. Fortemente voluta dagli abitanti, andava a sostituire un precedente edificio sacro che sorgeva in via De Marini, che aveva a sua volta sostituito nel 1849 una cappella risalente alla fine del XIII secolo, espropriata per la costruzione della linea ferroviaria.
Il primo edificio, intitolato a Maria Santissima, era stato costruito da Guglielmo Cybo come cappella gentilizia della propria villa di Sampierdarena, ma ammessa alla frequentazione degli abitanti. Nel 1585 fu restaurata da Alberico Cybo, principe di Massa, come attestato da un'epigrafe conservata nell'attuale chiesa. Intorno alla metà del Seicento, dopo che per pochi anni vi si erano succeduti prima i Barnabiti e poi i Minimi di S. Francesco di Paola, passò al clero secolare. Nel 1849, per la costruzione della linea ferroviaria, che vi passava proprio accanto, venne espropriata e trasformata in un casello ferroviario, dove nel 1860 sarebbe nato il generale Antonio Cantore.
Con i proventi dell'esproprio venne costruita un'altra chiesa poco distante, in via De Marini, anch'essa però di modeste dimensioni. Eretta su disegno di Angelo Scaniglia, venne intitolata alla "Madonna delle Grazie", da un dipinto molto venerato dalla popolazione che era conservato fin dalla prima metà dell'Ottocento nella precedente cappella. Questa chiesetta fu eretta in parrocchia il 25 giugno 1884 dall'arcivescovo Salvatore Magnasco, nonostante la manifesta contrarietà della giunta municipale del tempo, per la maggior parte composta da anticlericali. Con l'occasione la volta venne decorata con un affresco di Luigi Gainotti raffigurante l'Adorazione dei Magi. Successivi ampliamenti finirono per snaturare la struttura originale dell'edificio. Nel 1892 la chiesetta subì gravi danni per lo straripamento del torrente san Bartolomeo, che vi scorreva accanto.
Per la forte crescita della popolazione emerse la necessità di disporre di un tempio più grande; nel 1920, in occasione dell'ingresso del nuovo parroco Giovanni Bono Schiappacasse, gli abitanti vollero offrirgli una piccola somma, quale primo simbolico contributo per l'edificazione di una nuova chiesa. La proposta fu approvata dall'arcivescovo Boggiani, la costruzione sarebbe stata finanziata con i contributi di privati e con la vendita della vecchia chiesa; venne elaborato un primo progetto dall'architetto Piero Barbieri, che prevedeva la facciata in stile neogotico e due campanili e fu acquistato un terreno nei pressi della villa Spinola di San Pietro, dove già esisteva una modesta cappella dedicata a santa Maria della Vista. Dopo varie vicissitudini dovute a problemi finanziari e burocratici il 27 giugno 1926 fu posta la prima pietra del nuovo edificio alla presenza dell'arcivescovo Minoretti; i lavori procedettero a fasi alterne: tra sospensioni e riprese si giunse all'inaugurazione il 24 marzo 1929, anche se l'edificio non era del tutto completato. Il progetto era stato nel frattempo modificato, optando per lo stile romanico-gotico ed un solo campanile, completato col finanziamento di un privato solo nel 1935. Durante la seconda guerra mondiale la chiesa subì danni al tetto; nel dopoguerra vennero completati gli interni (pavimentazione in marmo e altare maggiore), nel 1967 fu restaurato il campanile, rivestito in pietra e mattoni in cotto, mentre la cuspide ebbe il caratteristico rivestimento in piastrelle di ceramica policroma. Il 19 aprile 1980 la chiesa venne consacrata dal cardinale Giuseppe Siri.
La vecchia chiesa di via De Marini, sconsacrata, che era stata inglobata nel perimetro dell'oleificio Costa ed adibita a magazzino, nel 1985 venne demolita come molti altri edifici nella zona della Coscia, per far posto al complesso direzionale di San Benigno.
La facciata, tripartita da due lesene, con al centro un grande rosone, è ornata in alto al centro da un loggiato formato da una serie di sottili colonnine, ai lati da un coronamento di archetti pensili. Per una breve gradinata si accede ai tre portali d'ingresso, uno grande al centro e due più piccoli laterali; ai lati del rosone due bifore danno luce alle navate laterali. L'interno ha tre navate, separate da sei grandi arcate. Quattro sono le cappelle laterali; nel coro è collocato un grande polittico marmoreo che incornicia il quadro, di autore ignoto, raffigurante la Madonna delle Grazie. Il campanile è alto 54 m, ha le facciate decorate da bifore e trifore e culmina con la cuspide piramidale sormontata da una grande croce, alta quattro metri, che ha sostituito la statua della Madonna prevista dal progetto iniziale, ma mai realizzata.

##### Chiesa di Nostra Signora del SS. Sacramento

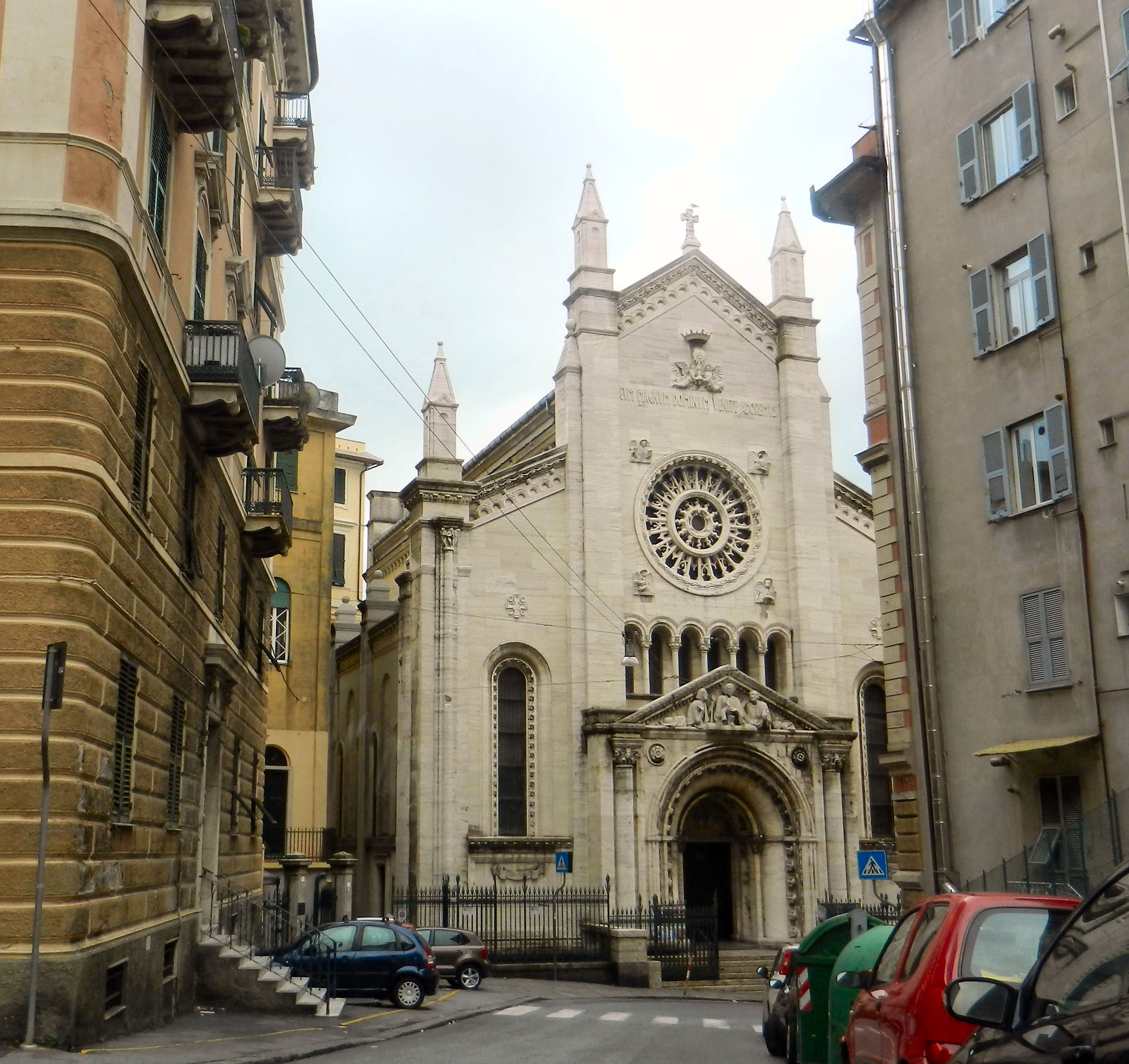
La chiesa di N.S. del SS. Sacramento

La chiesa di Nostra Signora del SS. Sacramento, in via G.B. Monti, fu costruita negli anni trenta del Novecento, in stile gotico lombardo, su disegno dell'architetto milanese Adolfo Zacchi (1877-1968).
La chiesa fu edificata su parte del giardino della villa Doria De Mari (Istituto "Don Daste"), per volontà del canonico Paolo Fossati, fondatore degli Oblati del Santissimo Sacramento, piccola congregazione sacerdotale che ha tra le sue prerogative la dedizione all'adorazione eucaristica. La prima pietra fu posta dal cardinale Minoretti l'11 maggio 1930 e la chiesa ultimata venne consacrata dallo stesso il 16 giugno 1936; nel 1961 il cardinale Siri la eresse in parrocchia. Durante la seconda guerra mondiale i bombardamenti aerei causarono danni alle vetrate e alle decorazioni della facciata.
In una cappella, alla quale si accede da un cancello accanto alla chiesa, numerosi volontari si alternano giorno e notte in preghiera ininterrotta.
La facciata, tripartita da due lesene, è interamente rivestita in travertino di Rapolano. Nella lunetta del portale, un mosaico raffigurante la Madonna in adorazione, realizzato su disegno di Angelo Vernazza; nel timpano al di sopra del portale, altorilievo con le figure di Cristo tra i due apostoli evangelisti. Completano la decorazione della facciata un piccolo loggiato composto di sei monofore, il grande rosone centrale e nella parte superiore in altorilievo il simbolo della congregazione degli oblati. Due ampie monofore vetrate si aprono in corrispondenza delle navate laterali.
L'interno, a tre navate, separate da dieci colonne in granito rosa di Baveno, è decorato con affreschi di Angelo Vernazza, ultima opera del pittore sampierdarenese, e le vetrate artistiche disegnate da Guido Zuccaro.
Nella cripta si trova la tomba del fondatore della congregazione, Paolo Fossati (1873-1948), e quelle dei coniugi Angelo De Ferrari e Carola Parodi, che finanziarono la costruzione della chiesa.

##### Le nuove chiese parrocchiali del secondo dopoguerra
- Chiesa di Cristo Re, in corso Magellano, accanto all'ospedale villa Scassi, fu edificata su un terreno che la curia genovese aveva acquistato dallo stesso ospedale. Già esistente come parrocchia dal 1958 in una sede provvisoria, fu eretta tra il 1960 e il 1966 e inaugurata il 29 ottobre 1966 dal cardinale Siri.[13][105]

L'edificio, a navata unica, è sorretto da pilastri in cemento armato che si incrociano a formare la volta. Lavori di restauro e abbellimento sono stati eseguiti tra il 2007 e il 2008. Nella chiesa sono conservate alcune opere di artisti contemporanei, come la "Via Crucis" in bronzo della scultrice Elsa Bifoli, un crocifisso processionale in rame argentato e smaltato del bergamasco Attilio Nani, un dipinto raffigurante il Sacro Cuore attribuito a Mattia Traverso e una scultura quattrocentesca del "Cristo crocifisso", rinvenuta nel 1974 in stato di abbandono in uno stabile di viale Sauli, nel quartiere di San Vincenzo.
- Chiesa del Sacro Cuore di Gesù al Campasso, in via A. Pellegrini, nel popolare borgo del Campasso, fu costruita nel 1950 e consacrata dal cardinale Siri il 17 marzo 1951. La zona fino al 1940, anno in cui venne istituita la parrocchia autonoma, ricadeva nella giurisdizione della chiesa di San Bartolomeo della Certosa. La nuova parrocchia operò in locali provvisori fino alla costruzione della nuova chiesa, un modesto edificio di culto, privo di specifiche particolarità architettoniche. Poche le opere d'arte, fra le quali un dipinto del Sacro Cuore di Mattia Traverso e una statua lignea di scuola gardenese raffigurante la Madonna della Guardia.[13][108]

#### Altri luoghi di culto cattolici
- Chiesa di Nostra Signora della Sapienza, in via Daste, fa parte del complesso delle franzoniane. Costruita nel 1821 su disegno di Angelo Scaniglia, ha forma rotonda. È sormontata da una statua in marmo di san Michele arcangelo, realizzata dalla trasformazione di una statua a soggetto profano (Diana cacciatrice), recuperata dallo stesso Scaniglia in una villa dei marchesi Franzone. All'interno, dipinti di Antonio Storace (San Giuseppe con san Francesco di Sales), Carlo Giuseppe Ratti (Sant'Antonio di Padova e santa Caterina da Siena) e una statua in marmo della Madonna col Bambino, di Ignazio Peschiera.[3][13]
- Chiesa di San Pietro in Vincoli, in salita Belvedere. Costruita nel 1630 grazie ad un lascito di Marco Antonio Doria, faceva parte del complesso dei gesuiti, che lo utilizzavano solo nel periodo estivo e che lo abbandonarono nel 1773. Requisita nel 1799 dal governo della Repubblica Ligure, fino alla caduta di Napoleone ebbe destinazione commerciale e militare. Acquistato da un privato, fu da questi ceduto nel 1827 alle suore della congregazione delle "Figlie della Presentazione di Maria Vergine", comunemente dette "Pietrine" e la chiesa tornò ad essere officiata. Nel 1863 nel complesso fu aperta una delle prime scuole materne e in seguito un vero e proprio istituto scolastico, con scuole elementari e medie. Dal 1998 è stato trasformato in una residenza protetta per anziani. All'interno della chiesa, normalmente non aperta al pubblico, sono conservati due dipinti di Pietro Paolo Raggi (Adorazione dei Magi e Ester e Assuero). Un dipinto di G.B. Carlone raffigurante san Francesco Borgia è stato trasferito nella chiesa di S. Maria della Cella, mentre gli ornati del bolognese Antonio Haffner sono andati distrutti da un bombardamento durante la seconda guerra mondiale. Vi erano in origine degli affreschi in chiaroscuro di Domenico Parodi, ma andarono distrutti già nel periodo napoleonico.[3][13]

#### Luoghi di culto di altre religioni
Nel quartiere si trovano alcuni luoghi di culto di altre religioni, professate da immigrati di varia provenienza, presenti nel quartiere soprattutto dai primi anni duemila. Non si tratta di veri e propri edifici di culto, ma di semplici locali commerciali adattati allo scopo; tra questi diversi luoghi di culto di confessioni protestanti, in particolare dei movimenti religiosi evangelici a cui fanno riferimento molti immigrati sudamericani, mentre i musulmani del quartiere dispongono di un locale in via G.B. Sasso 13r.

### Architetture militari

#### Mura seicentesche e porte

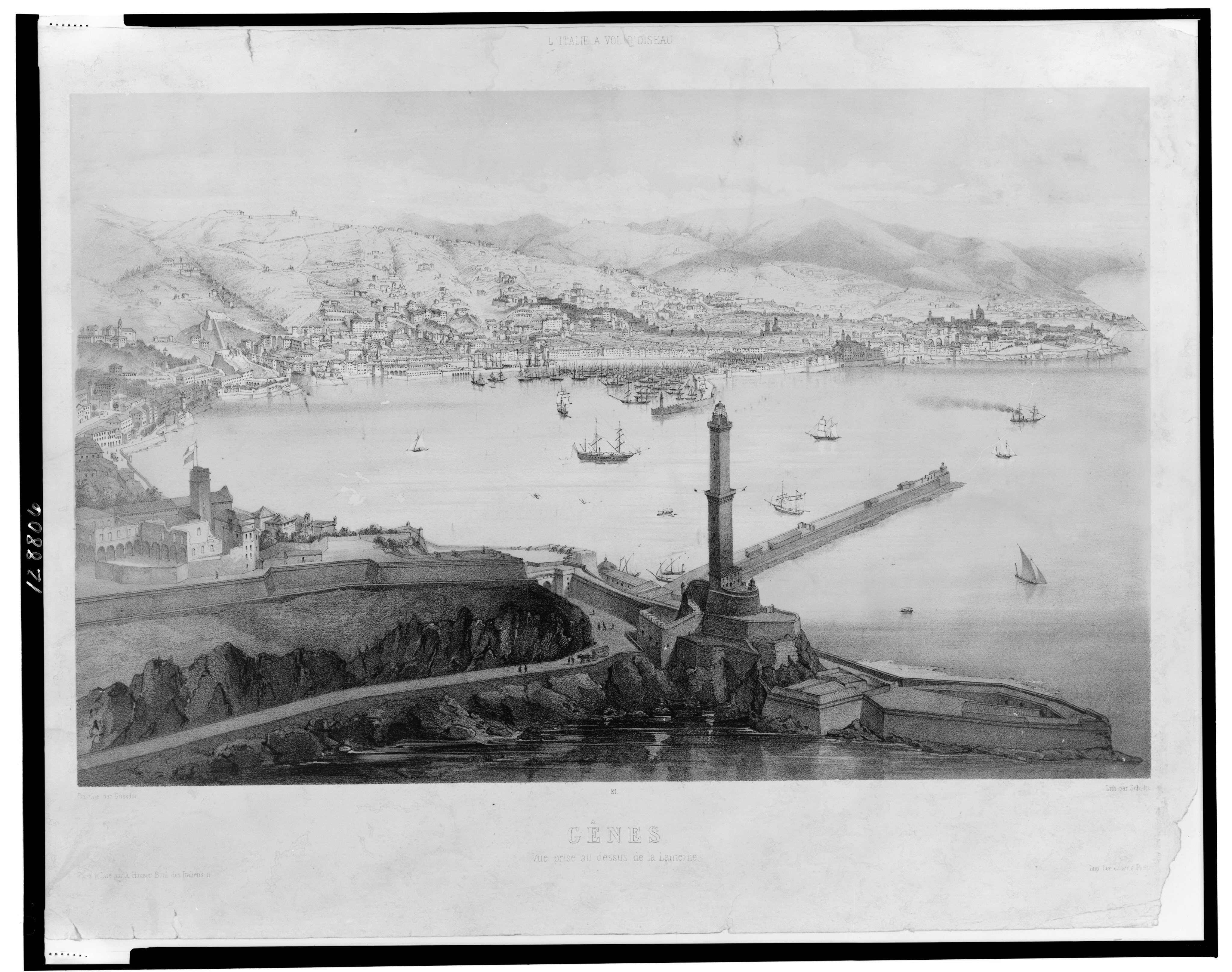
Il colle di S. Benigno (visto da ponente) alla metà dell'Ottocento in una litografia di Alfred Guesdon (1808-1876). Nell'immagine si vedono la Lanterna, le mura seicentesche con la porta della Lanterna e l'antica abbazia di S. Benigno, ormai in rovina; in basso la strada diretta a Sampierdarena

Sampierdarena era il primo centro abitato all'esterno delle seicentesche "Mura Nuove" che costituivano il limite occidentale del nucleo urbano storico di Genova. Le mura correvano sul crinale del promontorio di San Benigno, assumendo nei vari tratti denominazioni diverse. La cinta iniziava dal promontorio di Capo di Faro, dove nelle mura dette "della Lanterna" si apriva la monumentale "Porta della Lanterna", accesso da ponente alla città, demolita nel 1877, nonostante una petizione popolare avesse richiesto di conservarla, e sostituita da un'altra architettonicamente più modesta ma più adatta per il crescente traffico, progettata da Agostino Chiodo. Questa porta nel 1930 è stata riposizionata ai piedi della Lanterna, in luogo diverso da quello originario.
Risalendo il roccioso colle di S. Benigno, passavano vicino all'antica abbazia, prendendo il nome di "Mura di San Benigno": questo tratto è completamente scomparso per lo spianamento del colle. Il tracciato delle mura proseguiva lungo il crinale con il nome di "Mura degli Angeli", da dove, a monte della ripida scarpata creata dallo sbancamento, inizia il tratto tuttora esistente. Le "Mura degli Angeli" fiancheggiano la parte alta di via San Bartolomeo del Fossato. In questo tratto si apre la Porta degli Angeli, che prendeva il nome dalla chiesa di N.S. degli Angeli, demolita nel 1810. Attraverso questo portello, oggi in stato di degrado, passa la salita degli Angeli, che risale da piazza Dinegro, nel quartiere di San Teodoro ed era un tempo un'importante via di accesso a Genova per chi proveniva da Sampierdarena e dalla Val Polcevera. La porta è sovrastata dai ruderi dell'ottocentesca "Batteria Angeli". Da qui la cinta prosegue con il nome di "Mura di Porta Murata", cosiddette perché all'epoca della loro costruzione vi era stata aperta una porta, alla quale faceva capo in origine la salita degli Angeli. Poiché per raggiungere questa porta il percorso originario veniva allungato, obbligando anche ad un'ulteriore salita per poi ridiscendere, per le proteste degli abitanti la porta fu chiusa, aprendo la Porta degli Angeli. Il tratto di mura che interessa l'area di Sampierdarena culmina nell'altura dove sorge il Forte Tenaglia.

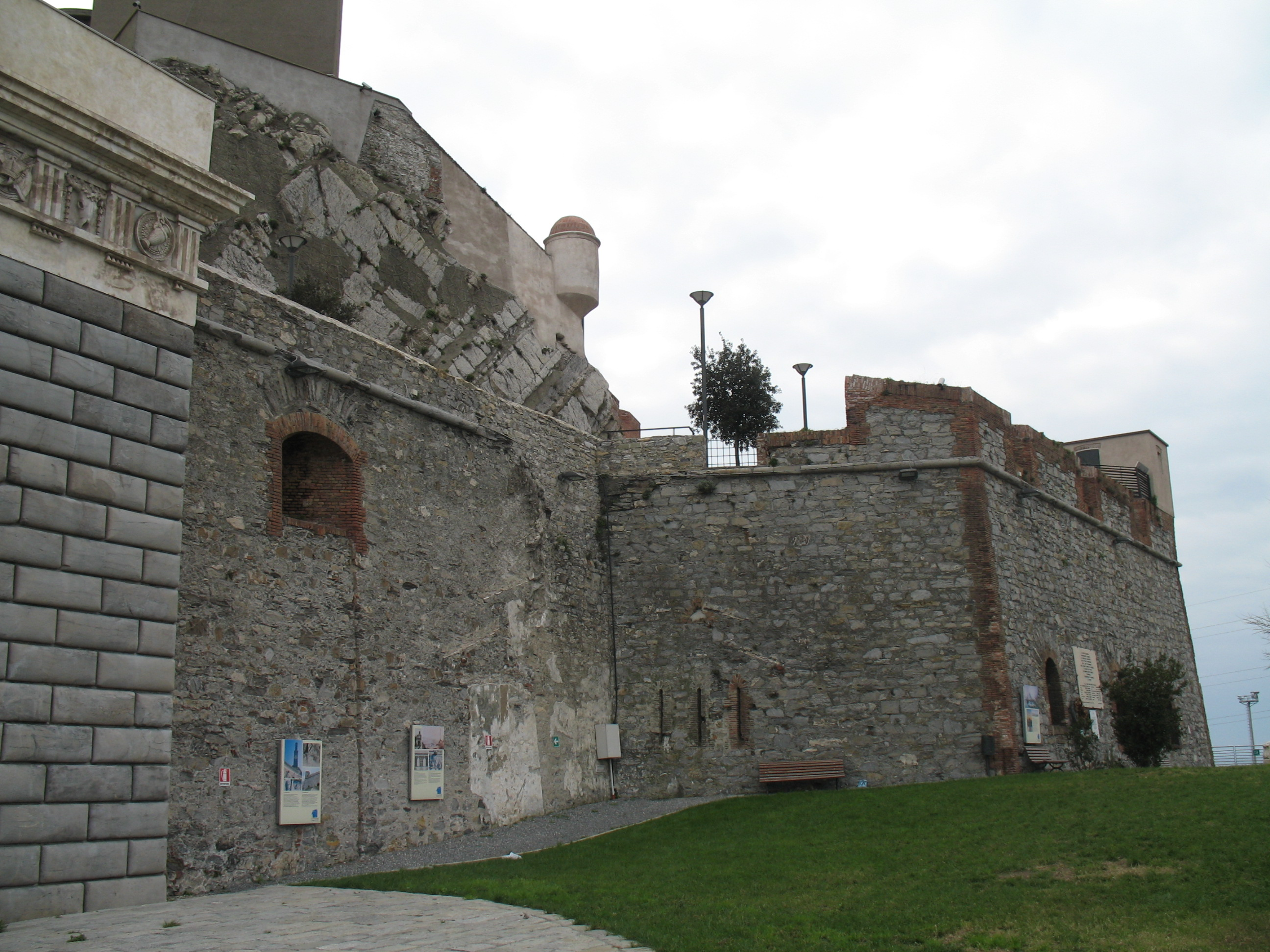
Il tratto residuo delle "Mura della Lanterna"
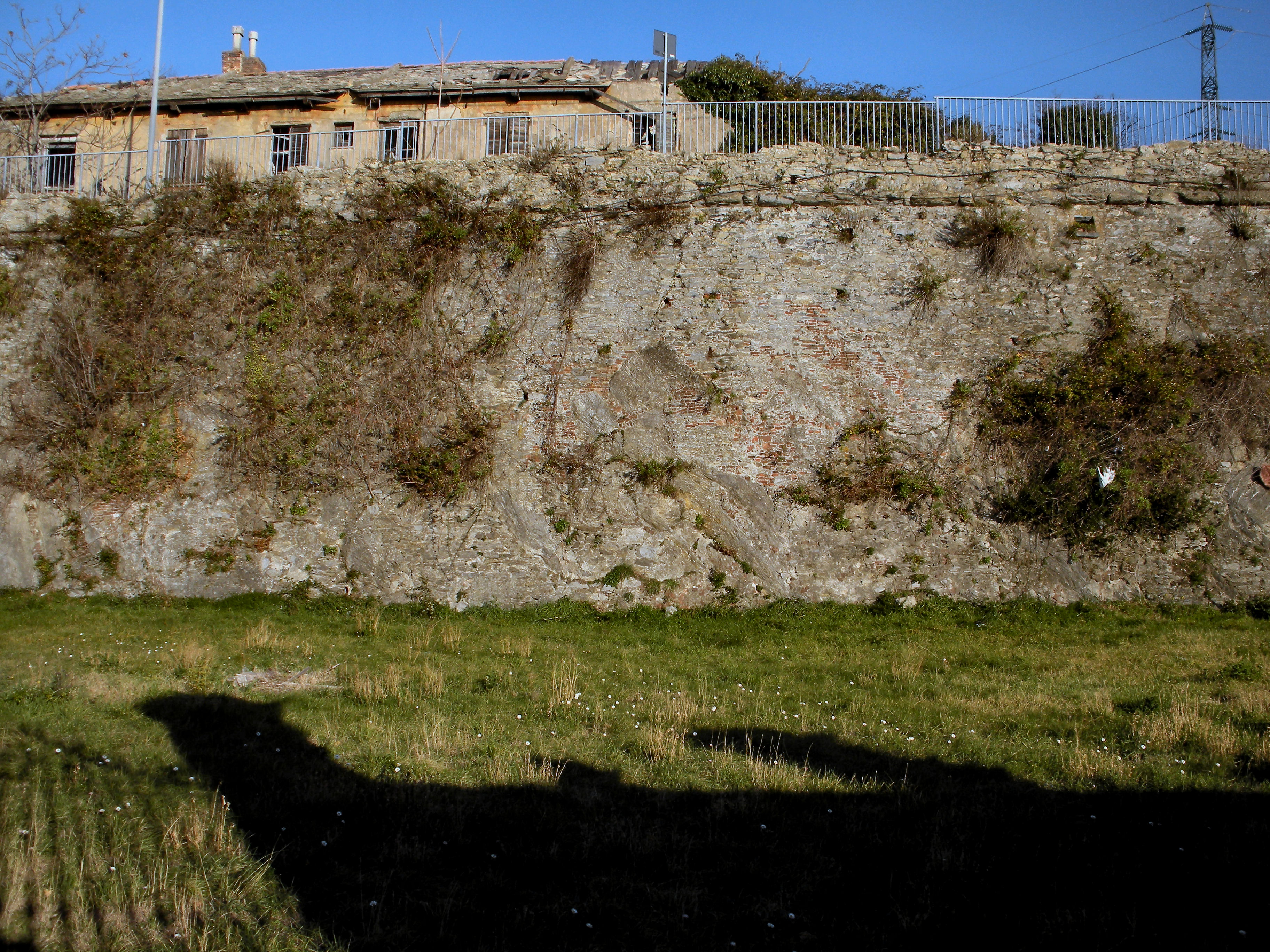
Le "Mura di Porta Murata", sovrastate dai ruderi della Batteria Angeli
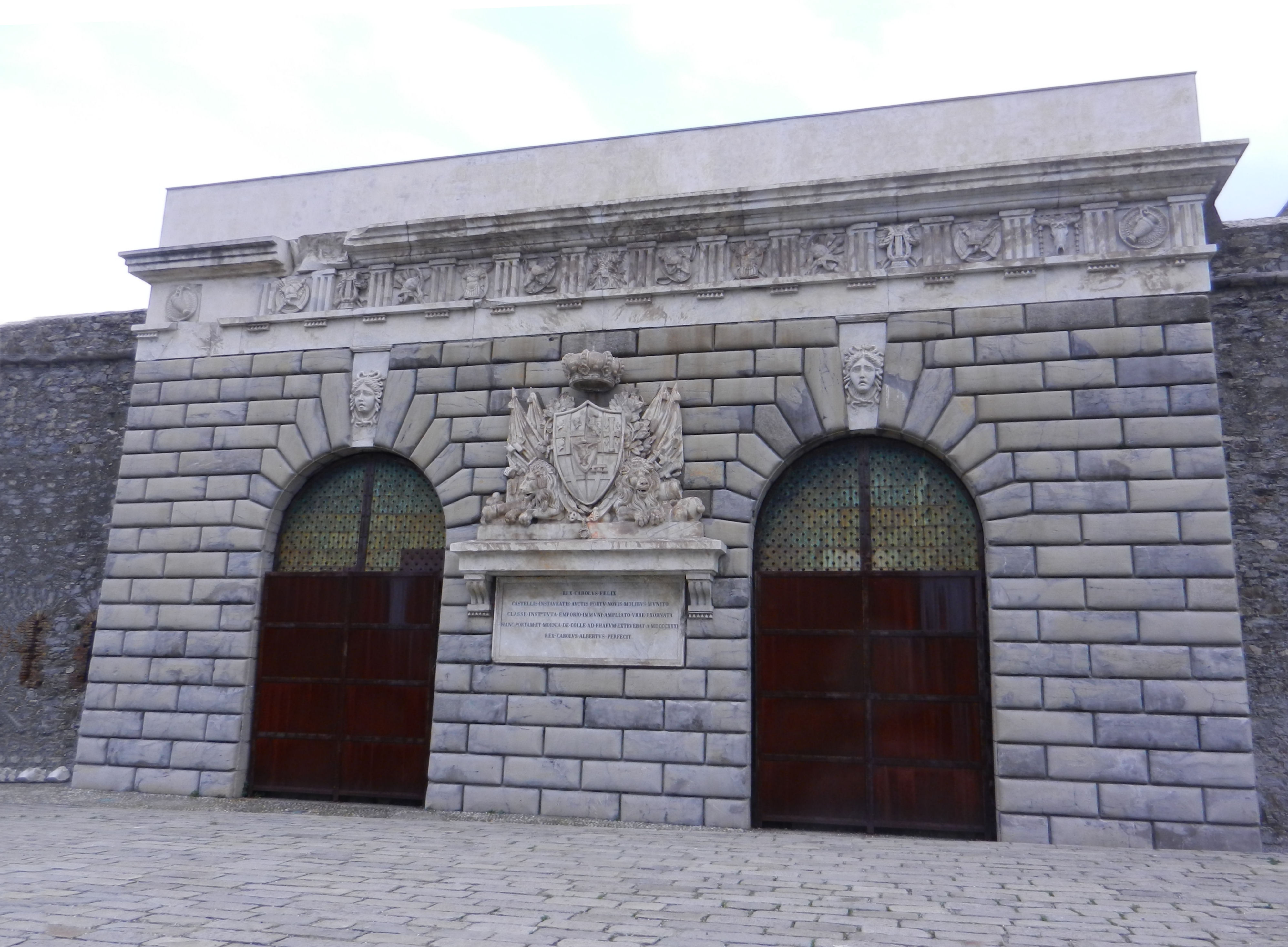
Porta della Lanterna
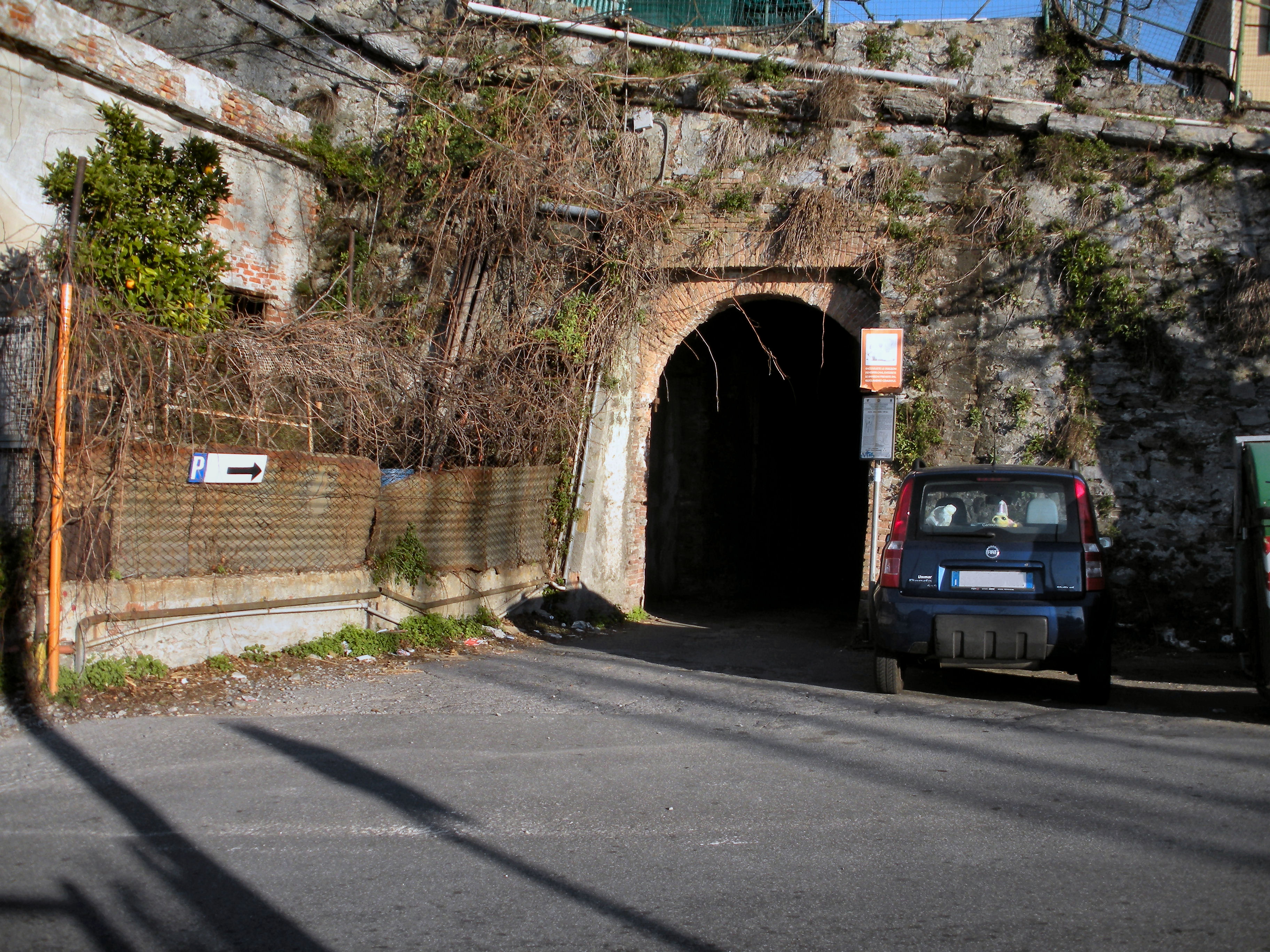
Porta degli Angeli

#### Forti
Tre sono i forti compresi nell'area di Sampierdarena; di questi, il forte Tenaglia è incluso nella cerchia muraria principale ed è collegato da una cortina, ancora ben conservata, con il forte Crocetta, che insieme al forte Belvedere era destinato a controllare il tratto finale della Val Polcevera, principale via di collegamento tra Genova e la pianura padana, percorsa dalla "Strada Reale" costruita negli anni venti dell'Ottocento.
Postazioni difensive erano state approntate sull'altura di Belvedere già durante gli assedi austriaci del 1747 e del 1800 ma fu il governo sabaudo, dopo l'annessione della Liguria al Regno di Sardegna, stabilita nel 1815 dal Congresso di Vienna, a far costruire due nuove fortificazioni ed ampliare il forte Tenaglia a protezione dell'importante via di comunicazione.

#### Forte Belvedere

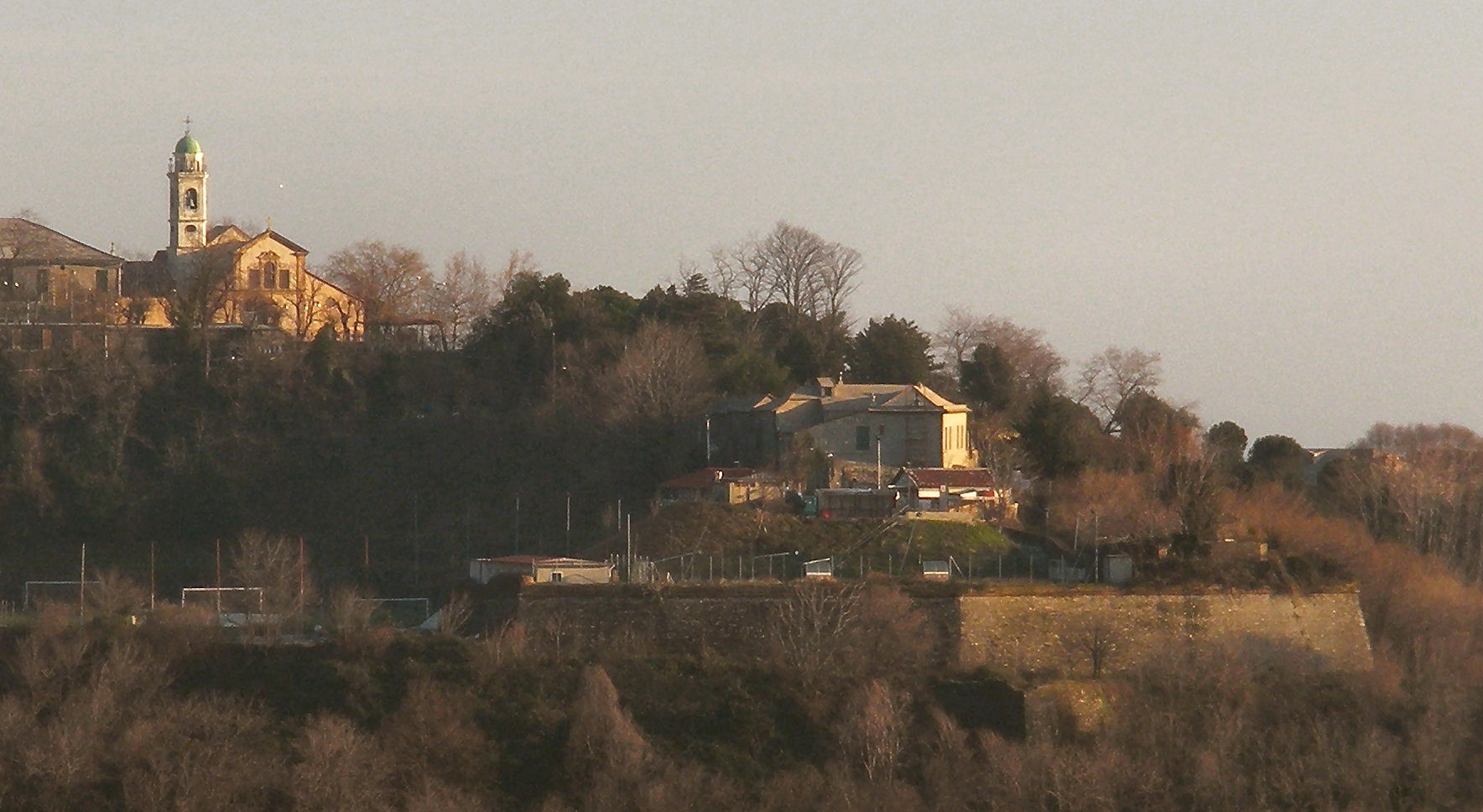
I resti del forte Belvedere

Forte Belvedere fu costruito a partire dal 1817; per la sua realizzazione furono demolite diverse case ed anche il santuario rischiò di essere abbattuto. Nel 1889, venute meno le motivazioni strategiche che avevano portato alla sua edificazione la struttura fu radicalmente modificata: demolito il corpo centrale, vi vennero installate due batterie costiere a difesa del porto di Genova, denominate "Batteria Belvedere Inferiore", sul sito dell'ex forte, e "Batteria Belvedere Superiore", costruita ex-novo di fronte al santuario. Nel 1938 vi fu collocata una batteria contraerea. Dopo l'8 settembre 1943 fu occupato dai soldati tedeschi che lo tennero fino al termine del conflitto. Nel dopoguerra, dismesso dal demanio militare, quanto restava del forte fu ceduto a privati; dagli anni settanta sulla sua struttura sorge il campo sportivo M. Morgavi.

#### Forte Crocetta

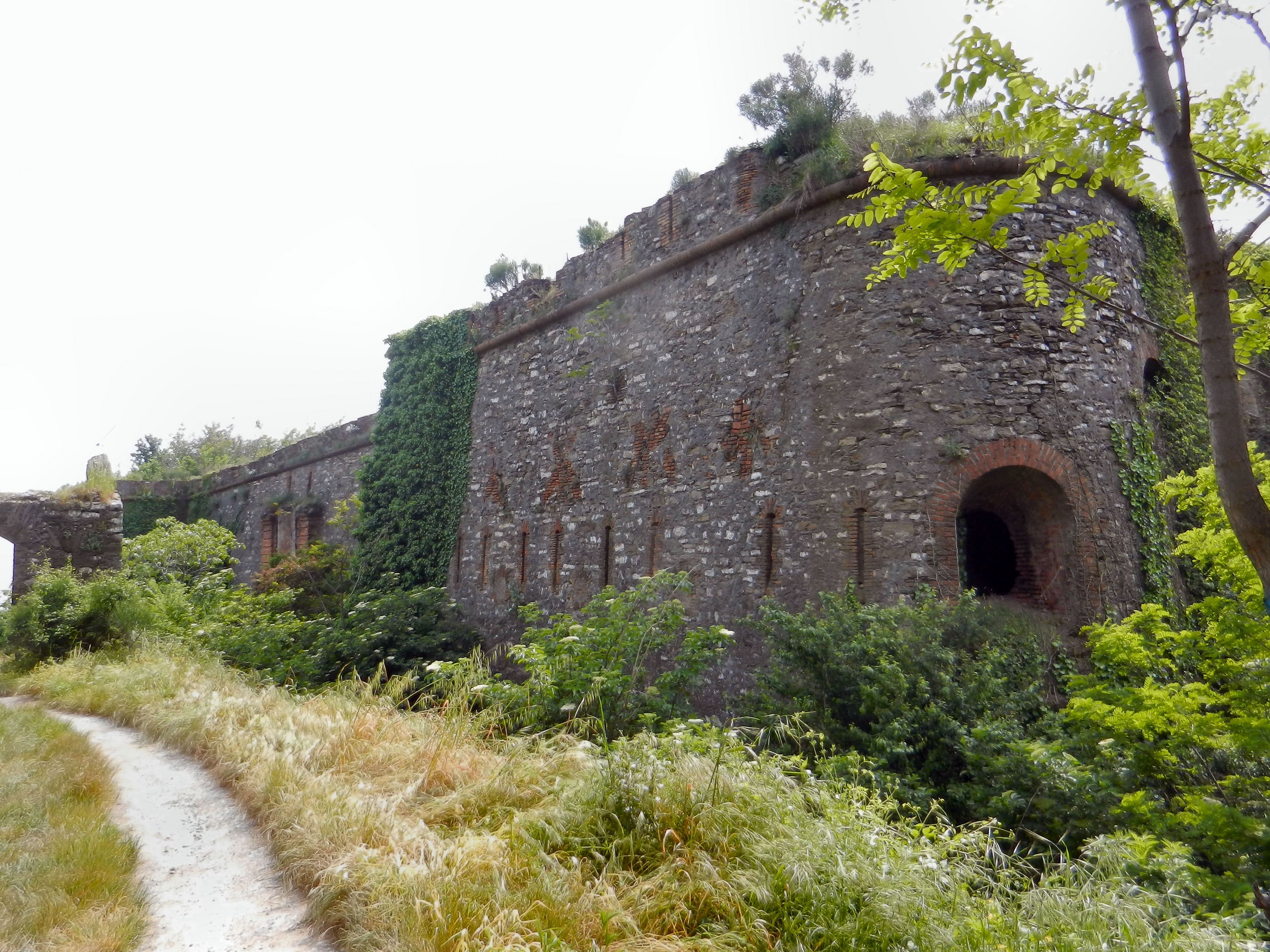
Forte Crocetta

Forte Crocetta, sovrastato dal forte Tenaglia, fu costruito poco a monte di Belvedere, presso il borgo della Crocetta, sull'area già occupata dal seicentesco convento degli agostiniani e dall'annessa chiesa del Santissimo Crocefisso. L'edificio religioso fu demolito nel 1818. La costruzione del forte, dopo una modifica di progetto intervenuta nel corso dei lavori, si concluse nel 1830. Dismesso dal demanio militare nel 1914, a varie riprese fu abitato fino al 1961. Oggi è chiuso e in stato di abbandono.

#### Forte Tenaglia

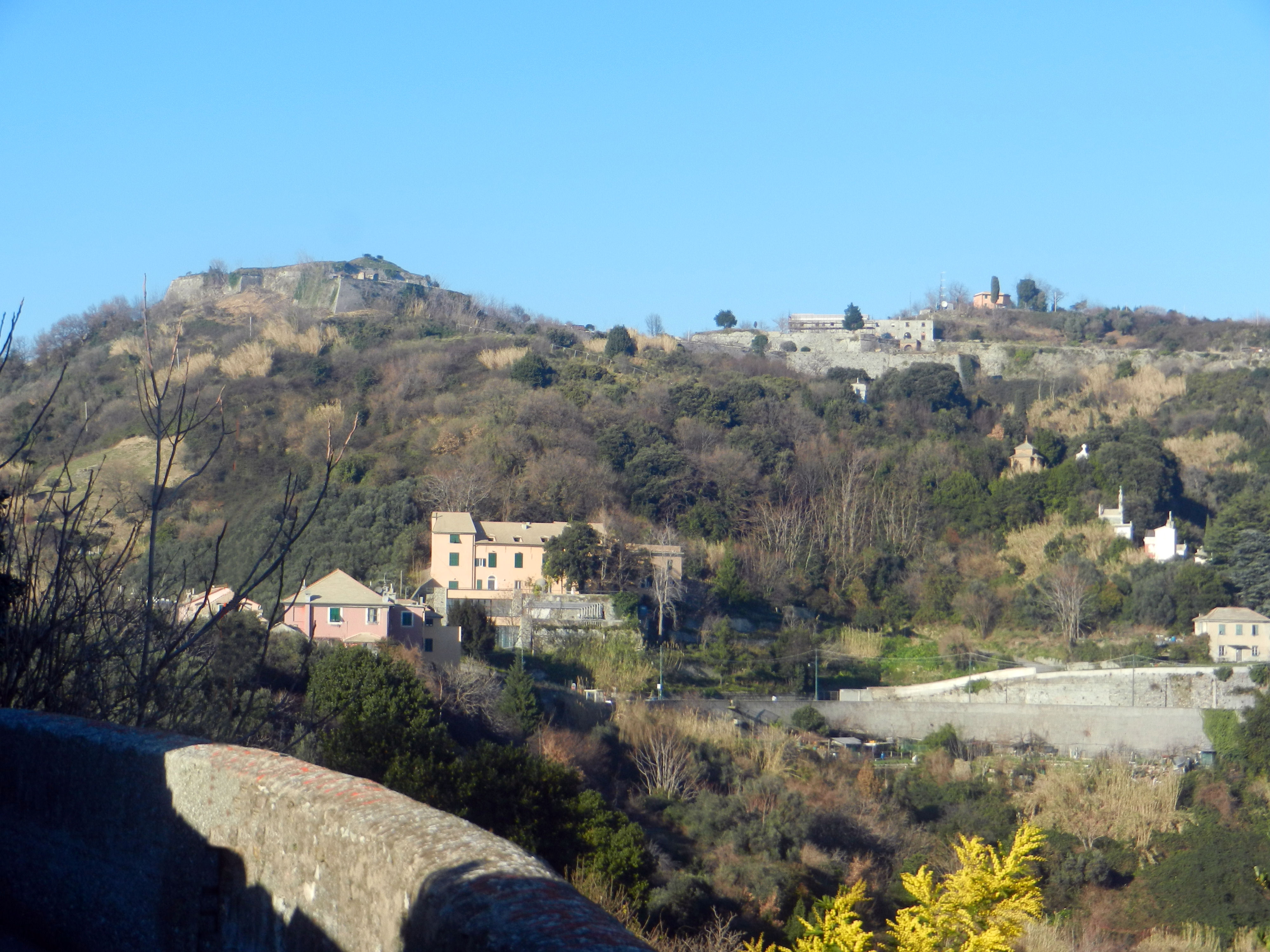
Forte Tenaglia visto da Promontorio

Forte Tenaglia sorge sul crinale tra la Val Polcevera e il fossato di S. Bartolomeo. Inserito nel tracciato delle mura seicentesche, fu costruito nel 1633 sul sito di una precedente fortificazione denominata "Bastia di Promontorio". La nuova fortificazione aveva la forma di una doppia "L", cioè a tenaglia, con batterie rivolte alla foce del Polcevera e prende il nome da questa particolare conformazione architettonica, tecnicamente chiamata in ambito militare "opera a corno".

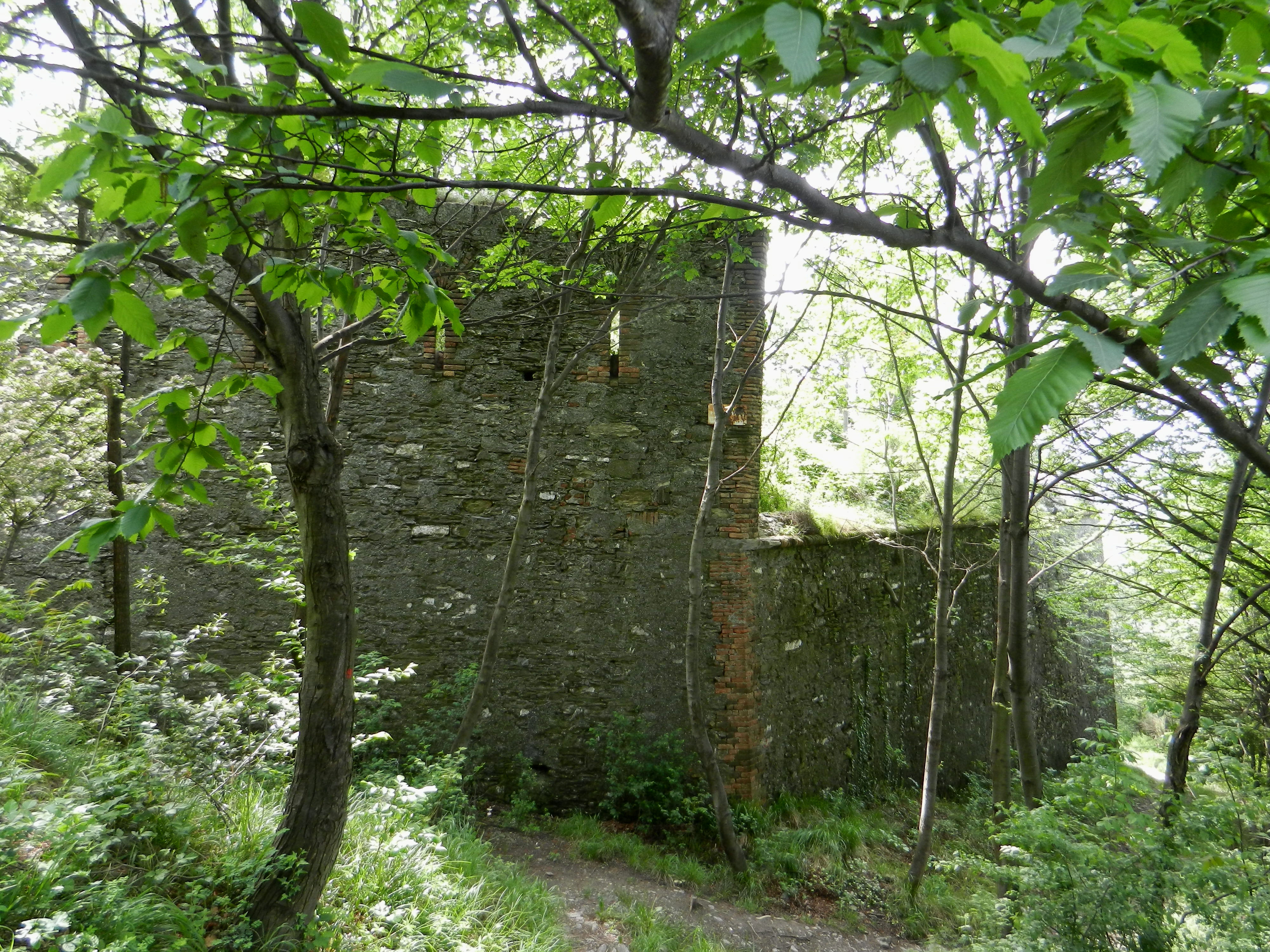
Torre Granara

Rafforzato durante l'assedio austriaco del 1747, venne ampliato dal governo sabaudo dopo il 1815. Dismesso dal demanio militare nel 1914, venne utilizzato come carcere per i prigionieri di guerra austro-ungarici. All'inizio del secondo conflitto mondiale fu installata una batteria contraerea; dopo l'8 settembre 1943 fu occupato dall'esercito tedesco e venne poi danneggiato da un bombardamento alleato, che distrusse parte della cortina meridionale.
Oggi il forte è in concessione ad un'associazione nell'ottica di un futuro utilizzo pubblico della struttura, ma il complesso non è al momento visitabile.
Lungo la cortina di collegamento con il forte Crocetta è presente la torre Granara, costruita a partire dal 1820 e parzialmente distrutta da tiri di artiglieria nel 1943. Aveva la funzione di corpo di guardia ed è posta su un terrapieno bastionato di forma pentagonale.

## Società

### Evoluzione demografica
Le cinque "unità urbanistiche" che formano la ex circoscrizione avevano complessivamente al 31 dicembre 2017 una popolazione di 43,463 abitanti, dato che ne fa la seconda delle circoscrizioni genovesi dopo Sestri Ponente.
Nel Cinquecento, il Giustiniani conta 325 case, delle quali 113 di cittadini (tra cui una ventina di ville nobiliari) e 212 di contadini e pescatori. Tra il XVI e il XVIII secolo fu proprio la crescita degli insediamenti patrizi, come avvenne per altre aree suburbane, ad attrarre nuovi residenti.
Questo scenario muta alla metà dell'Ottocento, con l'insediamento delle prime fabbriche e la costruzione della linea ferroviaria Genova-Torino; il processo di industrializzazione del territorio favorisce un rapido incremento della popolazione e già al censimento del 1861 San Pier d'Arena risulta il comune più popoloso dell'area genovese, con 14 339 abitanti, in costante aumento alle rilevazioni successive: la popolazione conta 34 084 residenti nel 1901 e 51 977 nel 1921, alla vigilia dell'annessione a Genova.
Grazie anche all'espansione edilizia nelle zone collinari degli anni cinquanta, nel 1961 la popolazione raggiunge il massimo storico con 66 612 abitanti. Da allora ha inizio un forte decremento, superiore alla media cittadina: al censimento del 2001 gli abitanti sono 43 515, oltre un terzo in meno rispetto al 1961. Dal 2001 si assiste a una lieve ripresa, dovuta soprattutto all'insediamento nel quartiere di forti comunità di stranieri, soprattutto sudamericani. La presenza di queste comunità, composte da persone tendenzialmente giovani, contribuisce ad abbassare l'età media (46,3 anni) e l'indice di vecchiaia (226,4 anziani ogni 100 ragazzi di età inferiore ai 15 anni) del quartiere, che risultano inferiori alla media cittadina (dati 2008).

### Istituzioni, enti e associazioni
La Pubblica Assistenza Croce d'Oro è un'associazione di volontariato, attiva nel primo soccorso e più in generale nel volontariato socio-sanitario, fondata il 29 luglio 1898 da un gruppo di cittadini nel pieno dell'espansione industriale sampierdarenese, per assicurare il primo soccorso e il trasporto agli ospedali dei malati e delle vittime dei numerosi infortuni sul lavoro.

## Cultura

### Istruzione
Il quartiere, oltre a varie scuole primarie e secondarie di primo grado, pubbliche e private, ospita diversi istituti superiori (licei, istituti tecnici e scuole professionali).
- Istituto d'Istruzione Superiore "Einaudi-Casaregis-Galilei"; è nato dall'accorpamento gestionale di tre storici istituti, il tecnico commerciale L. Einaudi, il professionale G. Casaregis e il tecnico industriale G. Galilei; ad eccezione di quest'ultimo, che ha sede nel vicino quartiere di San Teodoro, Einaudi e Casaregis si trovano a Sampierdarena, in via P. Cristofoli 4, sede storica dell'Einaudi.[115]
- Liceo scientifico Enrico Fermi[116], via W. Ulanowski, 56
- Liceo classico e linguistico Giuseppe Mazzini[117], via P. Reti 25
- Liceo statale Piero Gobetti, via Spinola di San Pietro 1; già istituto magistrale, ha sede nella villa Spinola di San Pietro ed ha quattro diverse specializzazioni: liceo linguistico, liceo delle scienze umane (indirizzo tradizionale ed economico-sociale) e liceo coreutico.[118]
- Istituto Don Bosco, via C. Rolando 15; la principale scuola non statale di Sampierdarena offre oggi due corsi di studio: liceo scientifico e liceo scientifico ad indirizzo sportivo, volto a fornire una preparazione specifica a quanti intendano proseguire gli studi universitari nei corsi di laurea legati allo sport ed alle attività motorie. Accanto ai due licei si tengono corsi professionali per installatori e manutentori di impianti elettrici ed ascensori. Fino ai primi anni duemila il nome dell'Istituto Don Bosco era legato soprattutto ad un frequentato istituto tecnico industriale.[119]

## Infrastrutture e trasporti

### Porti

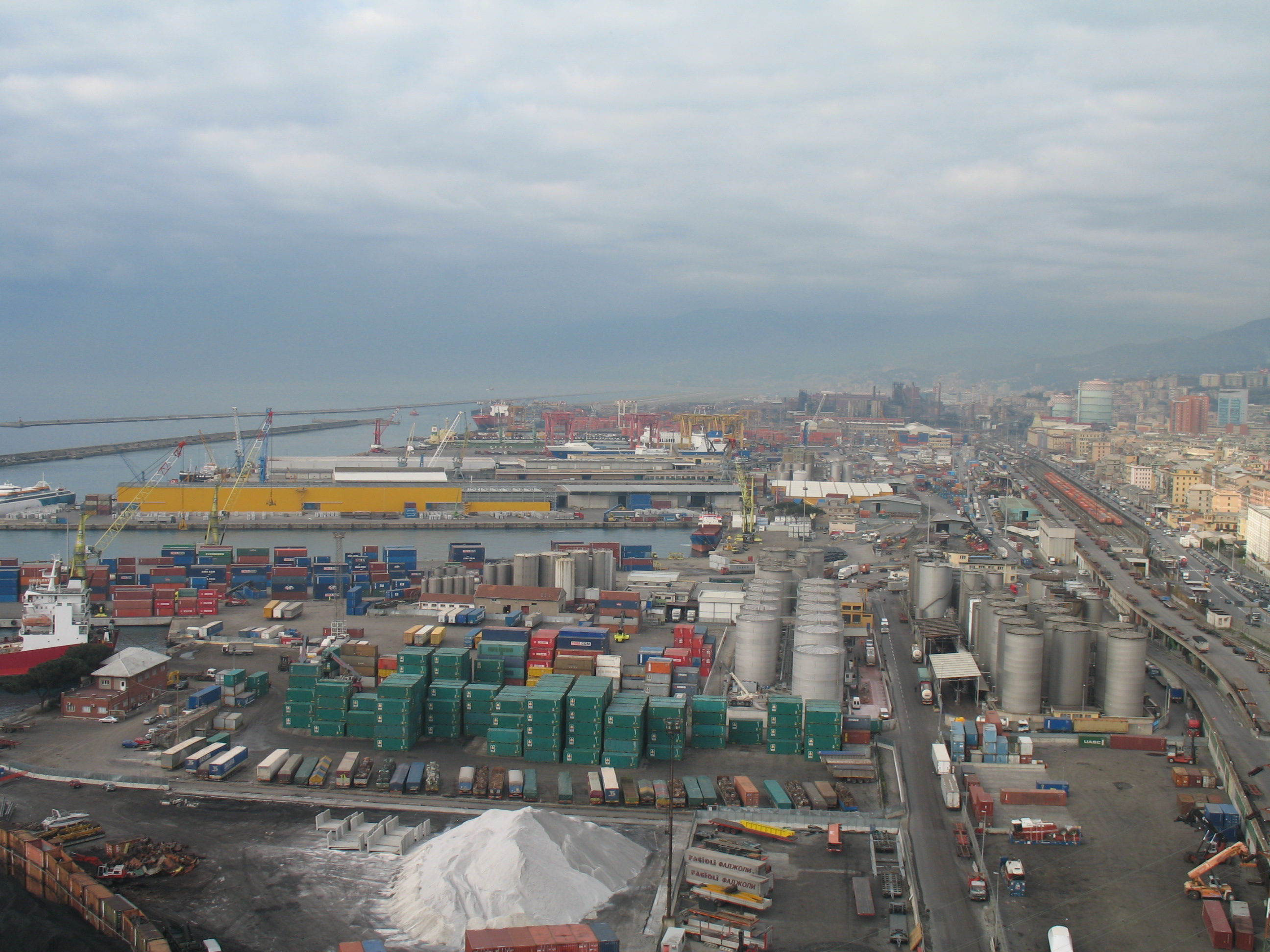
Panoramica sui moli del bacino di Sampierdarena dalla Lanterna

L'area portuale antistante il quartiere, compresa tra la Lanterna e la foce del Polcevera, è dedicata esclusivamente al traffico delle merci. Vi sono concentrati i terminal dedicati a merci varie, container e rinfuse. Ai piedi della Lanterna, dal lato di ponente, è situata una centrale a carbone dell'Enel, di cui è prevista la graduale dismissione entro il 2017.

### Strade urbane
- Viabilità antica. I collegamenti tra l'area di Sampierdarena e la vicina città erano un tempo assai difficoltosi. Fino alla costruzione delle "Mura Nuove", nella prima metà del XVII secolo, la zona poteva essere raggiunta da Genova via mare oppure risalendo il colle degli Angeli e ridiscendendo da Belvedere o Promontorio. Solo con la costruzione delle mura fu aperta sulla punta del promontorio di san Benigno la porta della Lanterna.[13]

D'altro canto, le antichissime salite di Promontorio e Belvedere erano frequentate fin dai tempi più antichi come vie d'internamento da coloro che approdavano sul litorale sampierdarenese. Queste vie si riunivano poi con quelle provenienti dal centro cittadino, dirette al valico della Crocetta d'Orero. Queste salite incrociavano inoltre quella proveniente da Genova attraverso la salita degli Angeli e diretta verso i guadi del Polcevera attraverso via della Pietra (attuale salita V. Bersezio), in epoca antica importante collegamento tra la città e il ponente.
- Viabilità moderna. A partire dalla seconda metà del Settecento, con la costruzione della "strada Camblasia", ampliata negli anni venti dell'Ottocento e divenuta "strada reale" (oggi strada provinciale 35 dei Giovi), Sampierdarena divenne un importante crocevia stradale. Oltre che dalla ex statale dei Giovi è attraversata anche dalla strada statale 1 Via Aurelia diretta verso ponente. Il collegamento verso il centro della città è assicurato dalle diverse strade urbane realizzate nella prima metà del Novecento e dalla strada sopraelevata che collega il casello autostradale e via Cantore con il centro della città e il quartiere della Foce.

La viabilità della zona di San Benigno è interessata dagli interventi previsti nel nodo stradale e autostradale genovese, riguardanti il nuovo collegamento tra il casello autostradale e il porto e la sua connessione con la viabilità ordinaria, allo scopo di separare la viabilità ordinaria dai flussi di traffico diretti o provenienti dal porto.

### Strade
Il quartiere ospita il principale casello autostradale cittadino, denominato Genova Ovest, terminale dell'autostrada A7 (Genova-Serravalle), la storica Camionale, una delle più antiche autostrade italiane, inaugurata nel 1935. In questa barriera convergono anche altre due autostrade, la A10 (Genova – Ventimiglia) e la A12 (Genova – Rosignano).

### Ferrovie

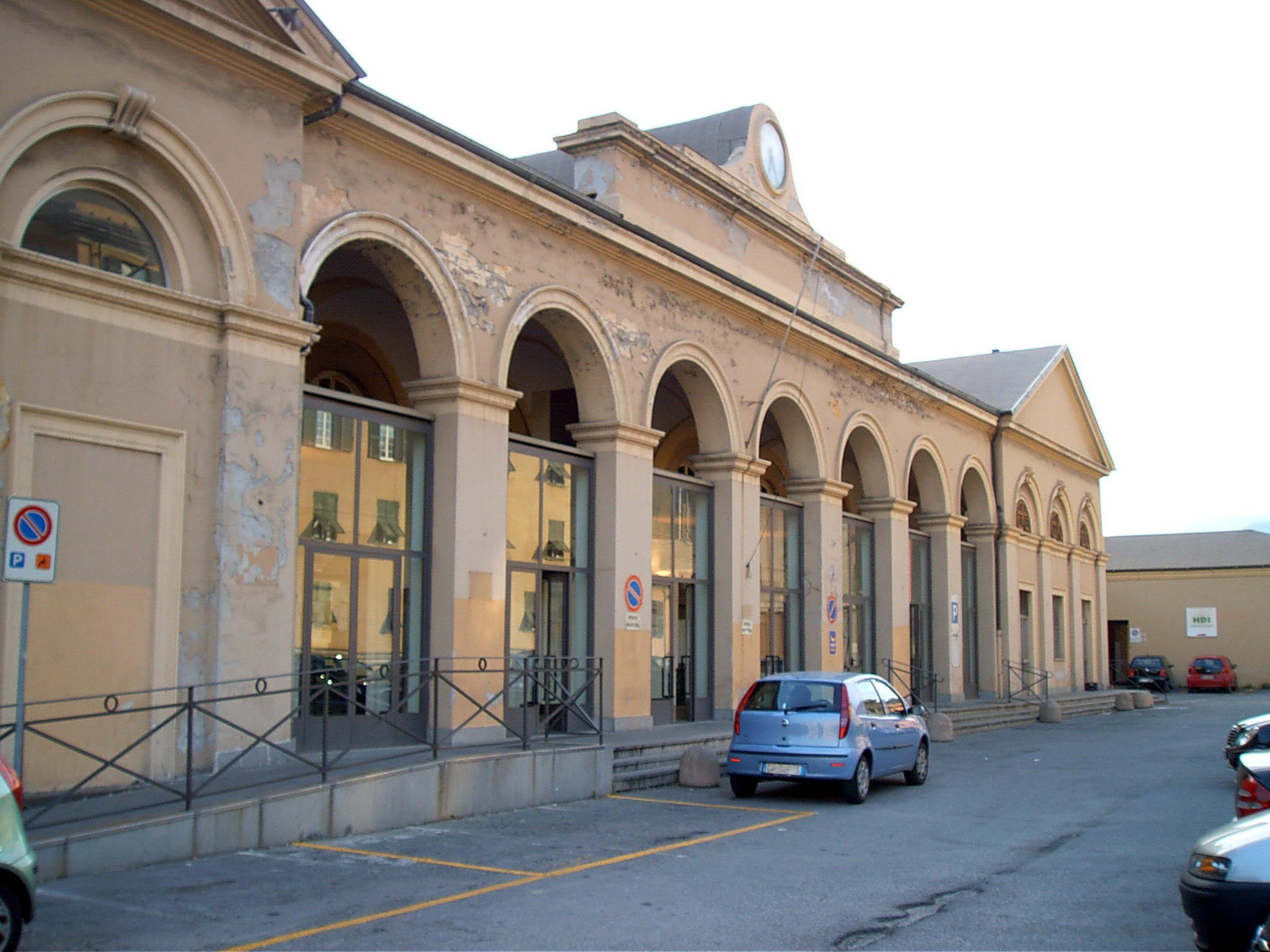
La stazione ferroviaria di Sampierdarena

Sampierdarena è anche un importante snodo ferroviario. Sul suo territorio si trovano:
- La stazione di Genova Sampierdarena, terza di Genova per importanza, da cui si diramano le linee Genova-Ventimiglia, Genova-Asti e la doppia linea dei Giovi Genova-Torino.
- Una fermata secondaria, denominata "Genova Via di Francia", che serve la zona di San Benigno e in cui, nelle ore di punta dei giorni feriali, fermano alcuni treni metropolitani del nodo genovese.

Inoltre, per la vicinanza al porto, vi si trovano alcuni dei più importanti scali merci genovesi:
- Lo scalo merci più importante di Genova, chiamato "Genova Sampierdarena Smistamento".
- Lo scalo merci portuale chiamato "Genova Marittima Bacino"
- La parte sud dell'altro scalo merci asservito al porto genovese, scalo mai utilizzato a pieno, chiamato "Genova Campasso"

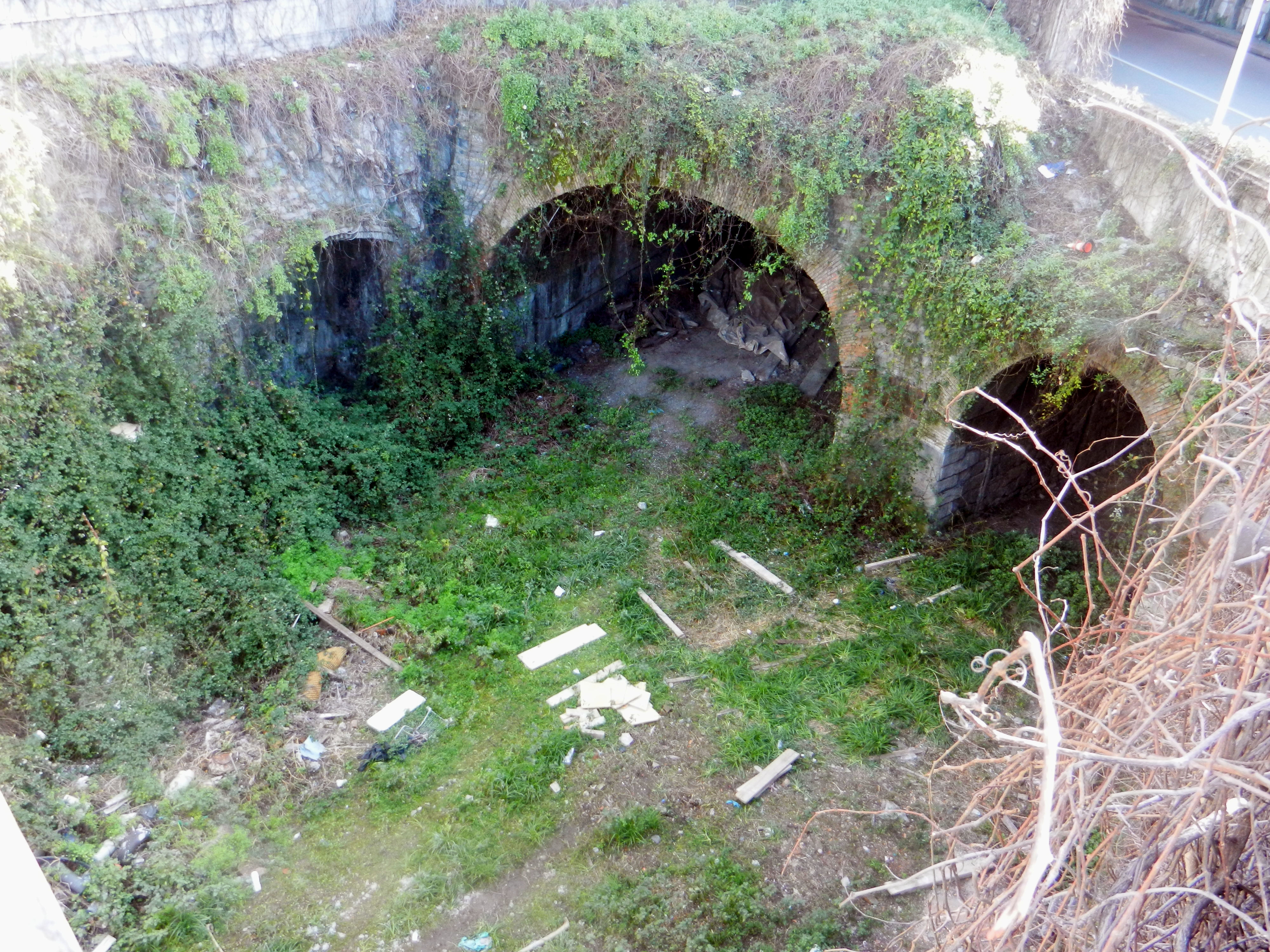
Il cosiddetto "pozzo Coscia", ingresso a ponente delle dismesse gallerie ferroviarie che collegavano il polo industriale di Sampierdarena con il porto

Fino agli anni trenta del Novecento il colle di San Benigno, che divideva Sampierdarena da Genova, era attraversato da sei gallerie ferroviarie. Nonostante lo sbancamento del colle, le gallerie, poste ad una quota molto bassa, sono tuttora esistenti e due di esse sono ancora in funzione: la galleria San Lazzaro alta, a ridosso di via di Francia, si trova sulla linea ferroviaria principale tra le stazioni di Sampierdarena e Genova-Principe; la San Lazzaro bassa, con imbocco presso la fermata di via di Francia, passando sotto la stessa via di Francia sbuca in porto e raggiunge la stazione di Genova-Principe sotterranea. Nei pressi di San Benigno, sotto il grande edificio della "Nuova Darsena" è ancora visibile, ma in stato di degrado, il cosiddetto "pozzo Coscia" ossia l'imbocco a ponente delle gallerie "Assereto", "San Benigno" e "Sanità", non più utilizzate, che collegavano le aree industriali di Sampierdarena con il porto, e più a mare la "Romairone", interamente compresa nell'area portuale. Le imboccature di tutte queste gallerie consentono oggi di individuare la posizione dello scomparso colle di San Benigno.

### Trasporti urbani
Il quartiere è servito da diverse linee urbane dell'AMT: è collegato con il centro cittadino dalla linea filoviaria 20 e dagli autobus delle linee 1, 3, 18 e 18/ ed è inoltre attraversato da diverse linee di autobus che collegano il centro cittadino con i quartieri di ponente (linee 1 e 3) e la val Polcevera (linee 7, 8 e 9), ma non è interessato dal percorso della metropolitana, la cui fermata più vicina è quella di Dinegro, nel vicino quartiere di San Teodoro.

### Aeroporti
L'aeroporto Cristoforo Colombo, nel quartiere di Sestri Ponente, si trova a circa 4 km da Sampierdarena.

### Ospedali
L'ospedale "Villa Scassi" di Sampierdarena è il terzo complesso ospedaliero genovese dopo il S. Martino e il Galliera.
Fu costruito intorno al 1915 sui terreni del parco retrostante la villa Imperiale Scassi e sostituì il precedente presidio ospedaliero di villa Masnata.
Il complesso sanitario ospita il "Centro Grandi Ustionati", la principale struttura presente a Genova per la cura e il trattamento dei pazienti gravemente ustionati.
L'ospedale Villa Scassi è connesso alla già citata Via Cantore da un ascensore pubblico, costruito anche utilizzando un contributo di oltre 940 000 euro del fondo FESR dell'Unione Europea, in grado di ospitare fino a 30 persone e di effettuare 14 viaggi all'ora della durata di 80 secondi.

## Sport

### Calcio
La società sportiva più prestigiosa è senza dubbio la Ginnastica Sampierdarenese, fondata nel 1891, affiliata alla Federazione Ginnastica Nazionale Italiana dall'anno successivo ed insignita della Stella d'oro al merito sportivo nel 1969. La società, oggi attiva solo nel settore ginnico, vanta titoli nazionali in svariate discipline, numerose partecipazioni e medaglie olimpiche (la società può annoverare tra i suoi iscritti il ginnasta Camillo Pavanello, tra i primi olimpionici italiani, ai giochi di Parigi del 1900) ma è sicuramente più nota per la propria sezione calcistica.
Quest'ultima militò numerose volte nella massima serie nazionale tra il 1919 ed il 1946, perdendo anche una finale scudetto contro la Novese nel Campionato FIGC 1921-22. Nel 1946 fondendosi con la Società Ginnastica Andrea Doria diede i natali alla formazione genovese della Sampdoria. Questo può anche spiegare perché la squadra blucerchiata vanti in questo quartiere il suo maggiore bacino di tifosi; la fondazione dell'U.C. Sampdoria fu decisa proprio a Sampierdarena, nel corso di una riunione tenutasi al Bar Roma di piazza Vittorio Veneto. Gli incontri di calcio della Sampierdarenese si sono disputati dentro i confini di Sampierdarena fino al 1927: inizialmente nel campo di Piazza d'Armi del Campasso (attuale via Porro), poi presso la "Fornace", nell'attuale Via Carlo Rolando, poi su un terreno di gioco nel quartiere della Coscia ed infine nello stadio di Villa Scassi. Con la demolizione di quest'ultimo le attività furono spostate allo stadio del Littorio della vicina Cornigliano e, dopo la fine della seconda guerra mondiale, allo stadio di Marassi.
Attualmente, la U.S.D. Sampierdarenese 1946 ha ereditato de facto la tradizione calcistica dell'antica Sampierdarenese.
Le altre squadre di calcio del quartiere, che militano in vari campionati dilettantistici della Liguria, sono la U.S. Cella 1956, la U.S. Don Bosco Genova, fondata nel 1945 e la Sampierdarena 1911 S.R.L. S.D. Tutte, tranne la U.S. Don Bosco, disputano le partite casalinghe sul campo sportivo Mauro Morgavi di Belvedere.

### Nuoto e pallanuoto
L'ASD Crocera Stadium è una società di nuoto e pallanuoto. La squadra maggiore milita nel campionato italiano di Serie B di pallanuoto. Disputa le proprie gare casalinghe nella piscina Crocera in via Eridania 3.